# Moraea
Moraea ist eine Pflanzengattung aus der Familie der Schwertliliengewächse (Iridaceae), die zu den Einkeimblättrigen Pflanzen gehören. Die etwa 230 Arten kommen nur in der Alten Welt vor. Das Zentrum der Artenvielfalt ist die Capensis.

## Beschreibung

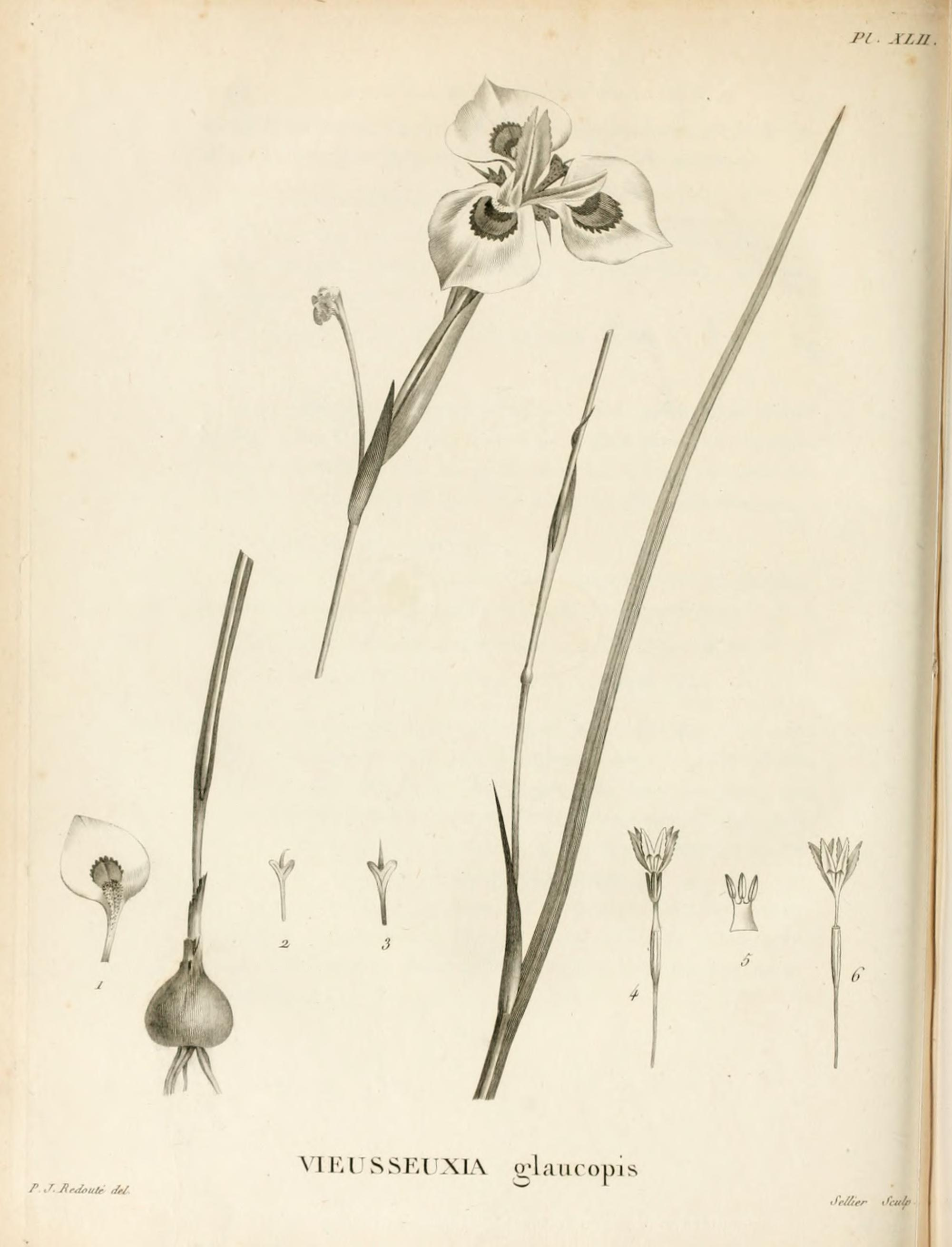
Illustration aus Annales du Muséum National d'Histoire Naturelle, 1803 von Moraea aristata

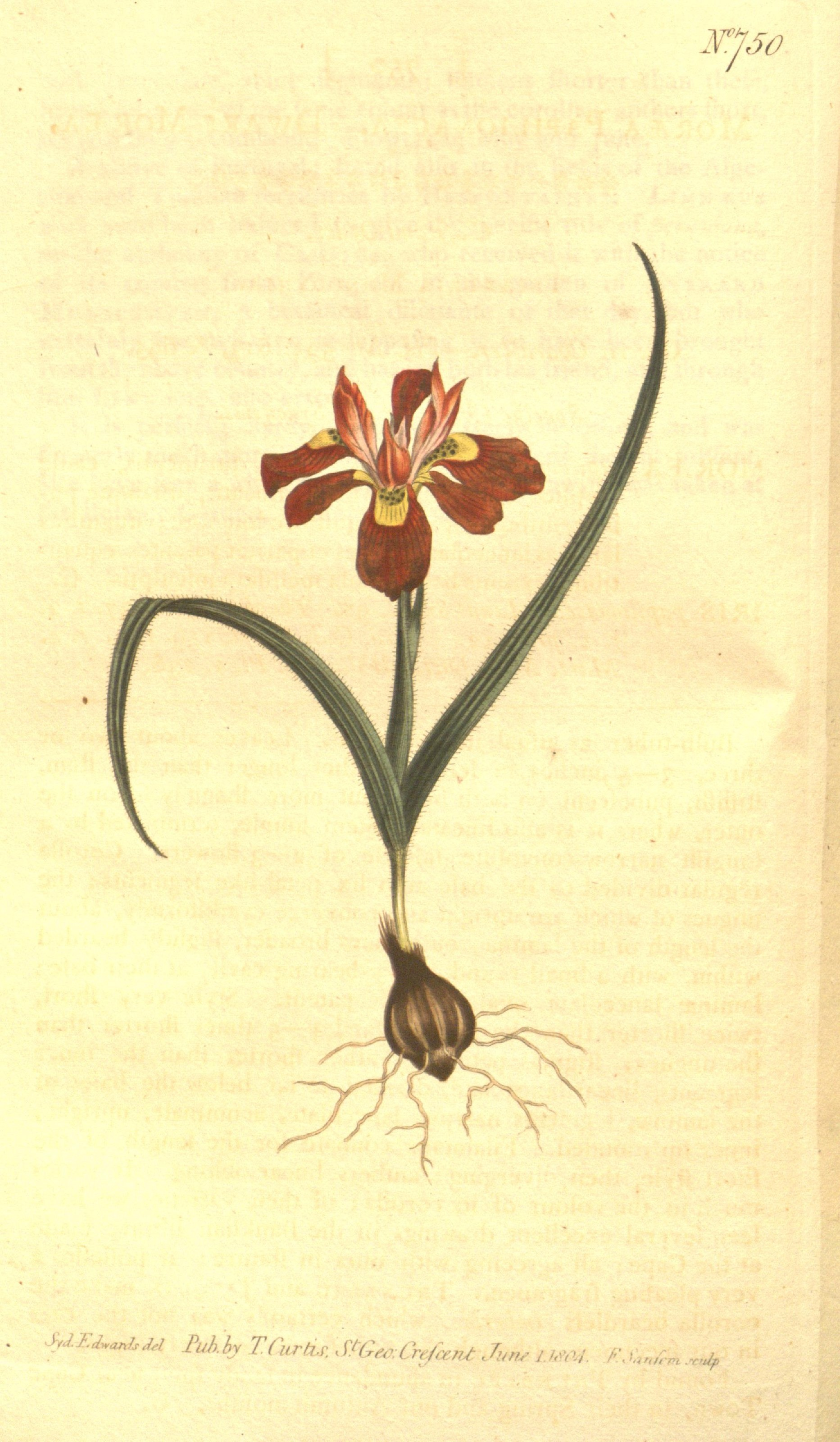
Illustration aus Curtis's Botanical Magazine, Volume 750 von Moraea papilionacea

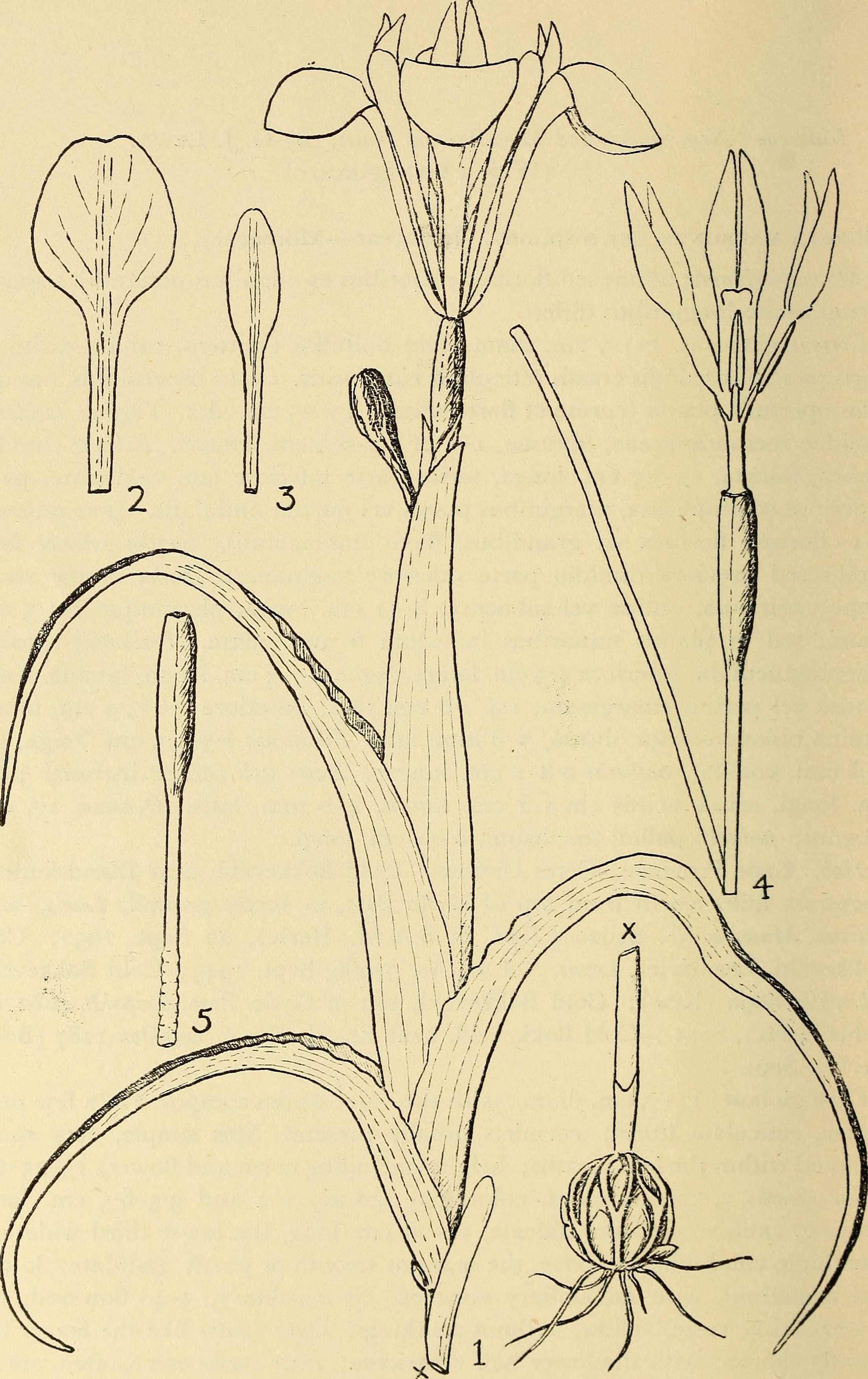
Illustration aus Annals of the South African Museum = Annale van die Suid-Afrikaanse Museum, 1952: „Figure i. Moraea macronyx Lewis, i. Plant in flower. 2. Outer perianth segment. 3. Inner perianth segment. 4. Flower with perianth segments removed, showing pedicel, ovary, stamens and style branches. 5. Ovary and part of pedicel of faded flower, showing slight contractions in the pedicel. All drawings natural size. Del. G. J. Lewis“

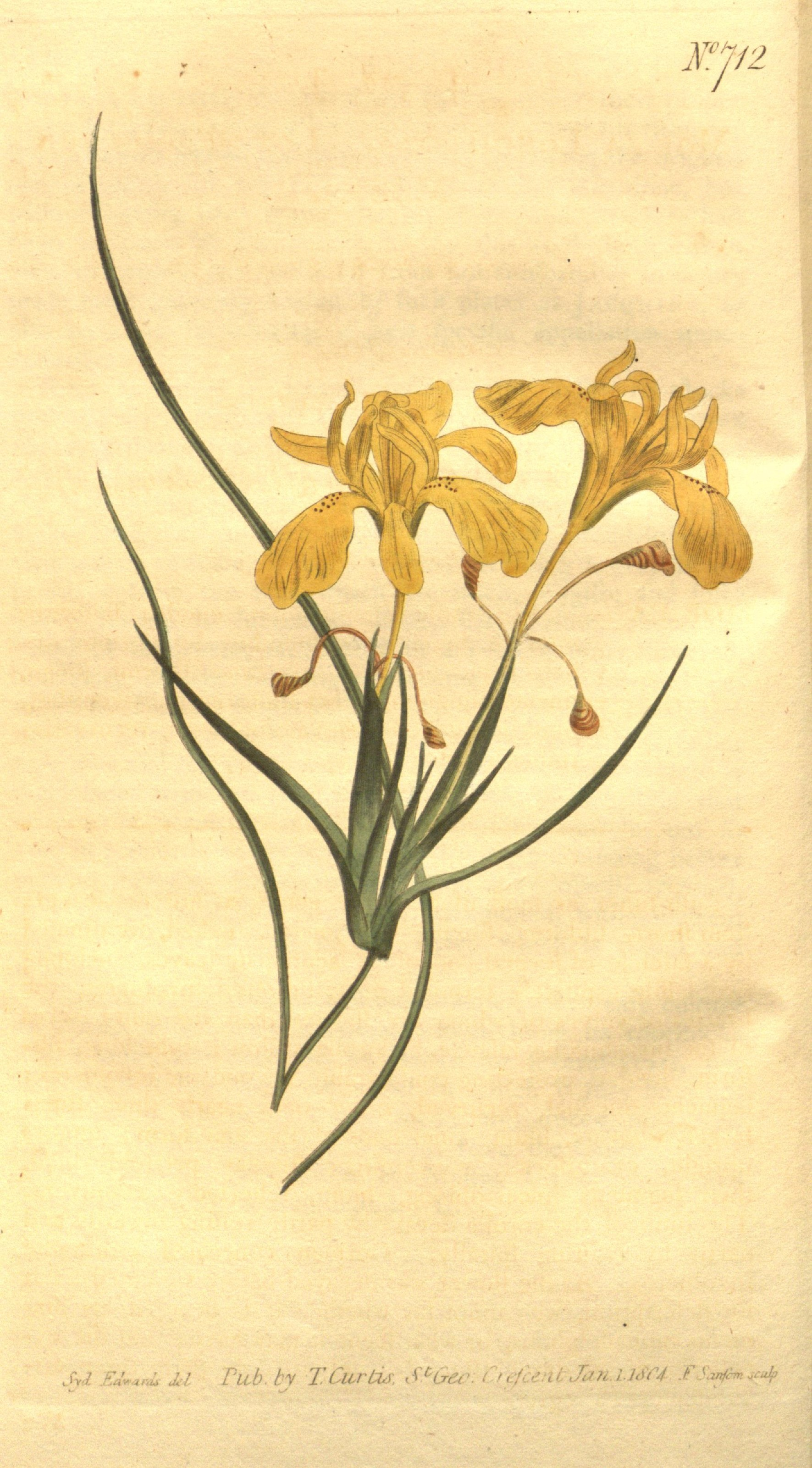
Untergattung Umbellatae: Illustration aus Curtis's Botanical Magazine, Volume 712 von Moraea longiflora

### Vegetative Merkmale
Moraea-Arten wachsen als ausdauernde, krautige Pflanzen. Diese Geophyten bilden Knollen (manchmal botanisch unzutreffend Zwiebeln genannt) mit faserigen Umhüllungen („Tunika“) als Überdauerungsorgane. Alle oberirdischen Pflanzenteile sind kahl und werden in jeder Vegetationsperiode neu gebildet.
Im unteren Bereich des einfachen oder verzweigten Stängels werden ein bis einige Laubblätter gebildet, die wechselständig und zweizeilig angeordnet sind. Die ungestielten, einfachen, parallelnervigen Laubblätter sind meist bifazial, flach bis zweikantig. Der Blattrand ist glatt.

### Generative Merkmale
Die verzweigten Gesamtblütenstände sind zusammengesetzt aus „Rhipidien“, die entweder einzeln oder zu mehreren endständig zusammen an einer Verzweigung stehen. Je ein Paar gegenständiger, laubblattähnlicher Tragblätter stehen unter den „Rhipidien“. Meist ist ein Blütenstiel vorhanden.
Die zwittrigen, radiärsymmetrischen Blüten sind dreizählig und ähneln denen von Iris. Es sind zwei Kreise mit je drei meist freien Blütenhüllblättern vorhanden. Die drei äußeren Blütenhüllblätter sind meist größer als die inneren. Die drei äußeren Blütenhüllblätter sind genagelt und ihre Enden sind ausgebreitet bis zurückgebogen, oft mit dunkleren Nektarlinien versehen. Die drei inneren Blütenhüllblätter sind aufrecht oder ausgebreitet. Die Farben der Blütenhüllblätter reichen von weißlich bis gelb und blau. Es ist nur ein Kreis mit drei fertilen Staubblättern vorhanden. Bei vielen Arten sind die Staubfäden teilweise bis vollkommen zu einer den Griffel umgebenden Röhre verwachsen. Die Staubbeutel liegen dicht an den Griffelästen. Drei Fruchtblätter sind zu einem lang gestielten, unterständigen Fruchtknoten verwachsen, mit 20 bis 50 Samenanlagen je Fruchtknotenkammer. Der Griffel ist unten fadenförmig und dann meist in drei flache, blumenblattartige Griffeläste geteilt. Bei manchen Arten ist jeder der drei Griffeläste in zwei Lappen geteilt.
Die kugelförmigen bis zylindrischen Kapselfrüchte sind lokulizid und enthalten viele (20 bis 100) Samen. Die Samen sind ölhaltig.
Die Chromosomengrundzahl beträgt meist x = 10; bei manchen Untergattungen oder Sektionen beträgt sie auch x = 6 oder 9.

## Systematik, Verbreitung und Gefährdung

### Äußere Systematik
Die Gattung Moraea gehört zur Tribus Irideae in der Unterfamilie Iridoideae innerhalb der Familie der Schwertliliengewächse (Iridaceae). Sie ist mit etwa 230 Arten die artenreichste Gattung der Tribus Irideae in Afrika.

### Taxonomie
Die Gattung Moraea wurde 1758 durch Philip Miller in Figures of Plants in the Gardeners Dictionary, Volume 2, S. 159, Tafel 238 aufgestellt. Typusart in Moraea vegeta L. Der botanische Gattungsname ehrte zunächst, als Morea geschrieben, den englischen Botaniker Robert More (1703–1780). Philip Miller änderte ihn jedoch als Moraea zugunsten von Johan Moraeus, dem Schwiegervater von Carl von Linné.
Zur Gattung Moraea gehören auch die Arten der früheren Gattungen Barnardiella Goldblatt, Galaxia Thunb., Gynandriris Parl., Hexaglottis Vent., Homeria Vent. und Roggeveldia Goldblatt. Weitere Synonyme für Moraea Mill. nom. cons. sind Diaphane Salisb., Freuchenia Eckl., Helixyra Salisb. ex N.E.Br., Hymenostigma Hochst., Iridopsis Welw. ex Baker, Jania Schult. & Schult. f., Phaianthes Raf., Plantia Herb., Rheome Goldblatt, Sessilistigma Goldblatt, Sisyrinchium Mill. nom. illeg. und Vieusseuxia D.Delaroche.

### Innere Systematik mit den Arten und ihrer Verbreitung
Nach Revisionen der Verwandtschaftsgruppen der Tribus Irideae im tropischen und südlichen Afrika durch Goldblatt 1973, 1976, 1977 glaubte man die Gattung Moraea mit damals 110 Arten gut verstanden zu haben. Durch molekulargenetische Daten stellte sich heraus, dass Moraea ohne die Arten der Gattungen Barnardiella, Galaxia, Gynandriris, Hexaglottis, Homeria und Roggeveldia nicht monophyletisch ist; seit Goldblatt et al. 2002 sind diese Arten in Moraea eingegliedert.

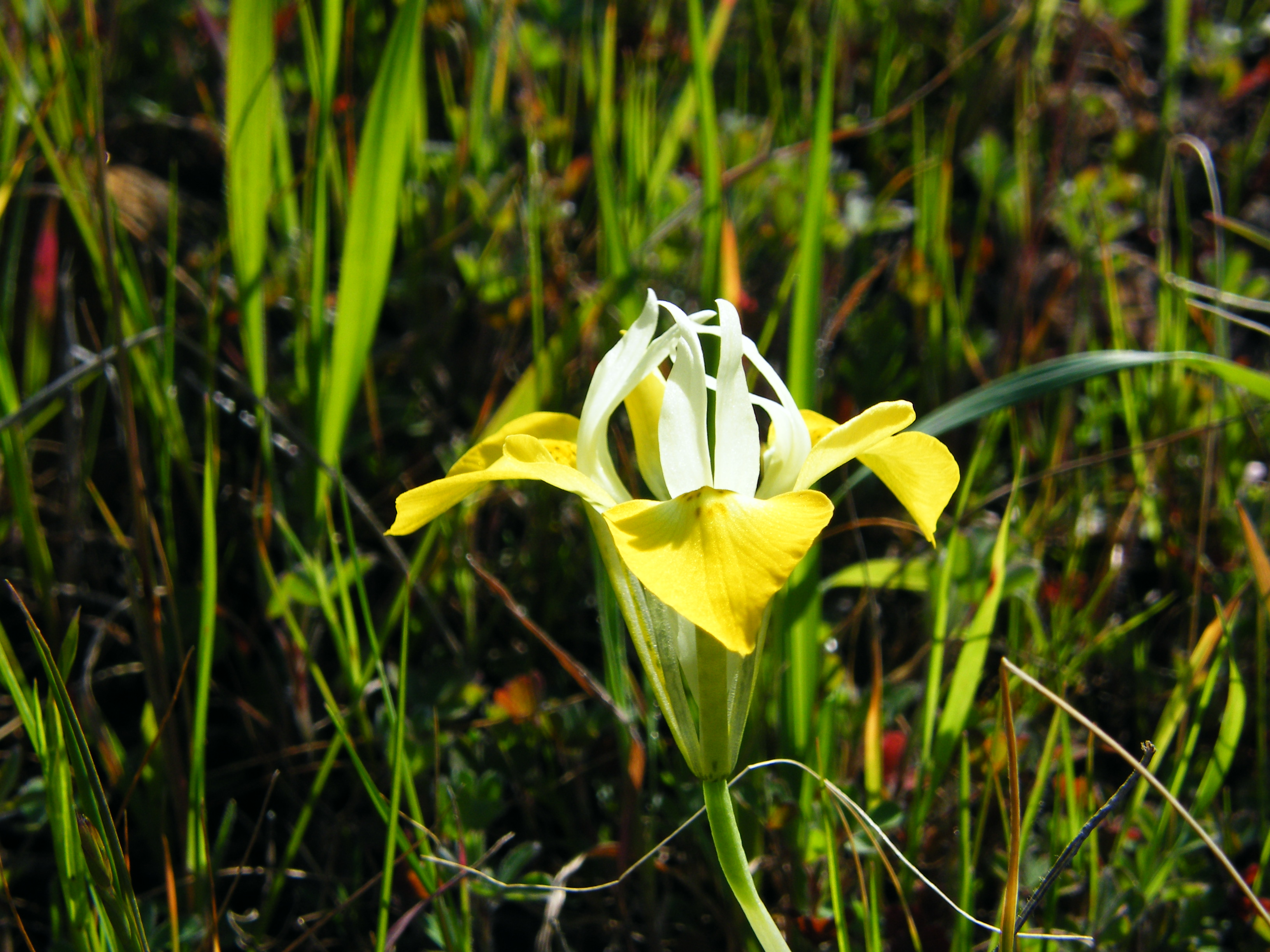
Untergattung Acaules: Blüte von Moraea macronyx

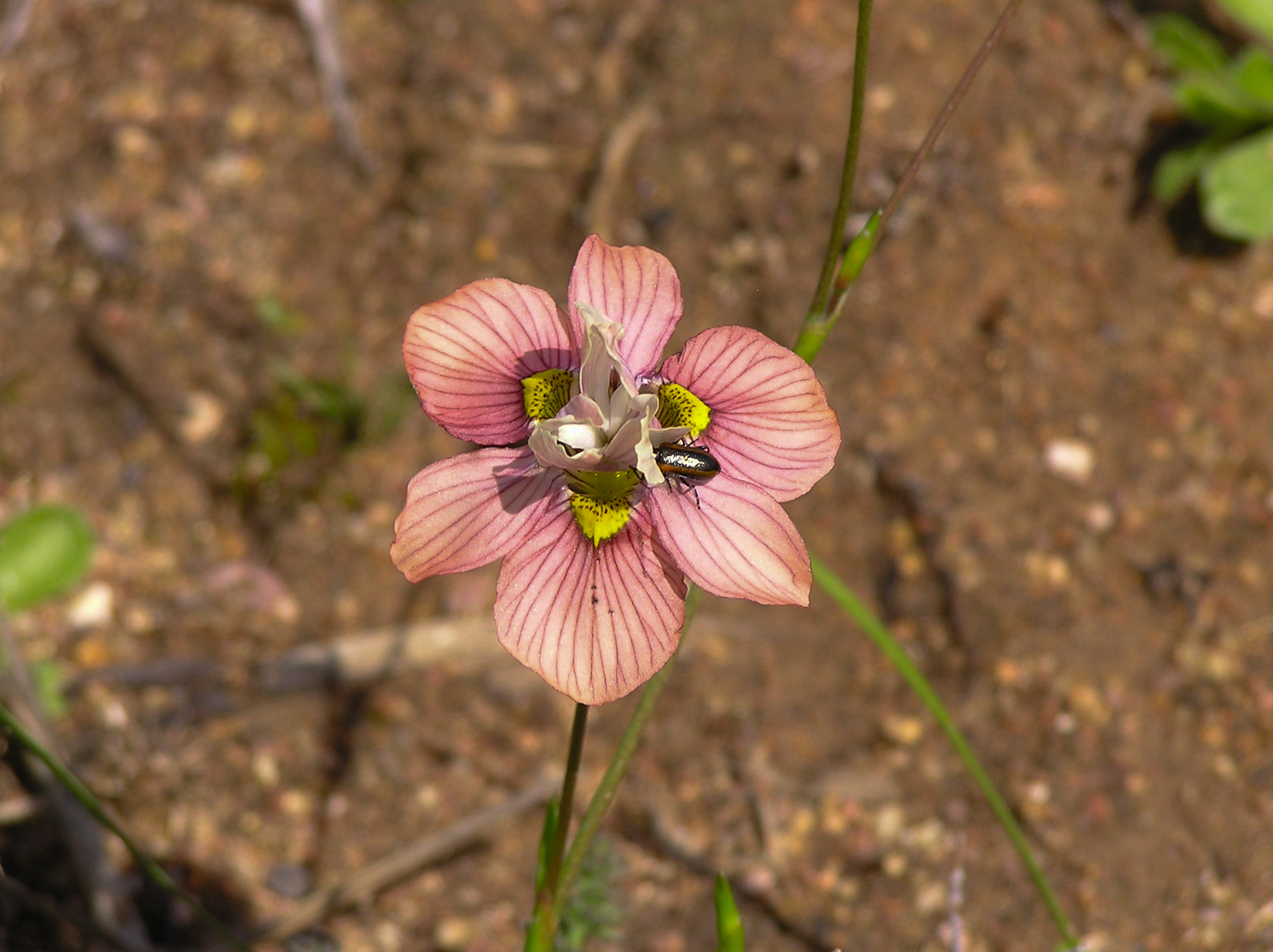
Untergattung Acaules: Blüte von Moraea tricolor im Habitat

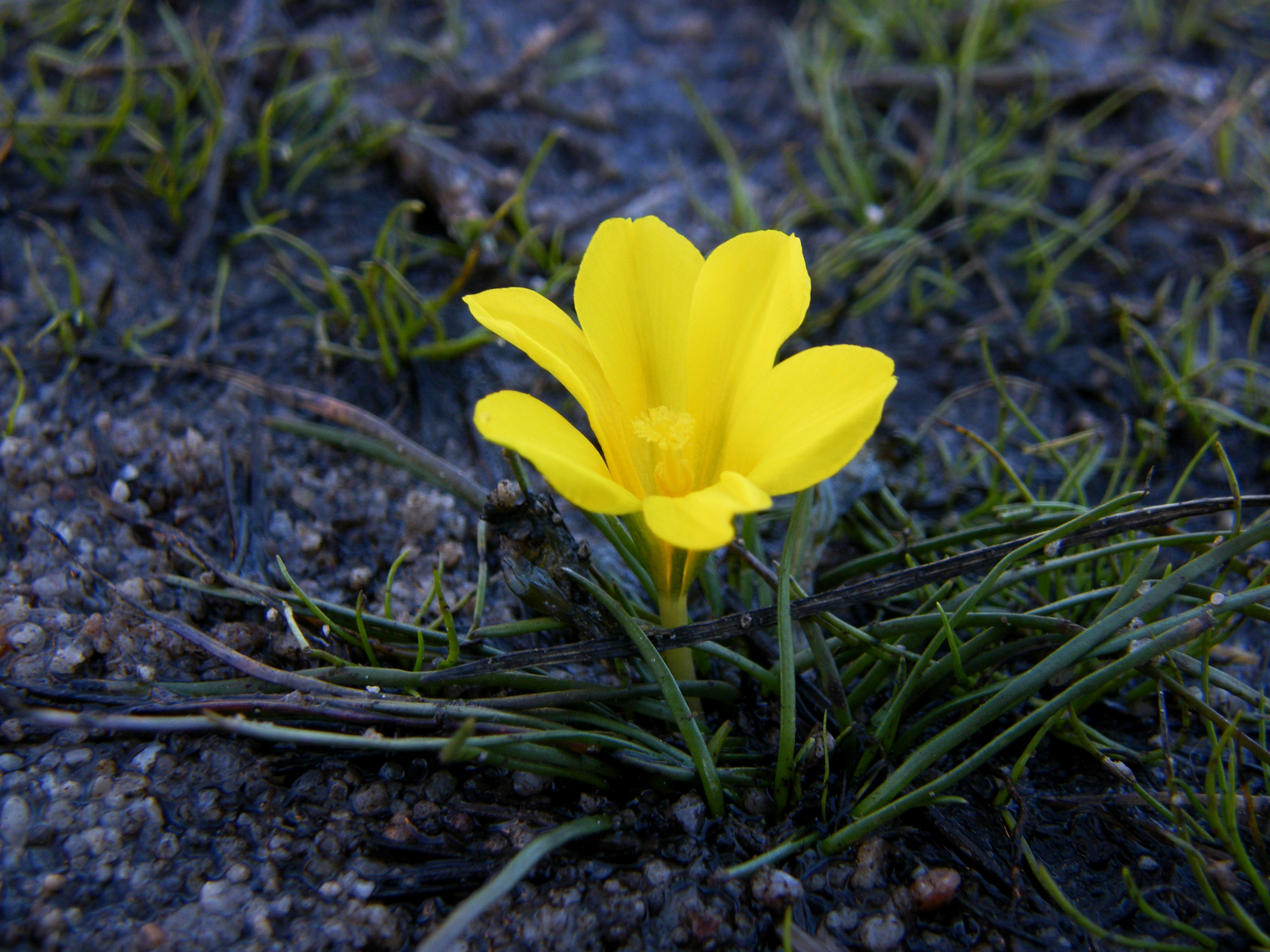
Untergattung Galaxia Serie Galaxia: Moraea fugacissima

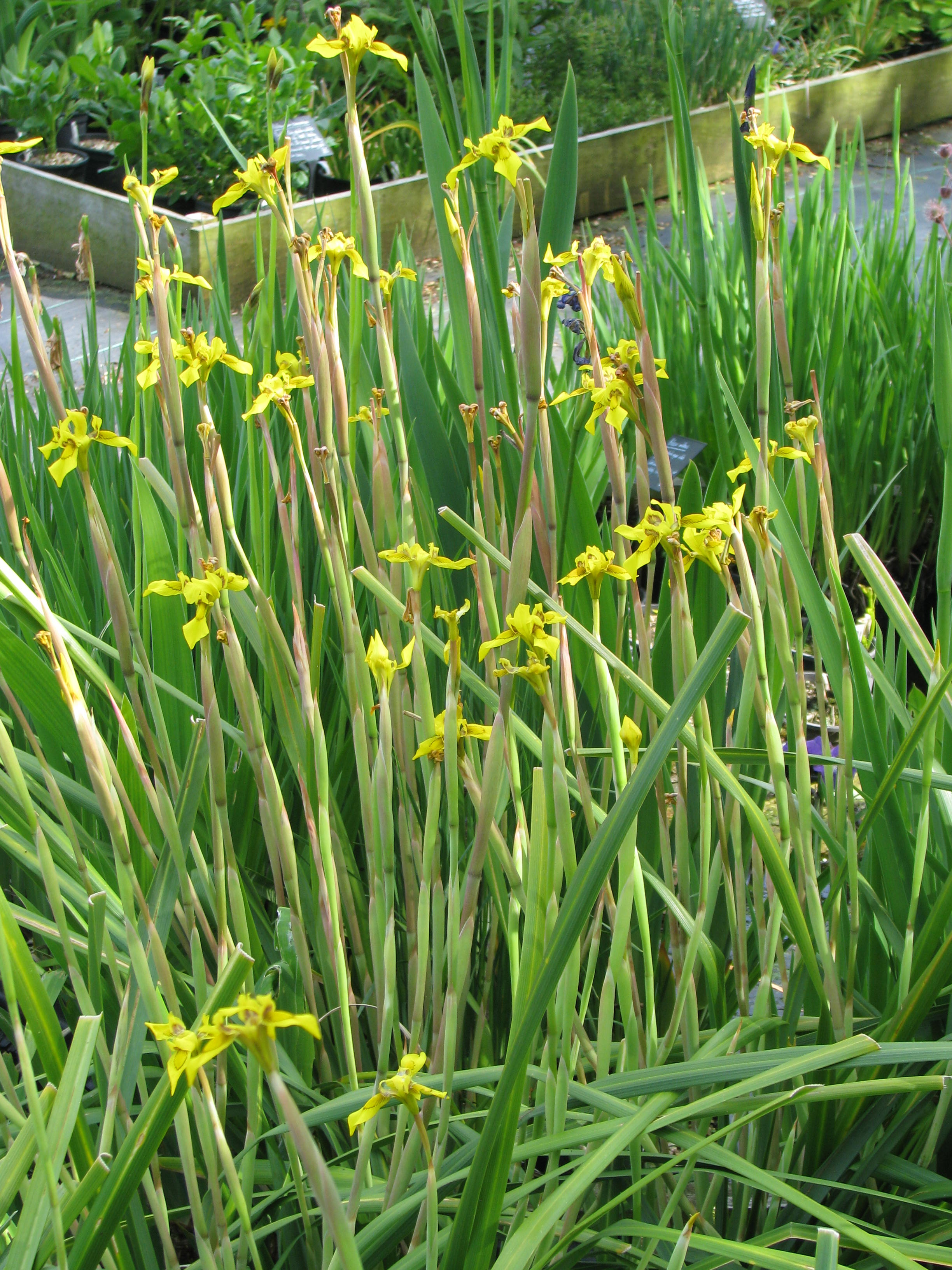
Untergattung Grandiflorae: Habitus und Blüten von Moraea huttonii

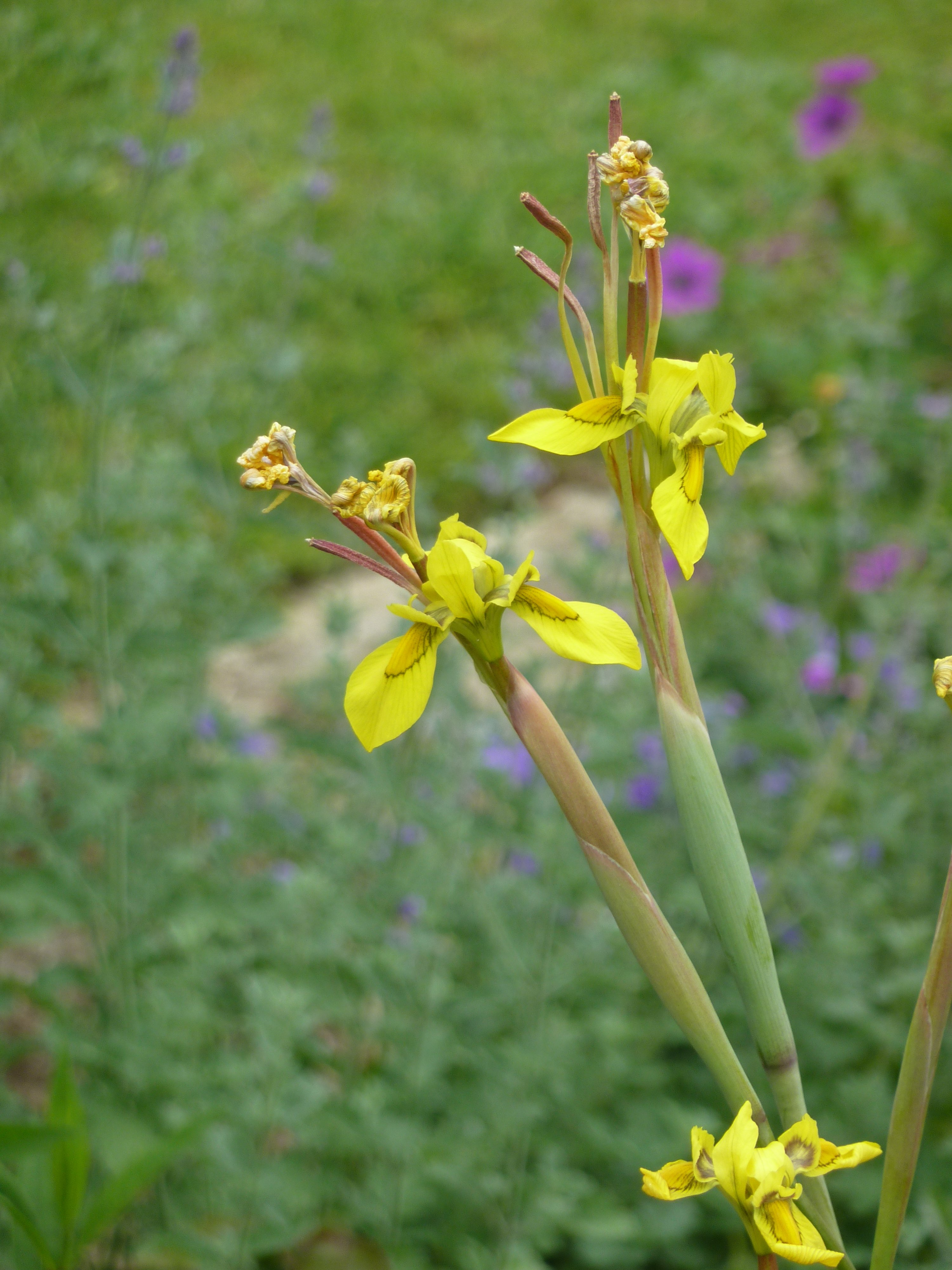
Untergattung Grandiflorae: Blütenstände von Moraea huttonii

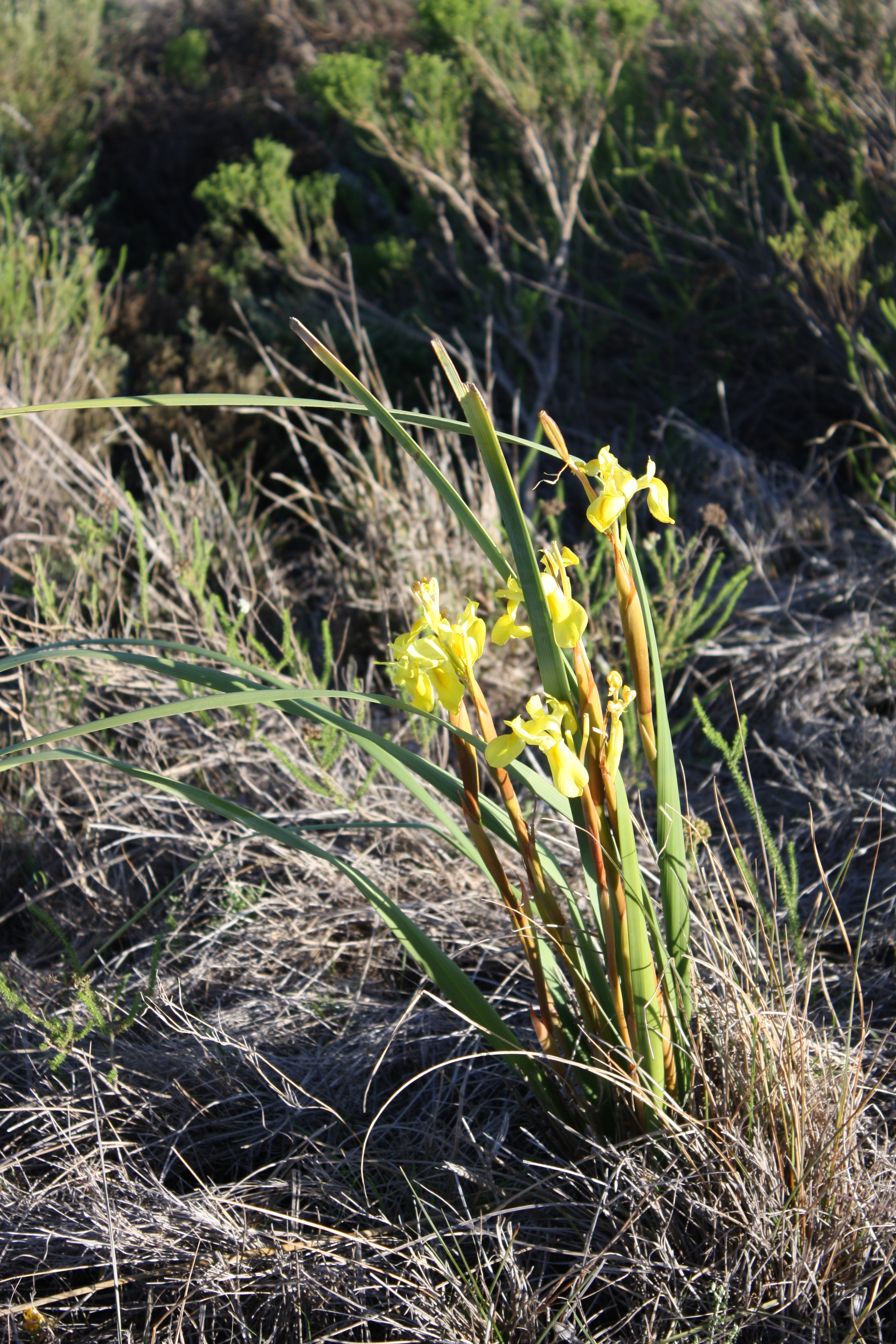
Untergattung Grandiflorae: Habitus und Blüten von Moraea spathulata

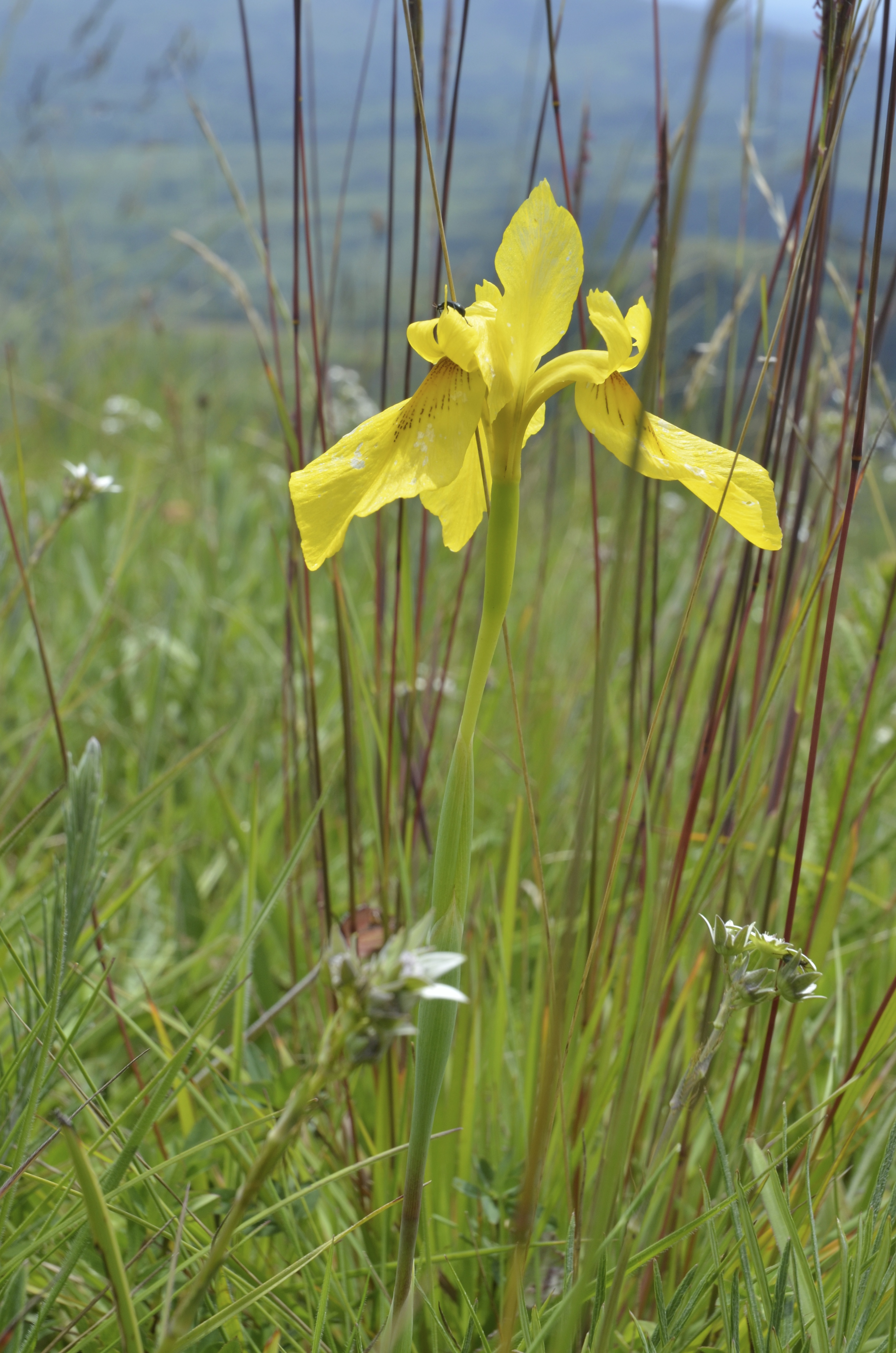
Untergattung Grandiflorae: Moraea tanzanica

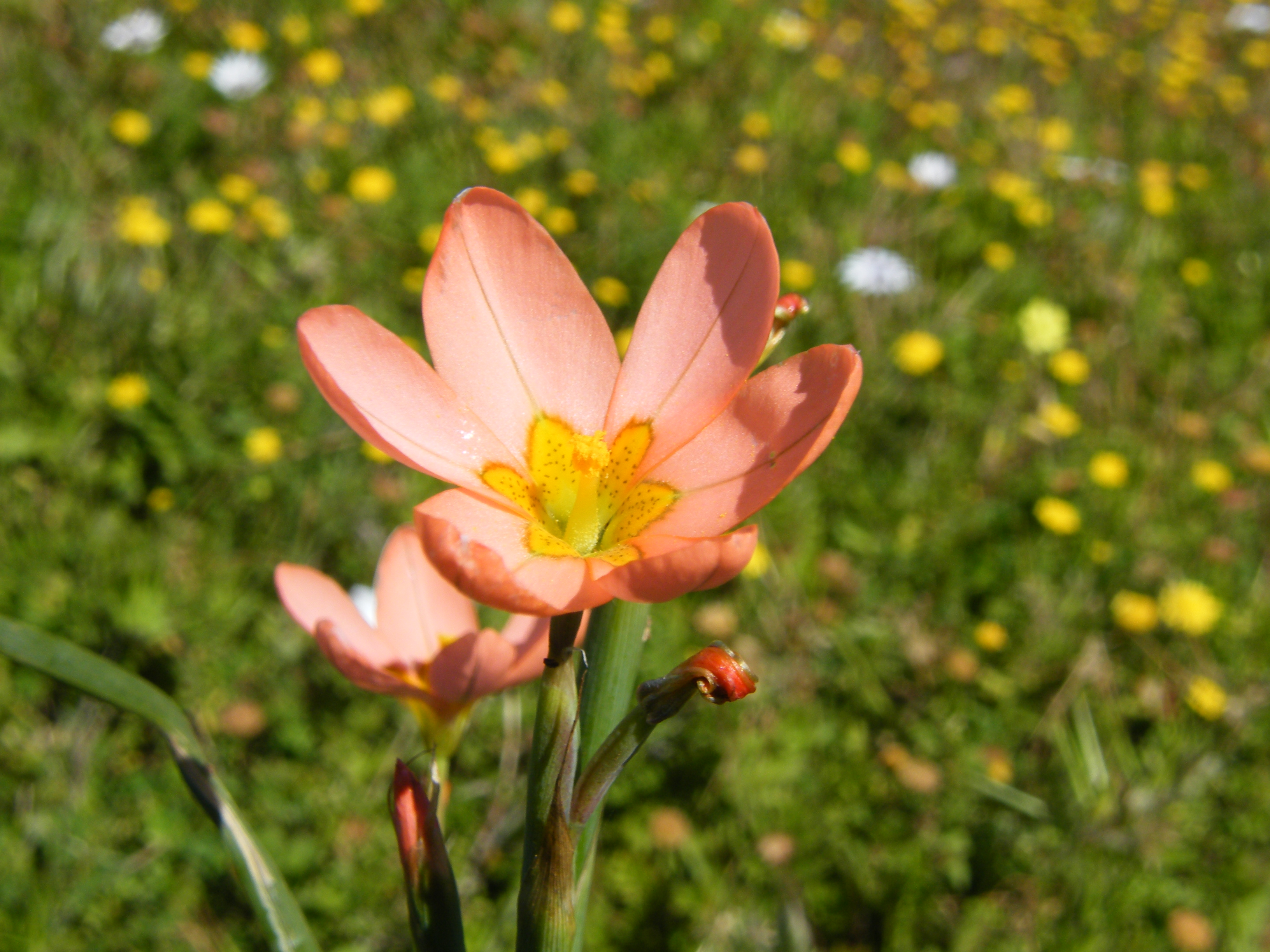
Untergattung Homeria Sektion Conantherae: Moraea miniata

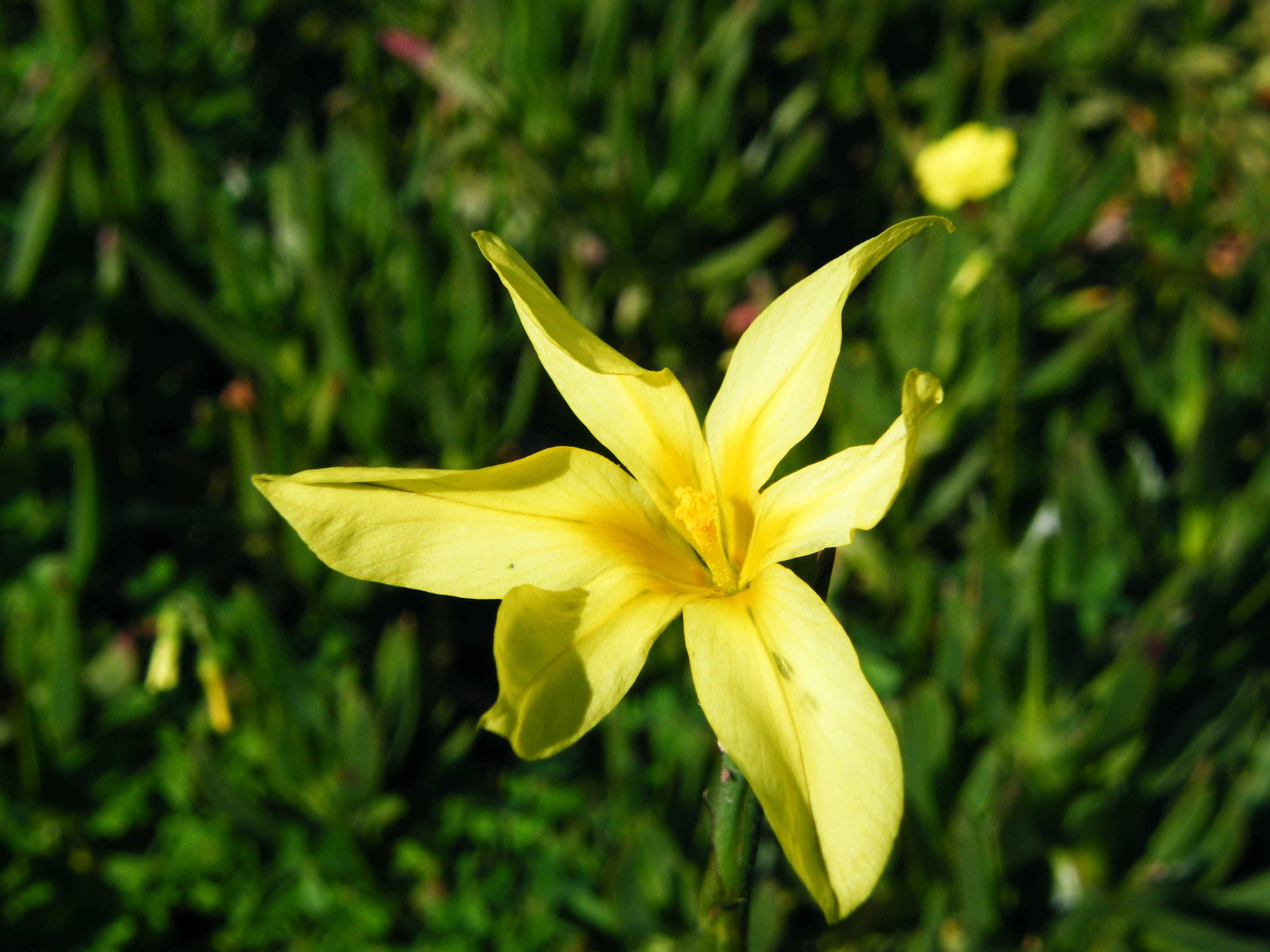
Untergattung Homeria Sektion Homeria: Blüte von Moraea collina

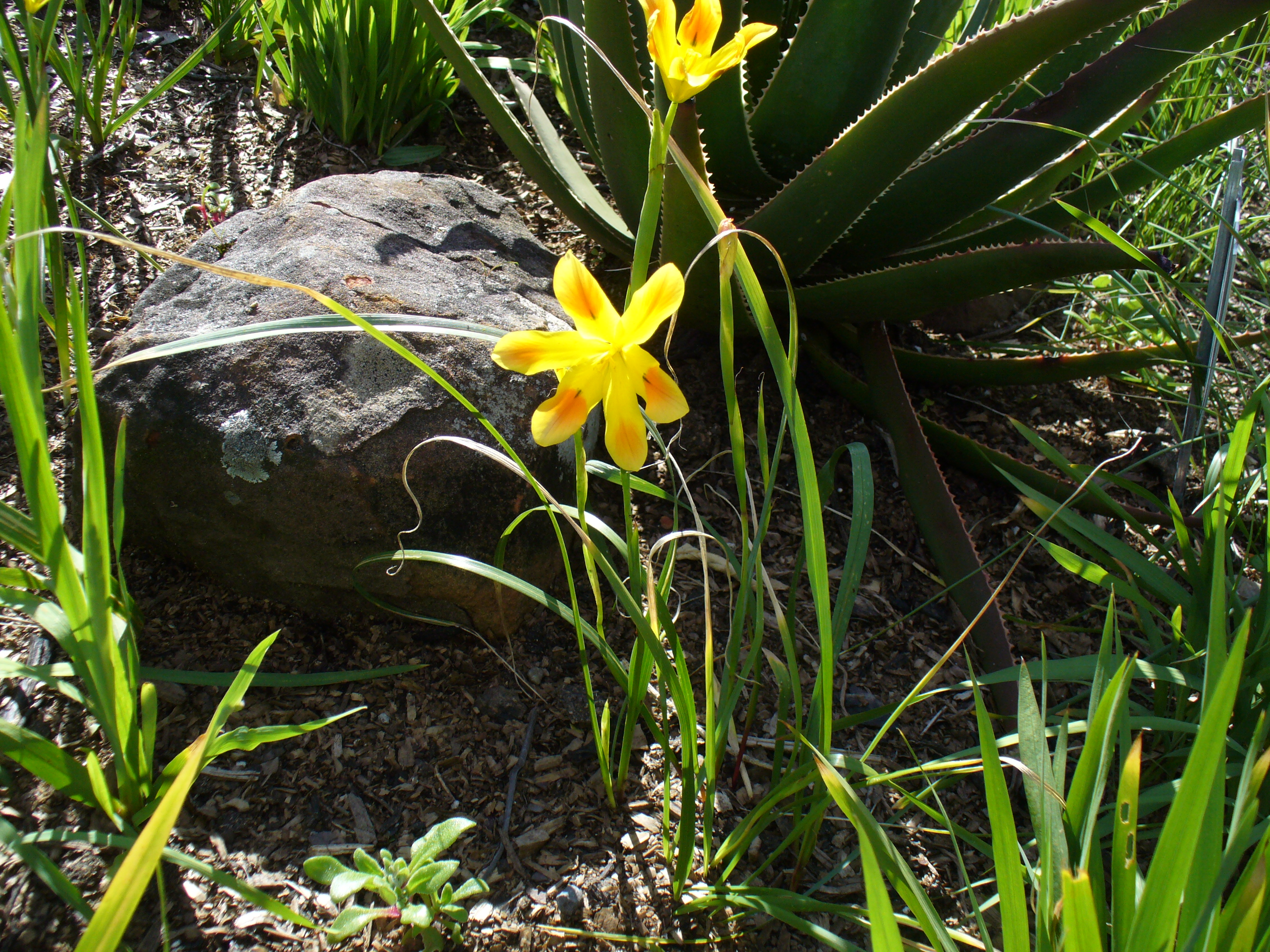
Untergattung Homeria Sektion Homeria: Moraea comptonii

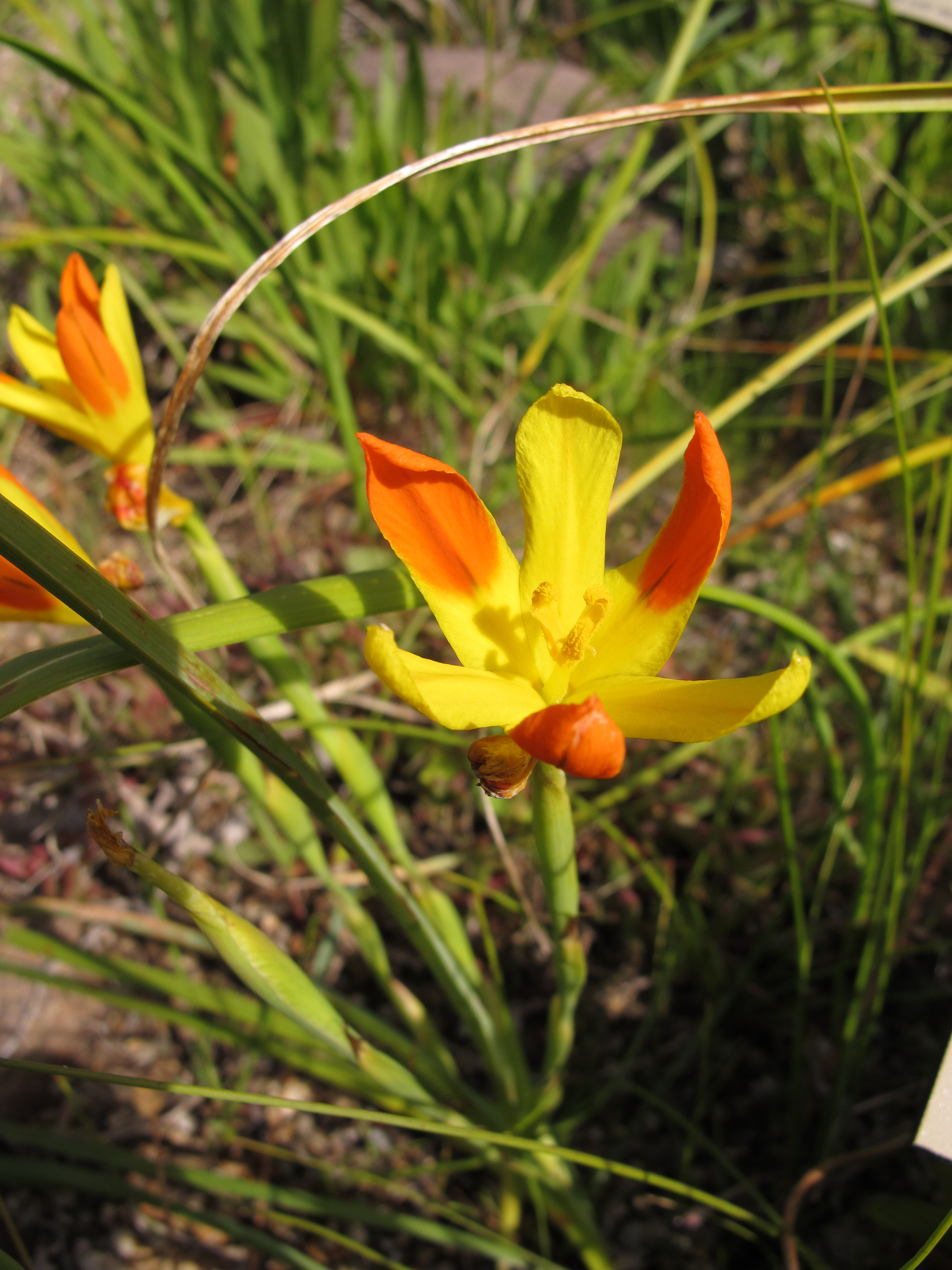
Untergattung Homeria Sektion Homeria: Blüte von Moraea elegans

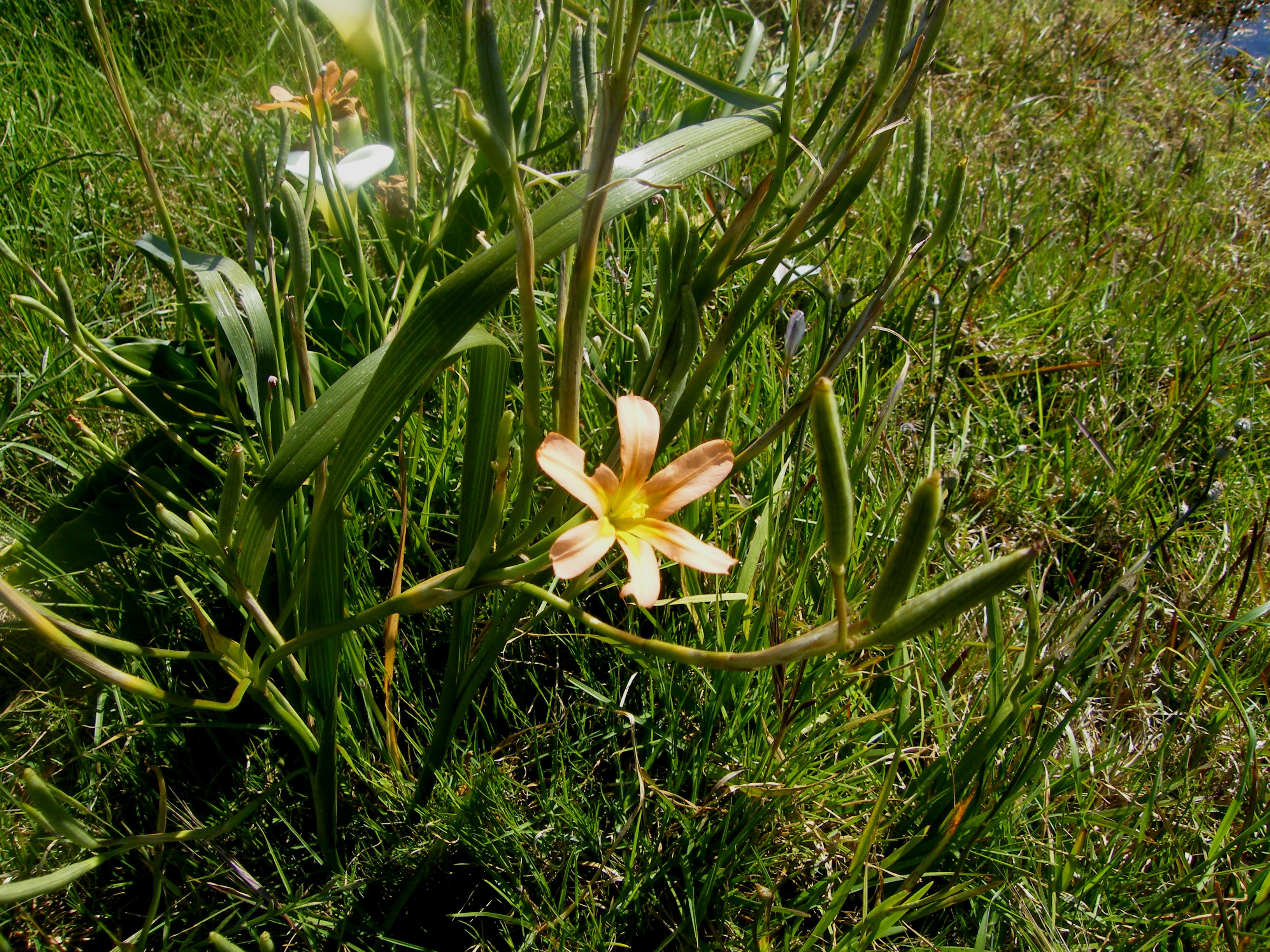
Untergattung Homeria Sektion Homeria: Habitus von Moraea flaccida

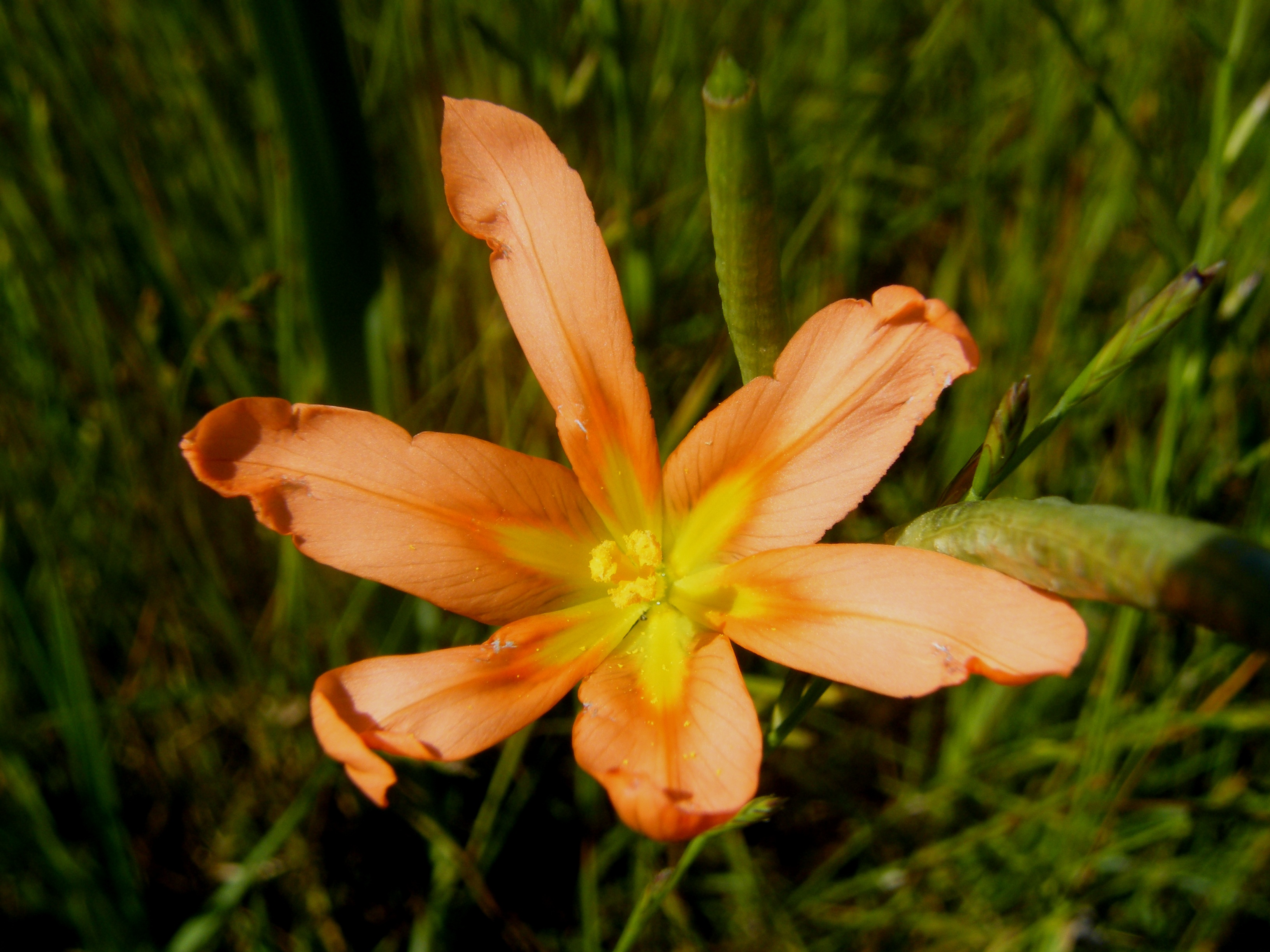
Untergattung Homeria Sektion Homeria: Blüte von Moraea flaccida

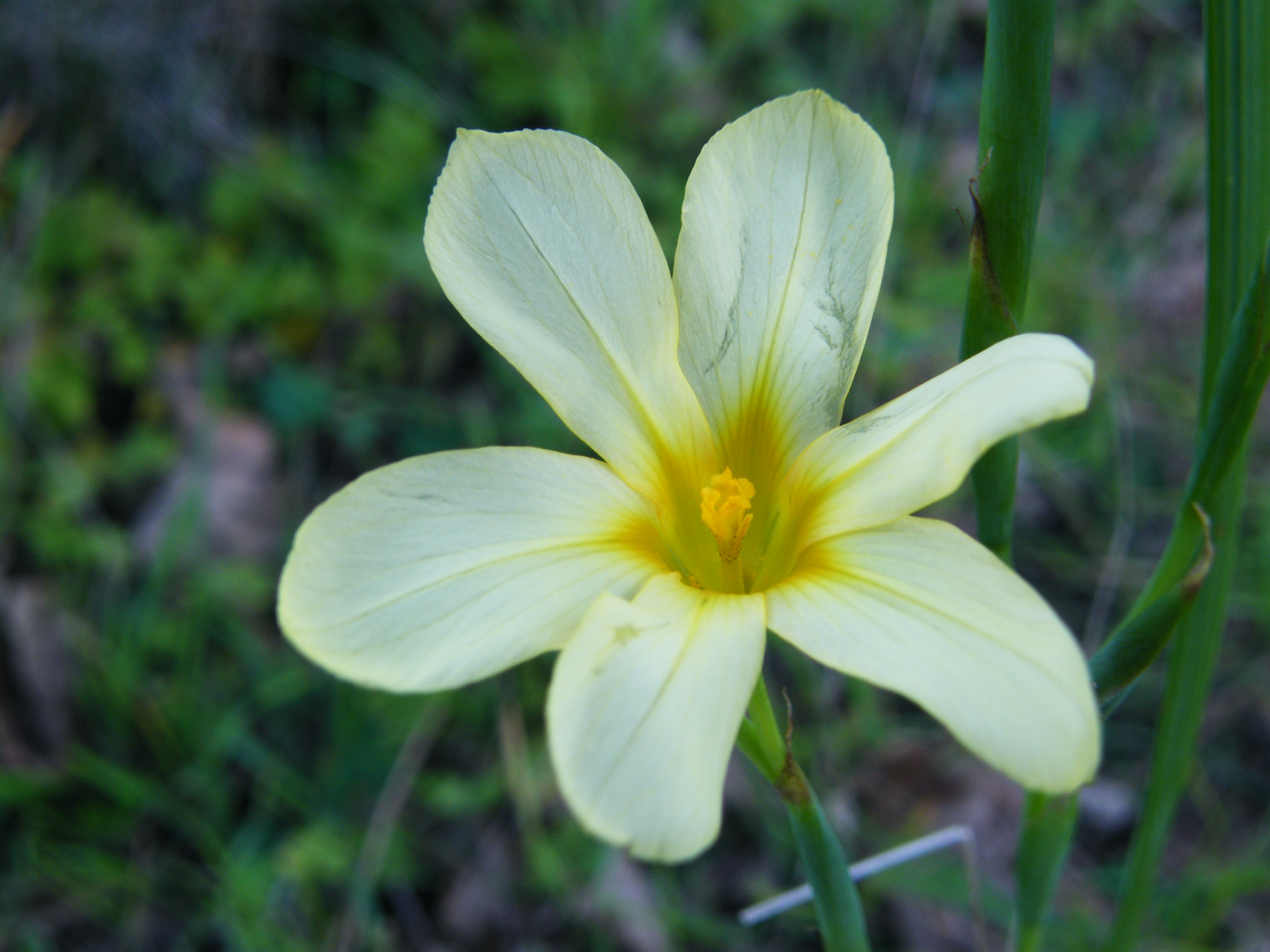
Untergattung Homeria Sektion Homeria: gelbblühende Form von Moraea flaccida

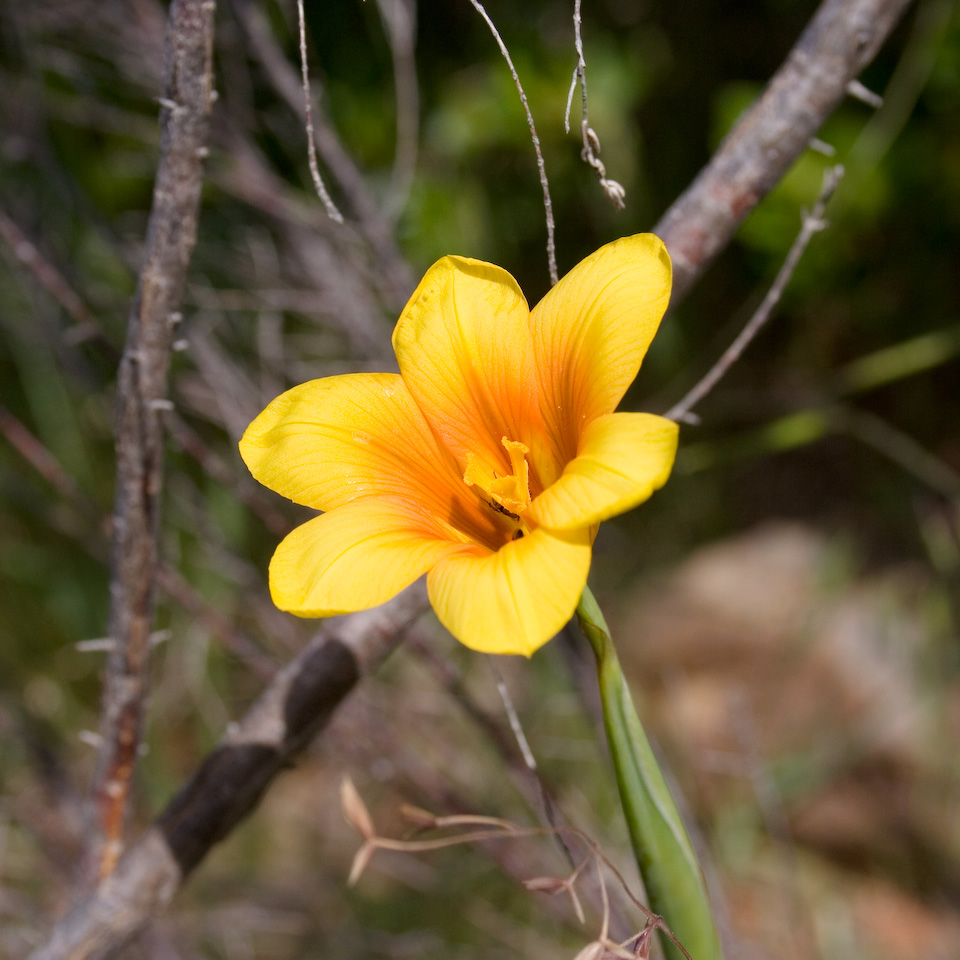
Untergattung Homeria Sektion Homeria: Blüte von Moraea ochroleuca

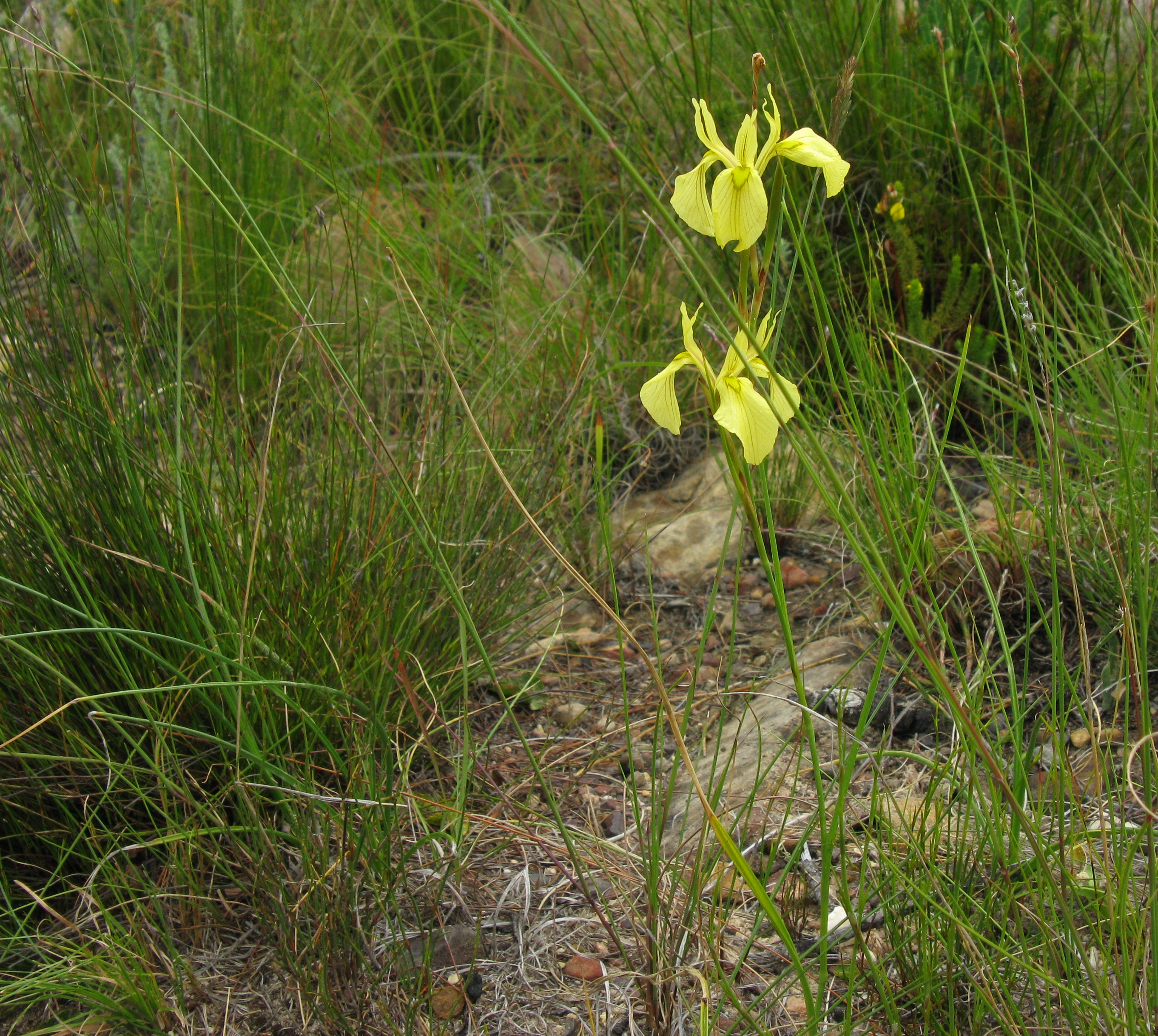
Untergattung Monocephalae: Blütenstand von Moraea neglecta

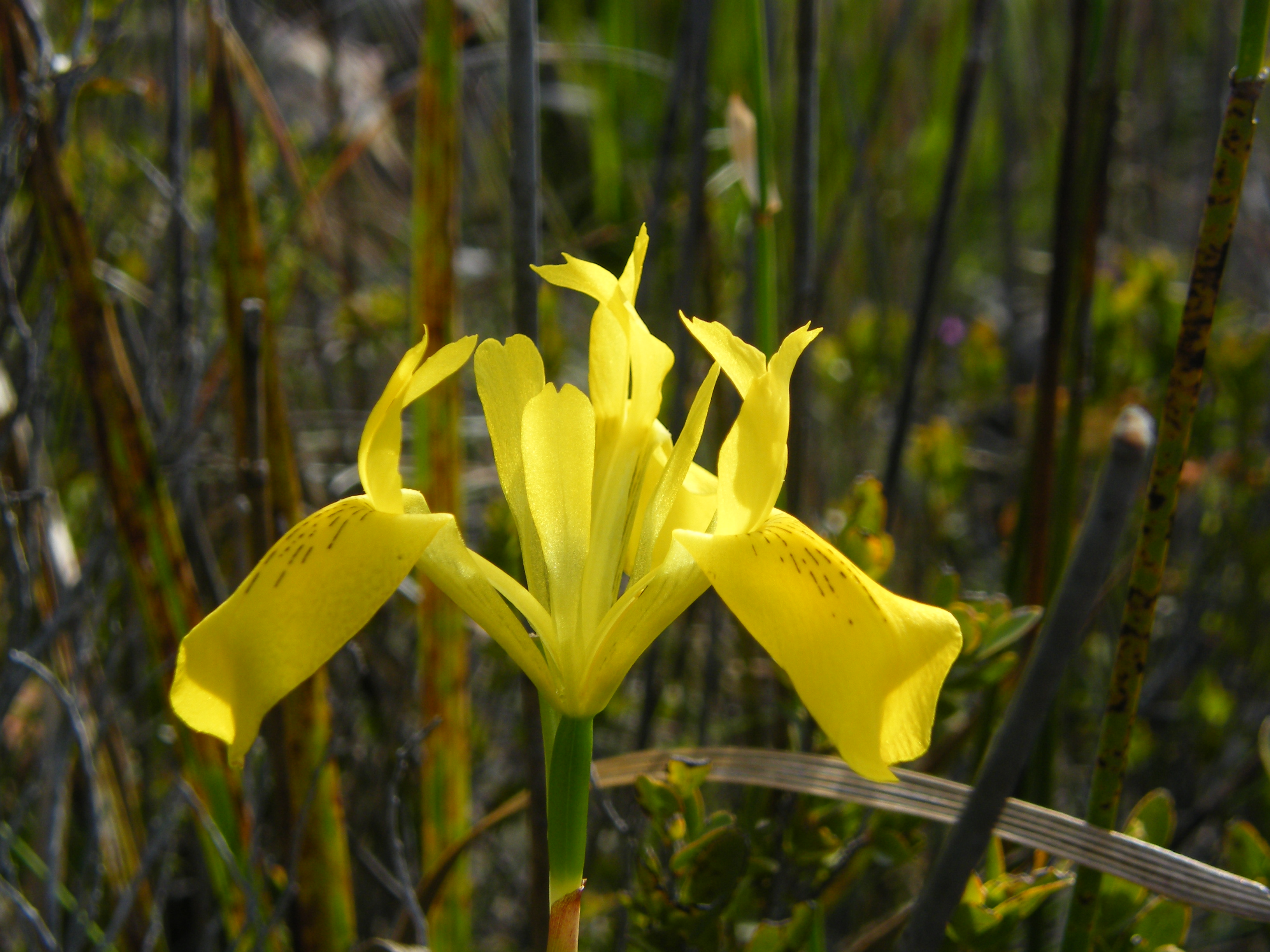
Untergattung Monocephalae: Blüte von Moraea neglecta mit der typischen Zeichnung der Blütenhüllblätter

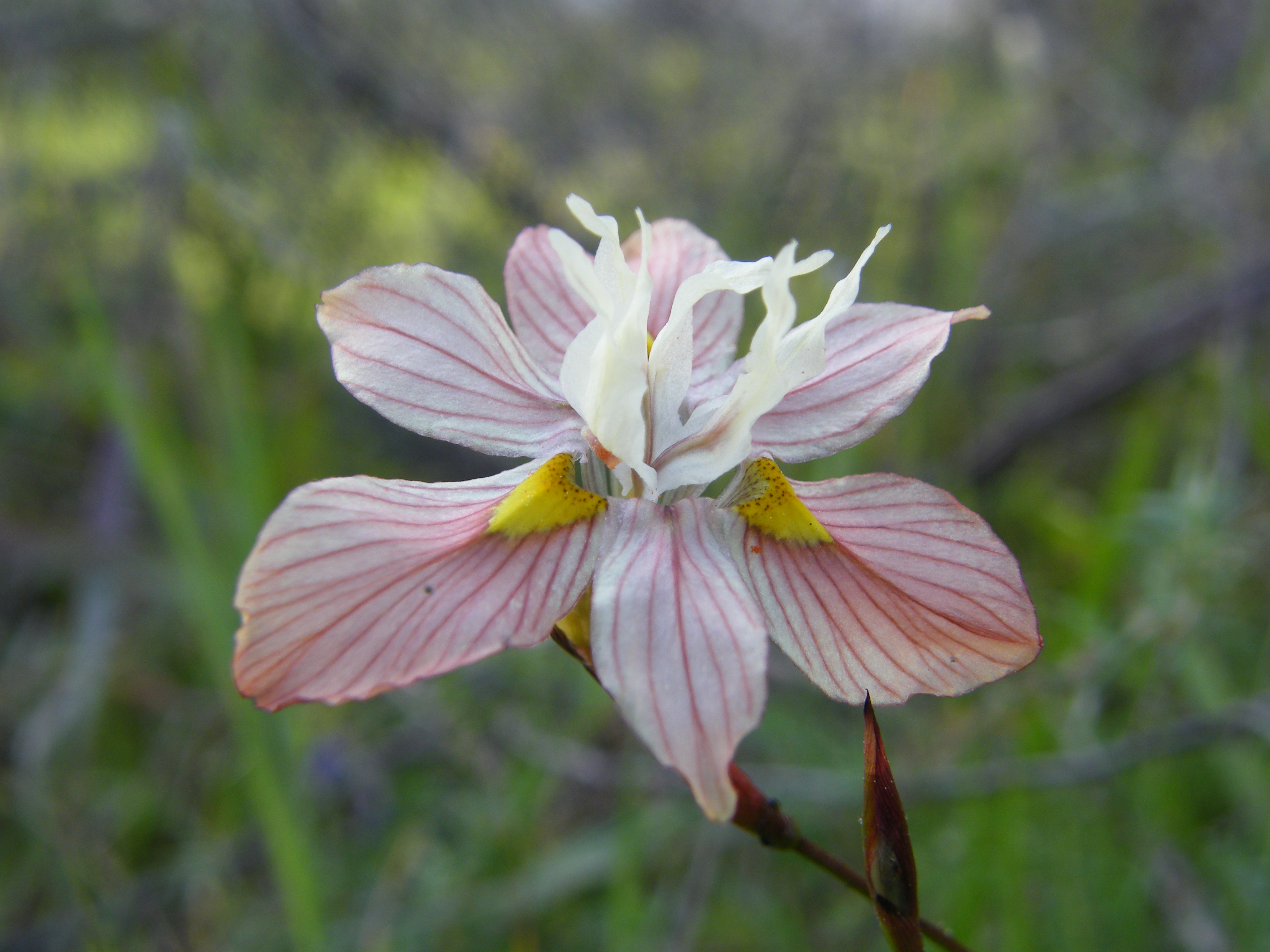
Untergattung Moraea Sektion Moraea: Moraea gawleri, rosafarbene Form

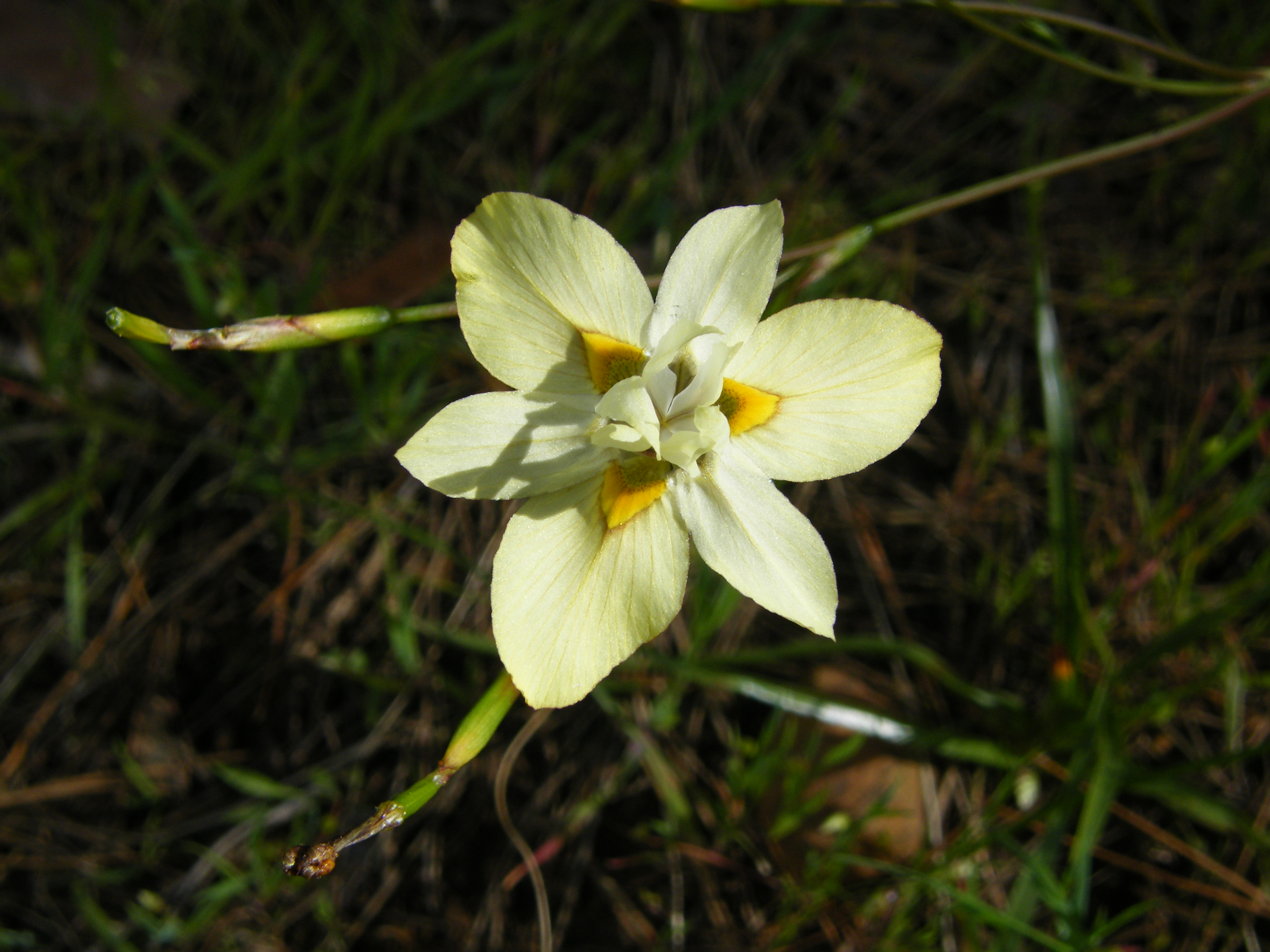
Untergattung Moraea Sektion Moraea: Moraea gawleri, gelbe Form am Devil's Peak

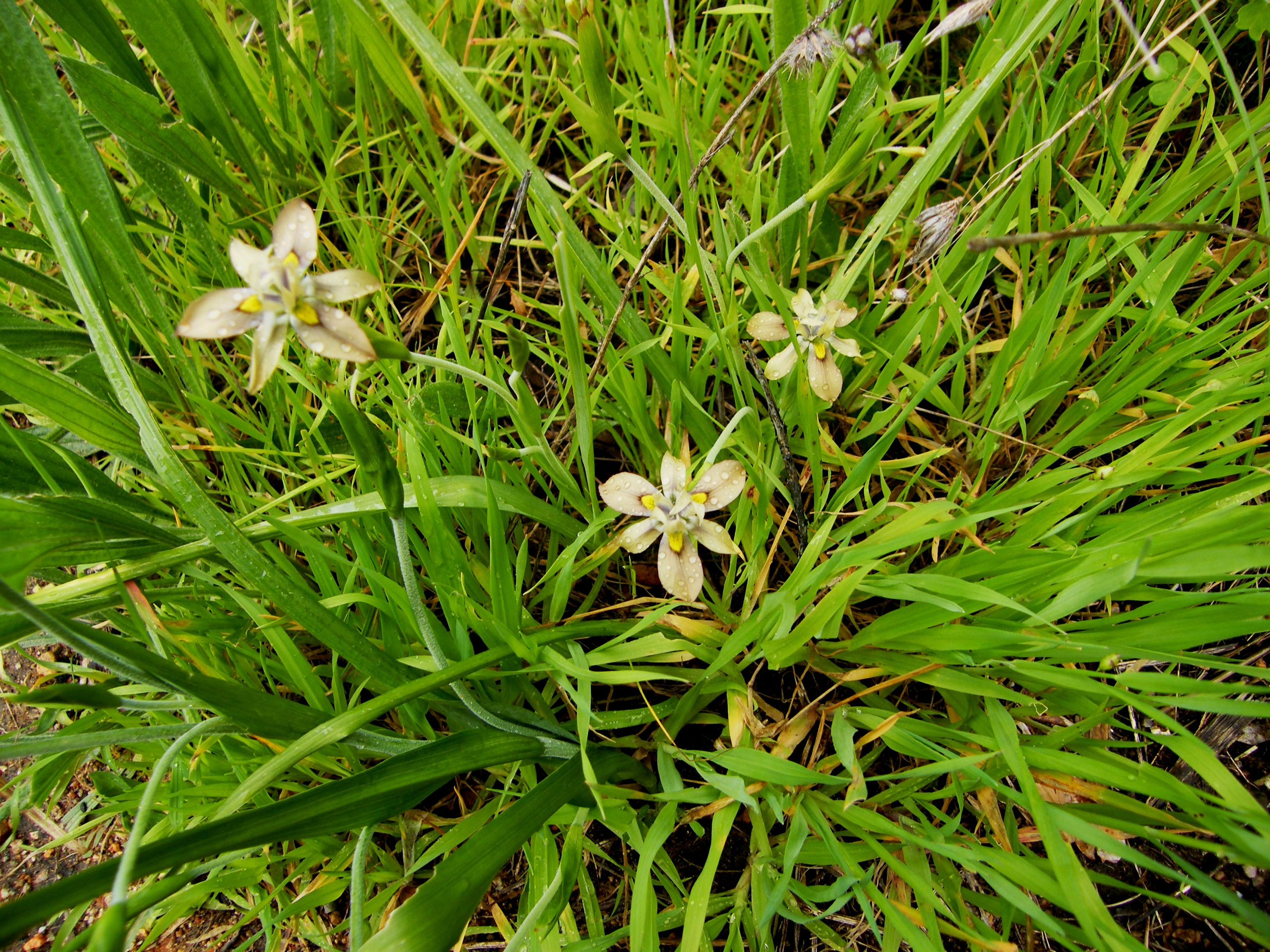
Untergattung Moraea Sektion Moraea: Habitus von Moraea vegeta

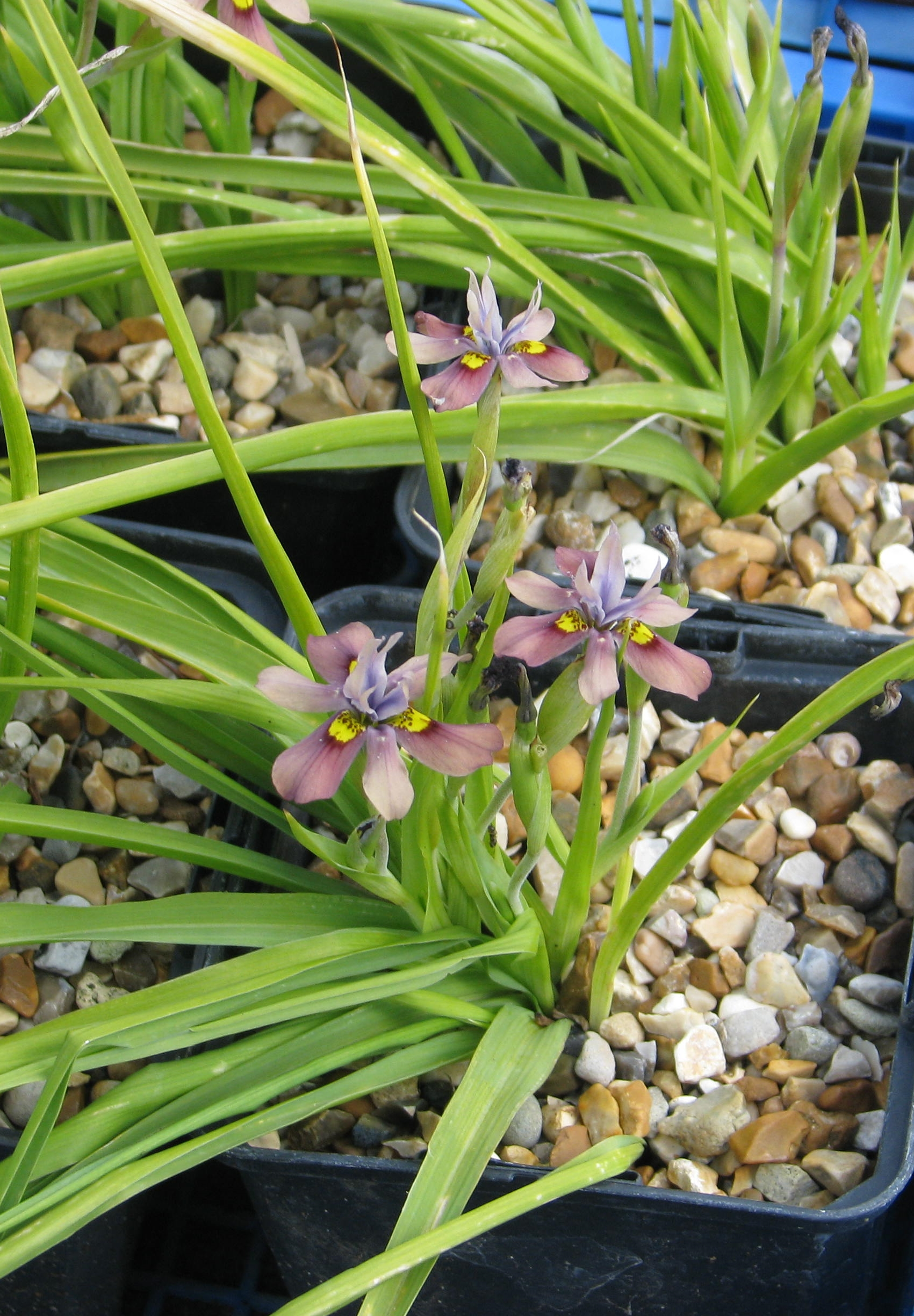
Untergattung Moraea Sektion Moraea: Habitus und Blüte von Moraea vegeta in Kultur

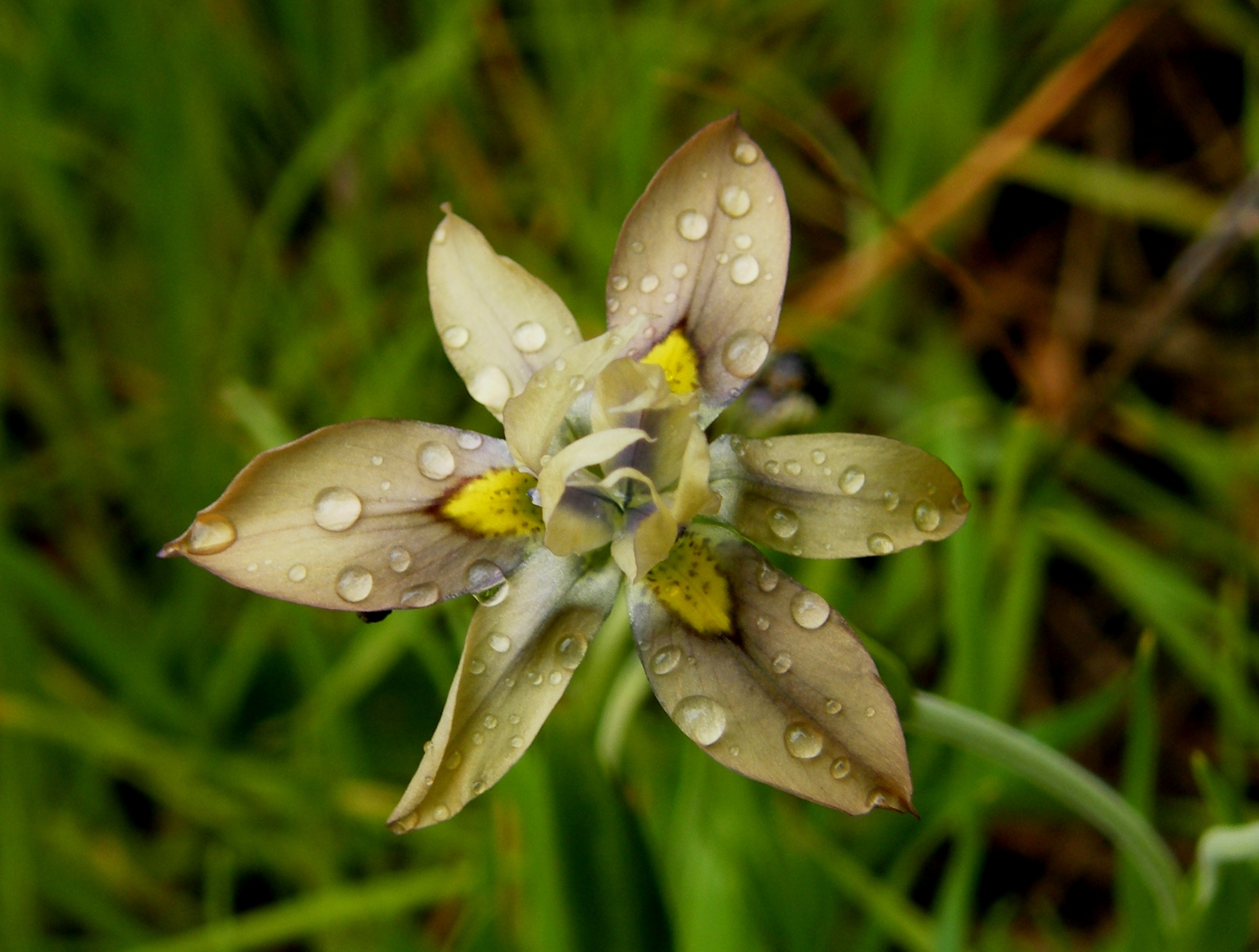
Untergattung Moraea Sektion Moraea: Moraea vegeta

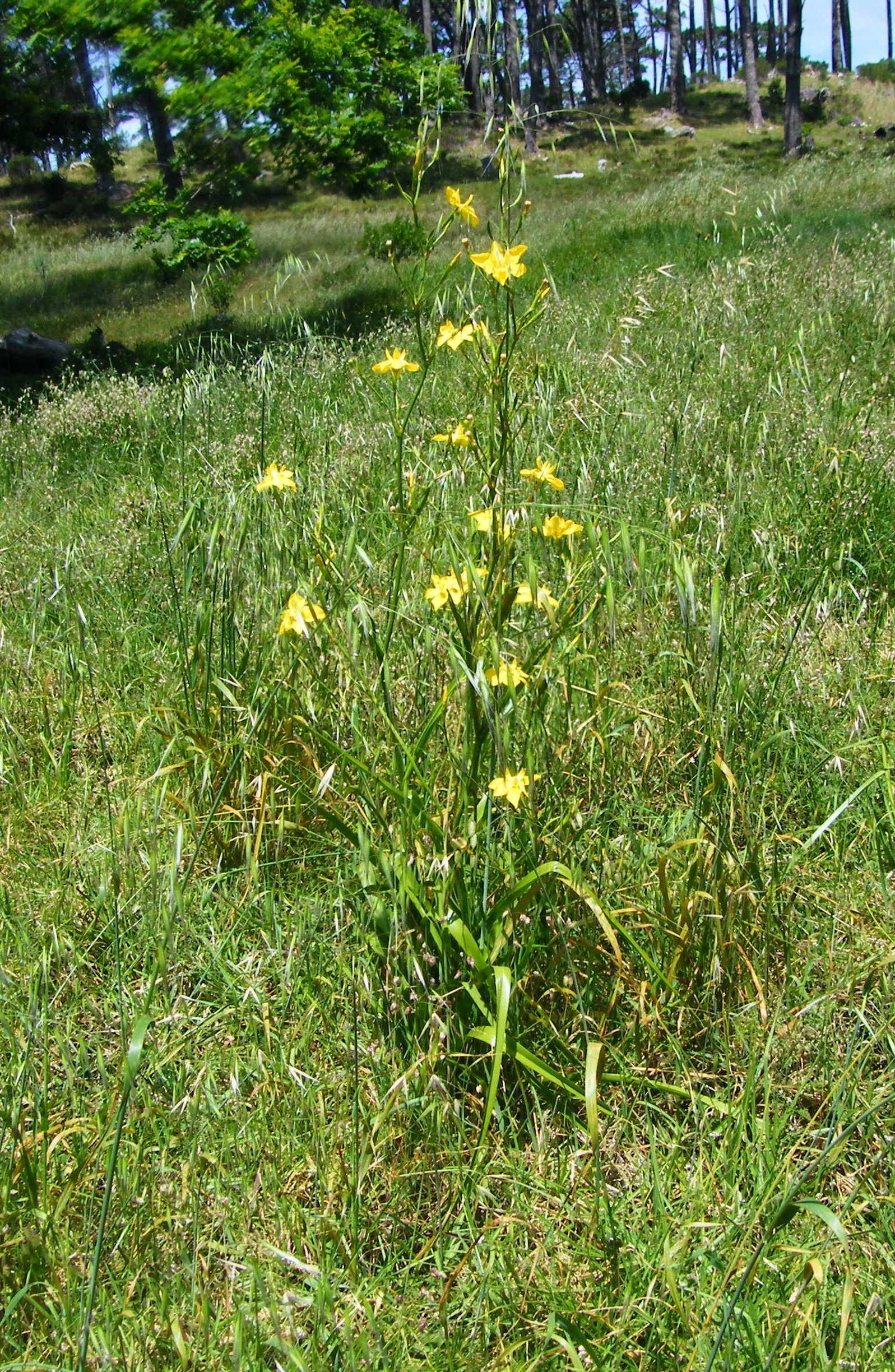
Untergattung Moraea Sektion Polyphyllae: Habitus von Moraea ramosissima am Devil's Peak

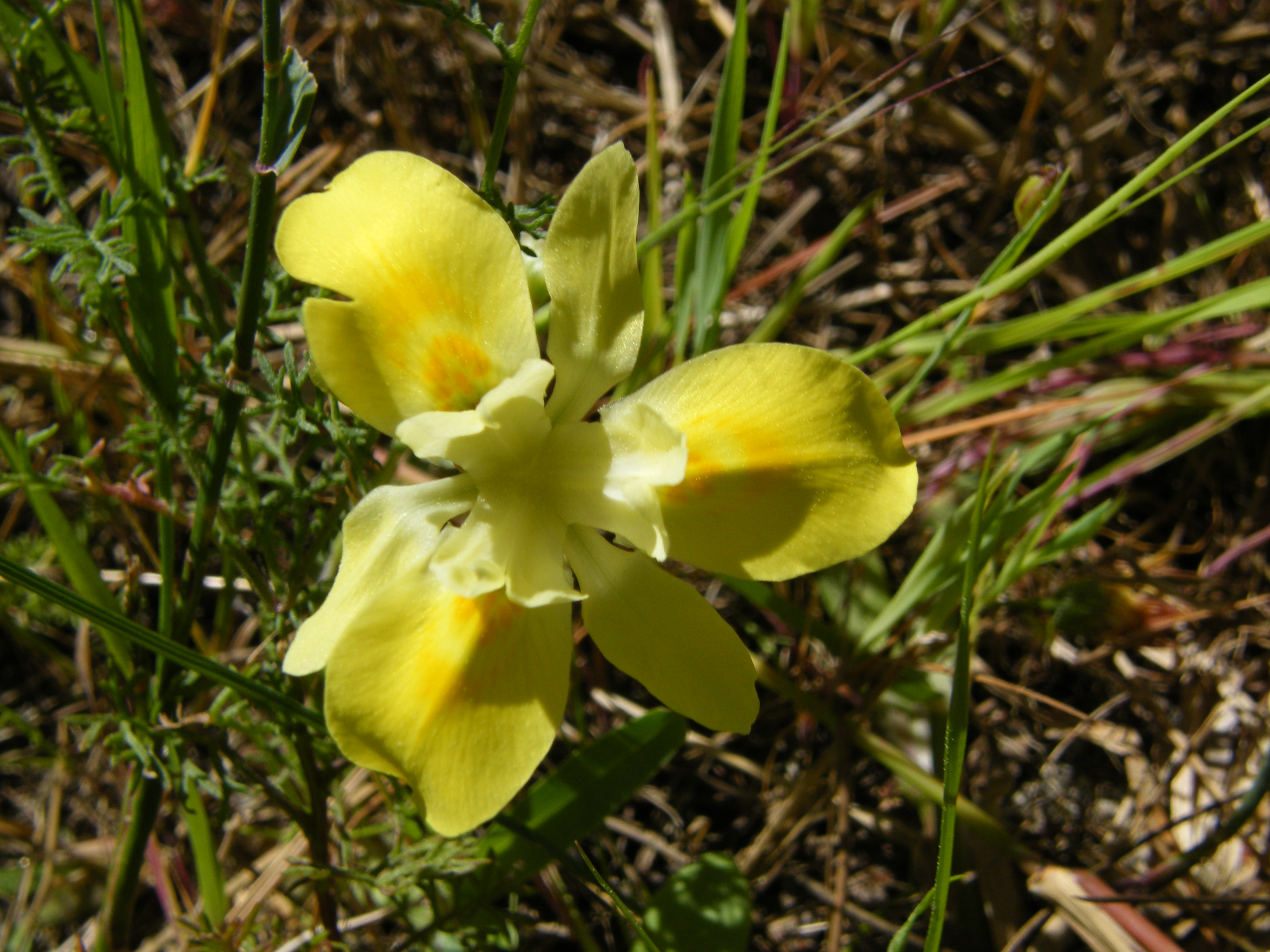
Untergattung Moraea Sektion Polyphyllae: Blüte von Moraea ramosissima

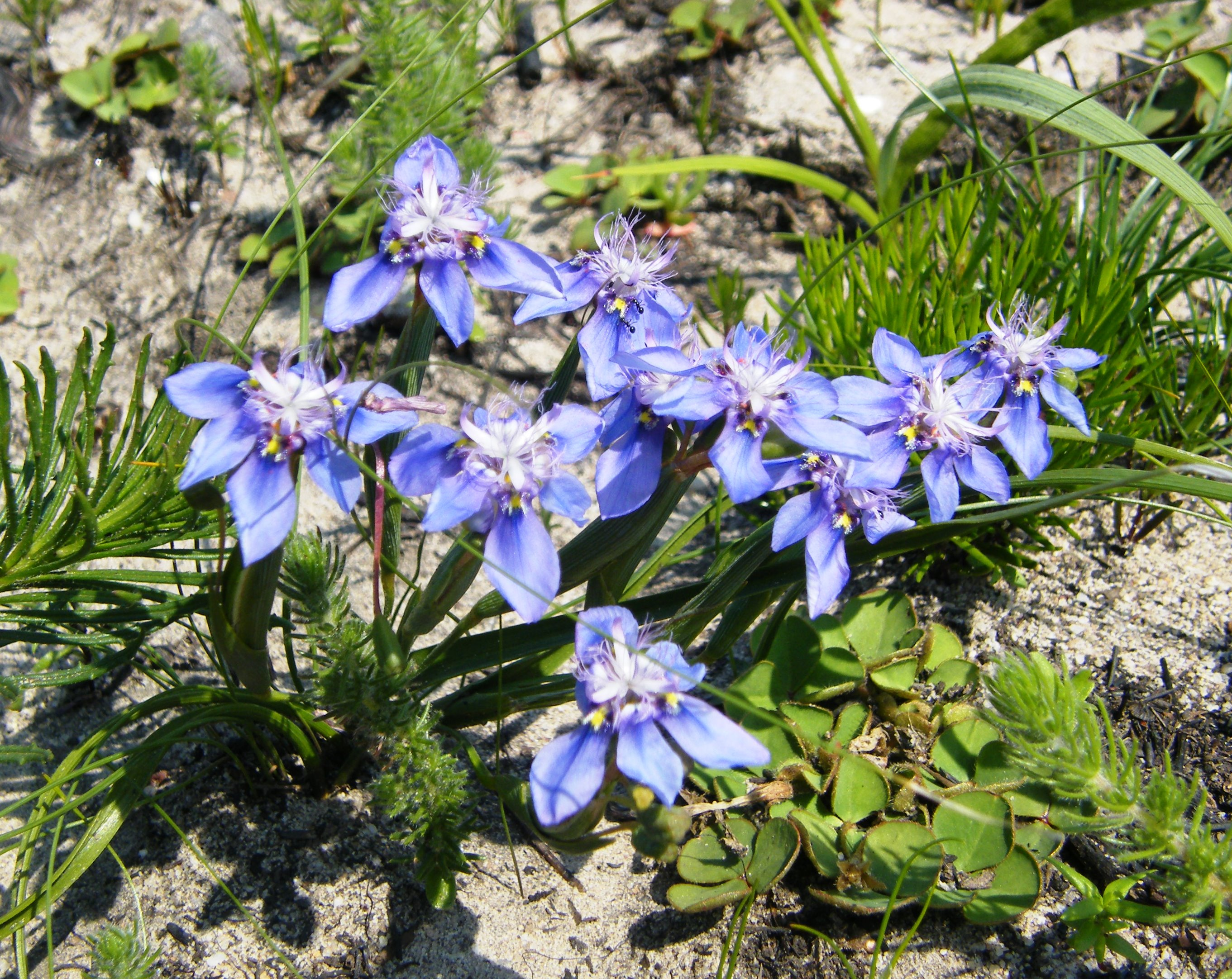
Untergattung Plumariae: Habitus und Blüten von Moraea lugubris

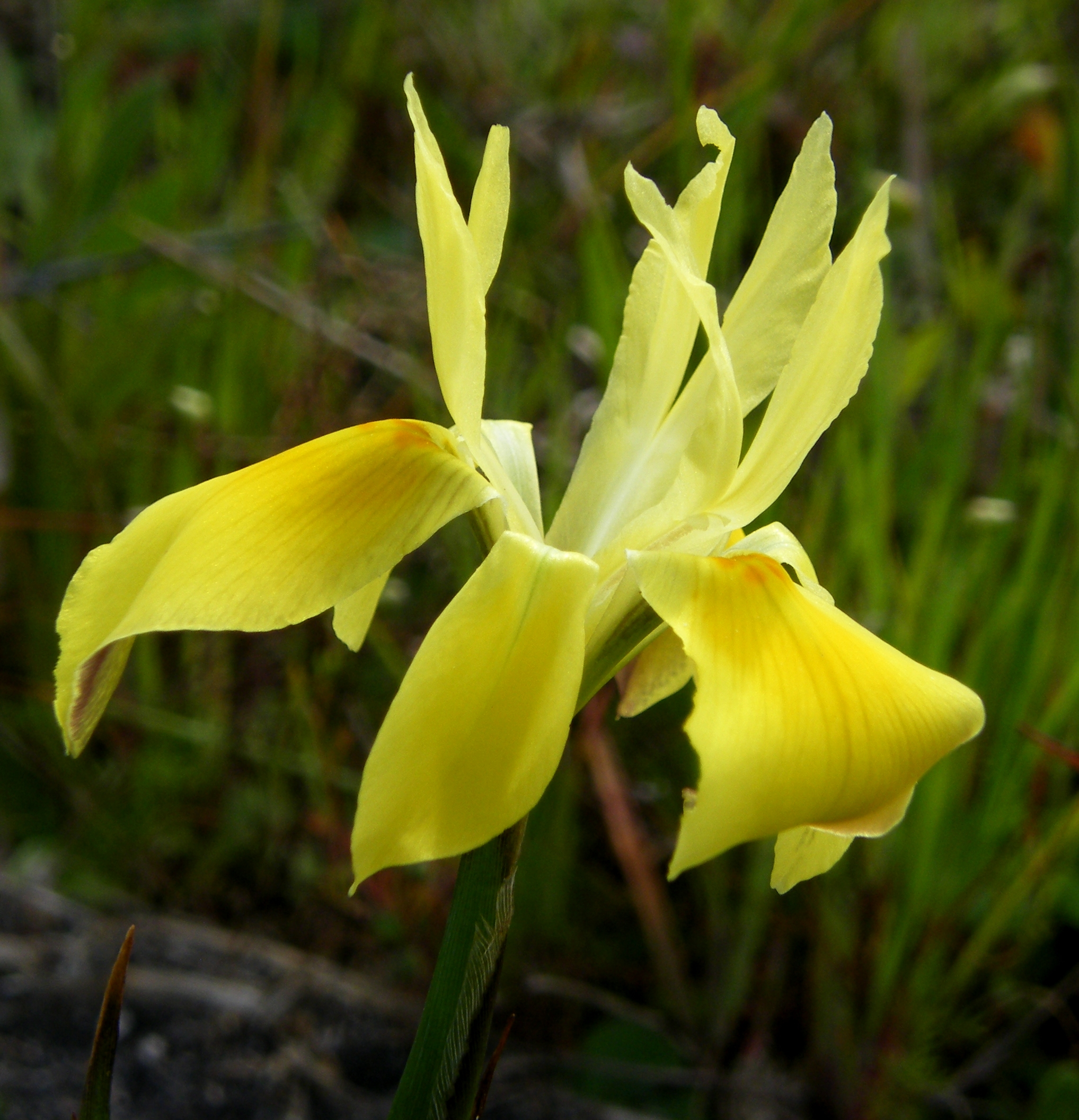
Untergattung Polyanthes Sektion Deserticola: Blüte von Moraea fugax, im Gegensatz zu ähnlichen Arten haben die Blütenhüllblätter kaum eine Zeichnung

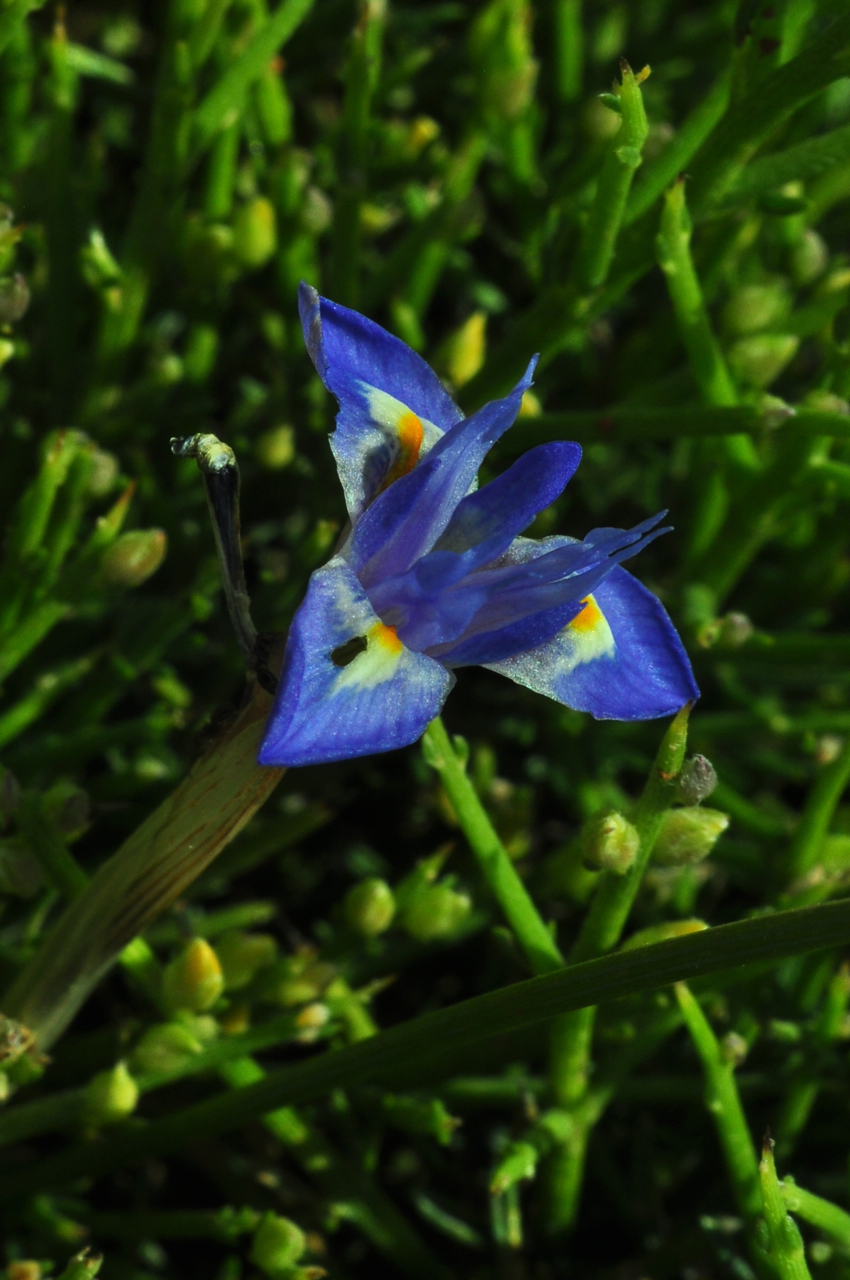
Untergattung Polyanthes Sektion Gynandriris: Moraea mediterranea

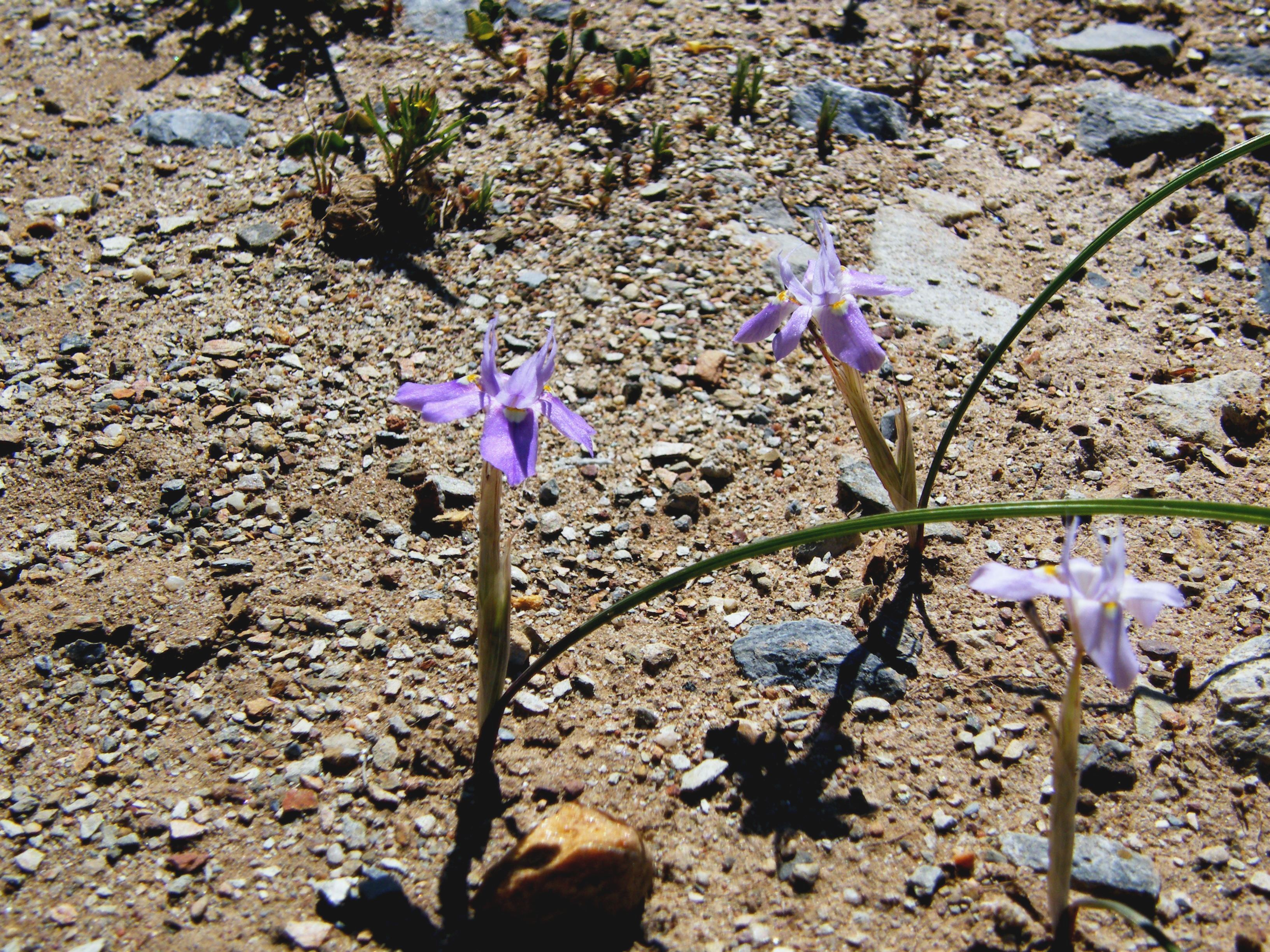
Untergattung Polyanthes Sektion Gynandriris: Habitus von Moraea setifolia

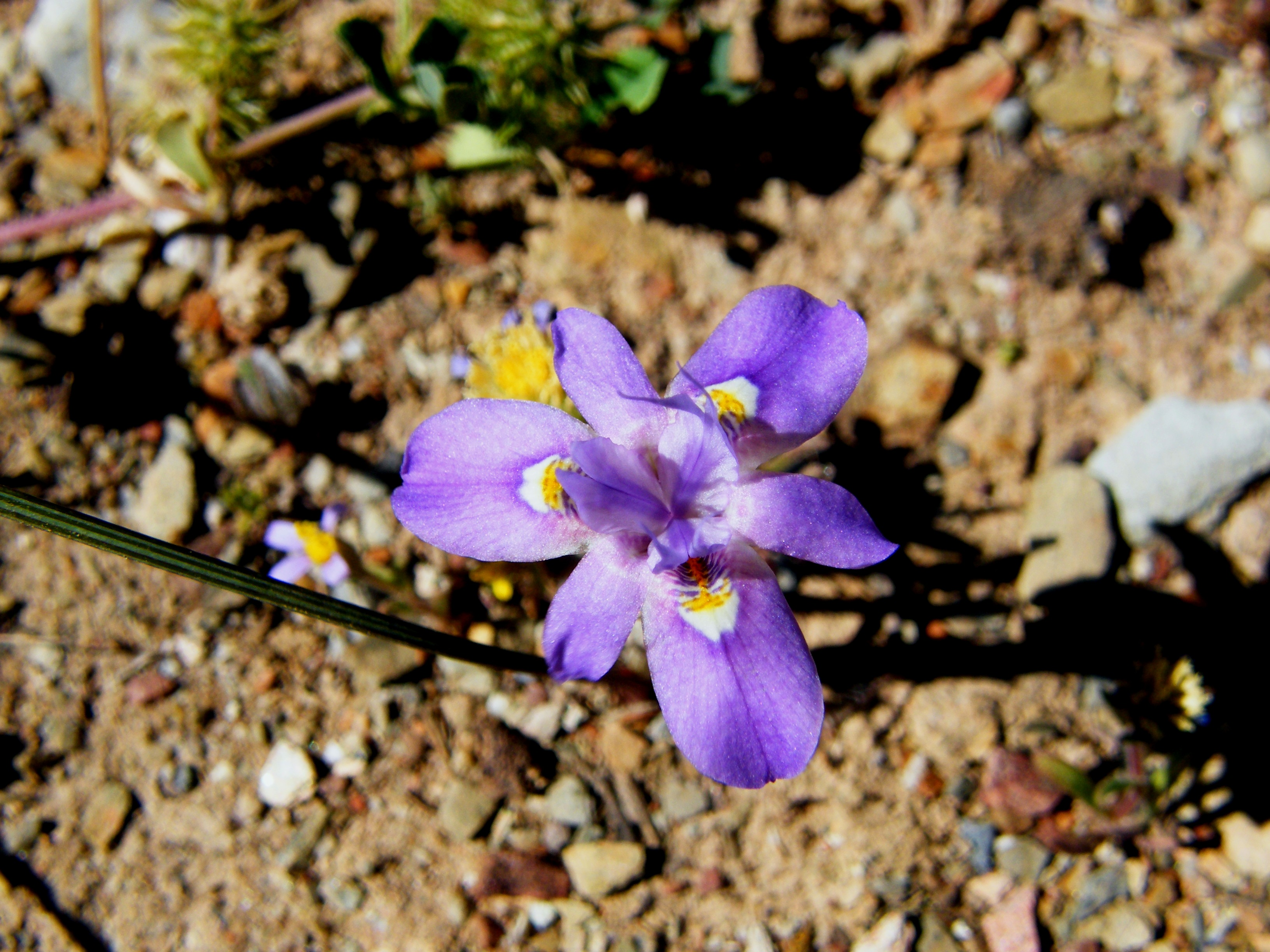
Untergattung Polyanthes Sektion Gynandriris: Blüte von Moraea setifolia

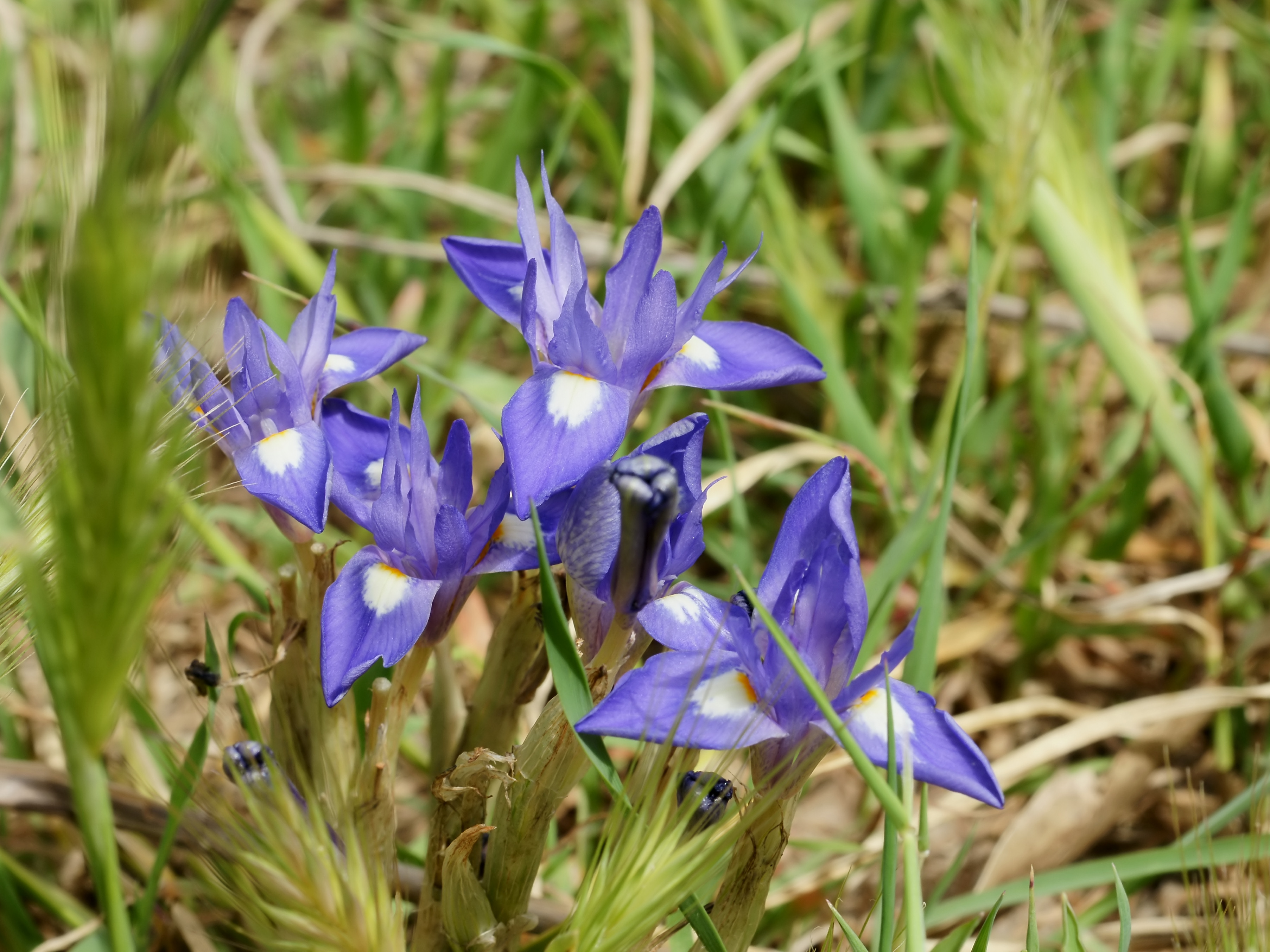
Untergattung Polyanthes Sektion Gynandriris: Mittags-Schwertlilie (Moraea sisyrinchium)

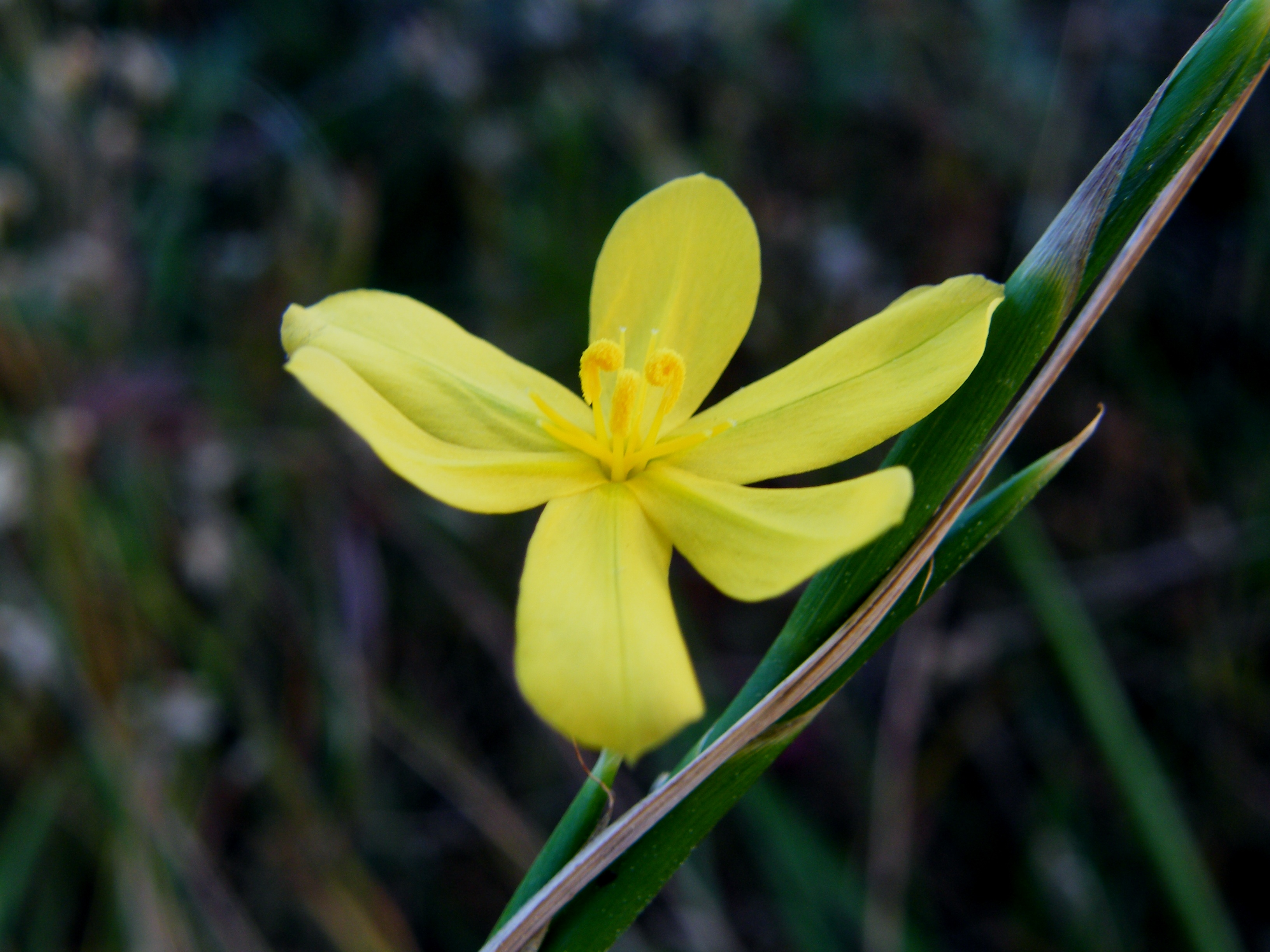
Untergattung Polyanthes Sektion Hexaglottis: Blüte von Moraea lewisiae subsp. lewisiae

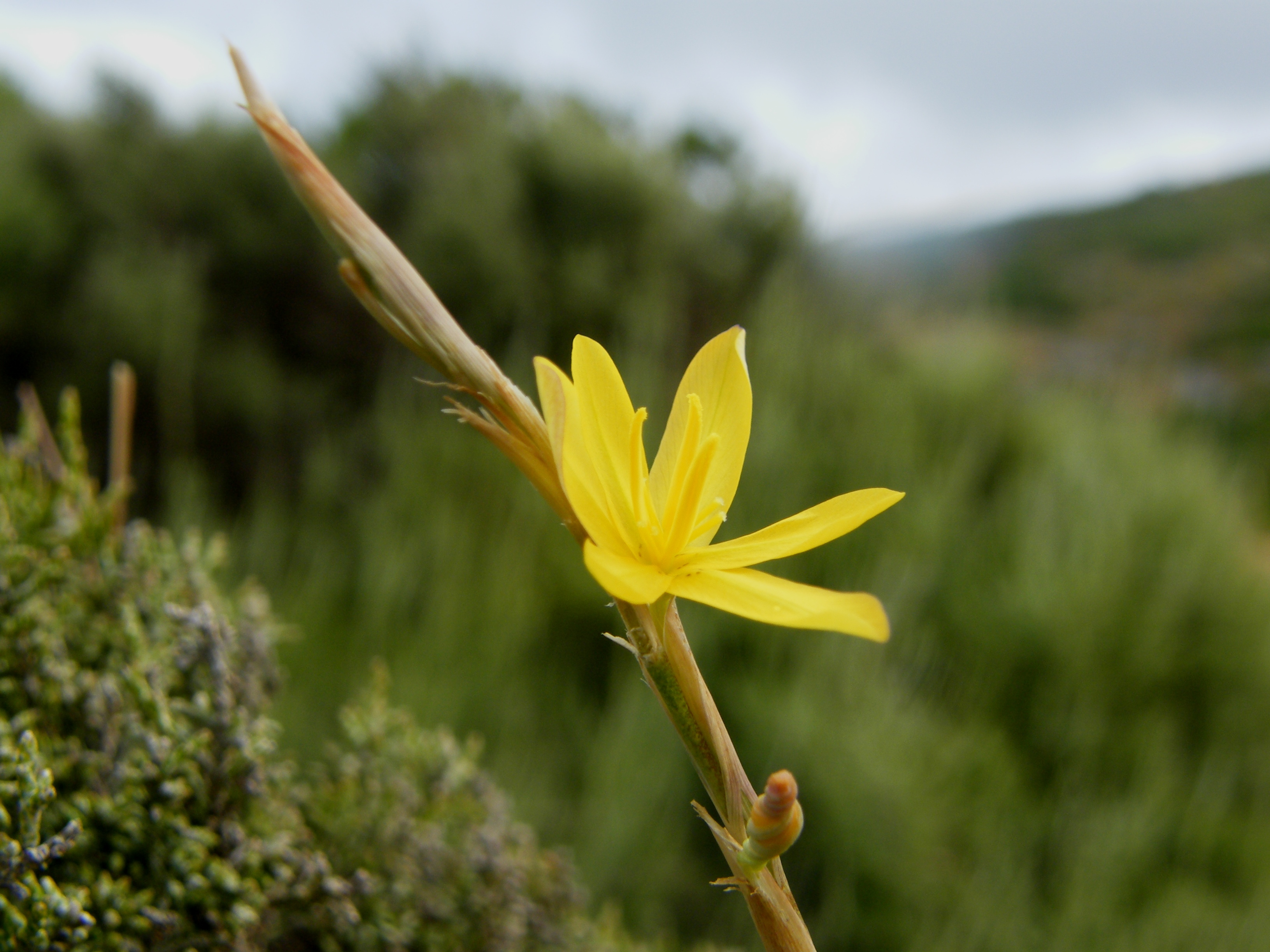
Untergattung Polyanthes Sektion Hexaglottis: Blütenstand von Moraea virgata

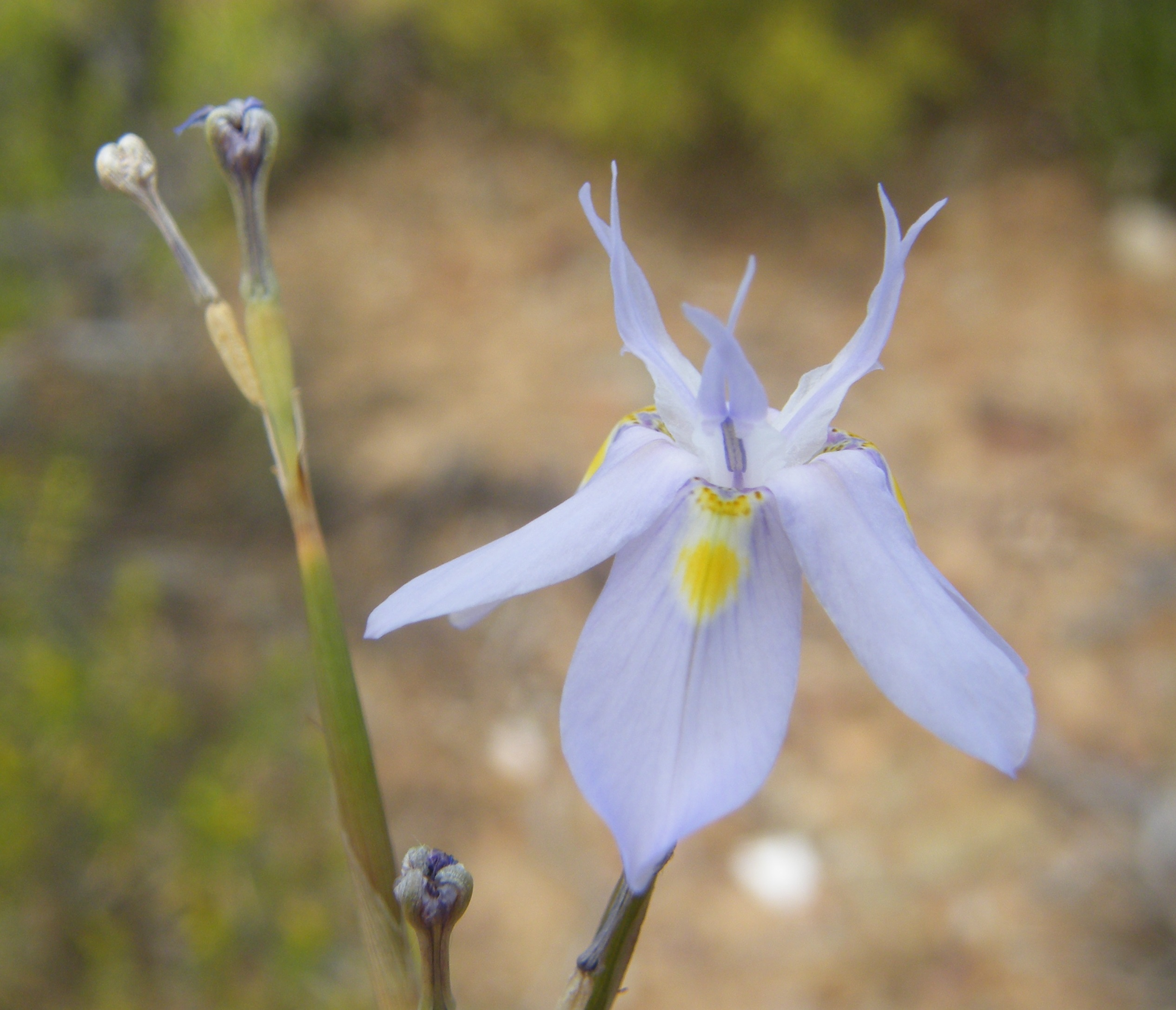
Untergattung Polyanthes Sektion Polyanthes: Moraea bipartita

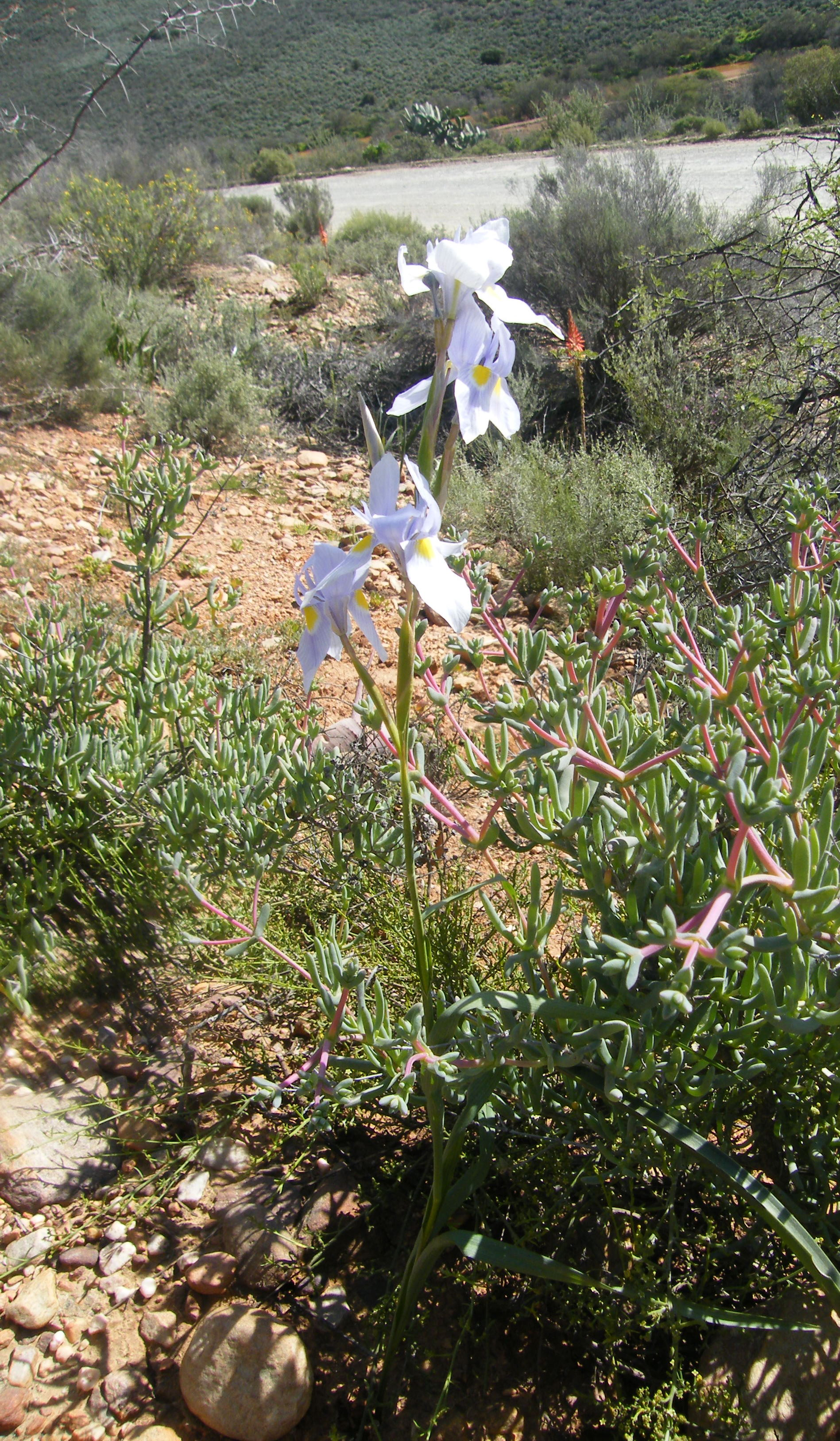
Untergattung Polyanthes Sektion Polyanthes: Moraea polystachya

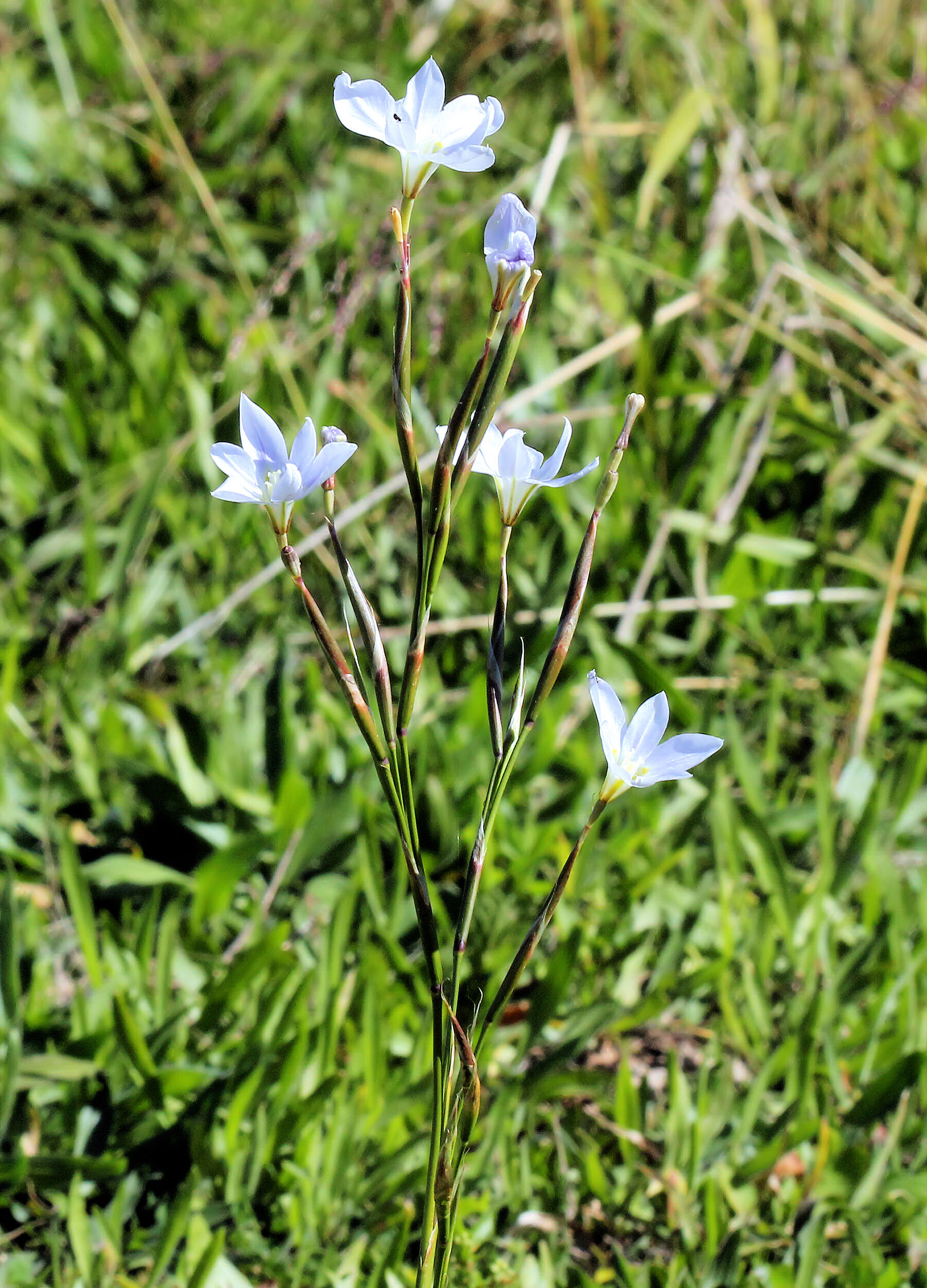
Untergattung Polyanthes Sektion Polyanthes: Moraea speciosa

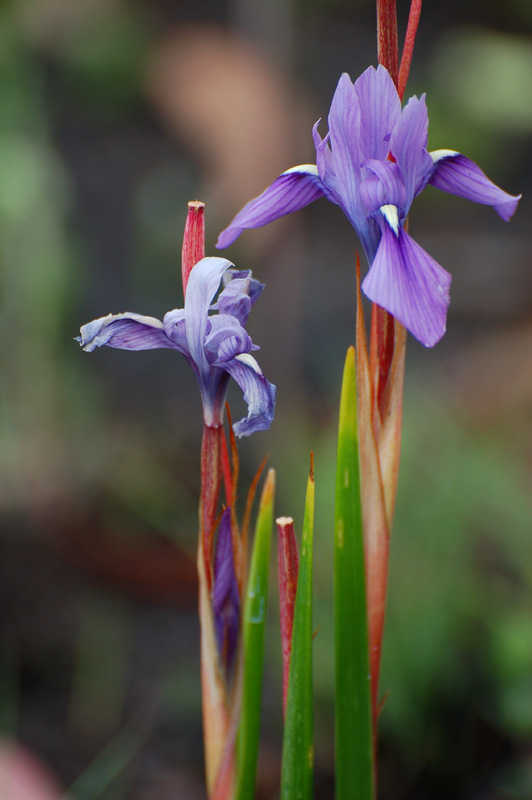
Untergattung Polyanthes Sektion Pseudospicatae: Moraea callista im Kitulo National Park in Tansania

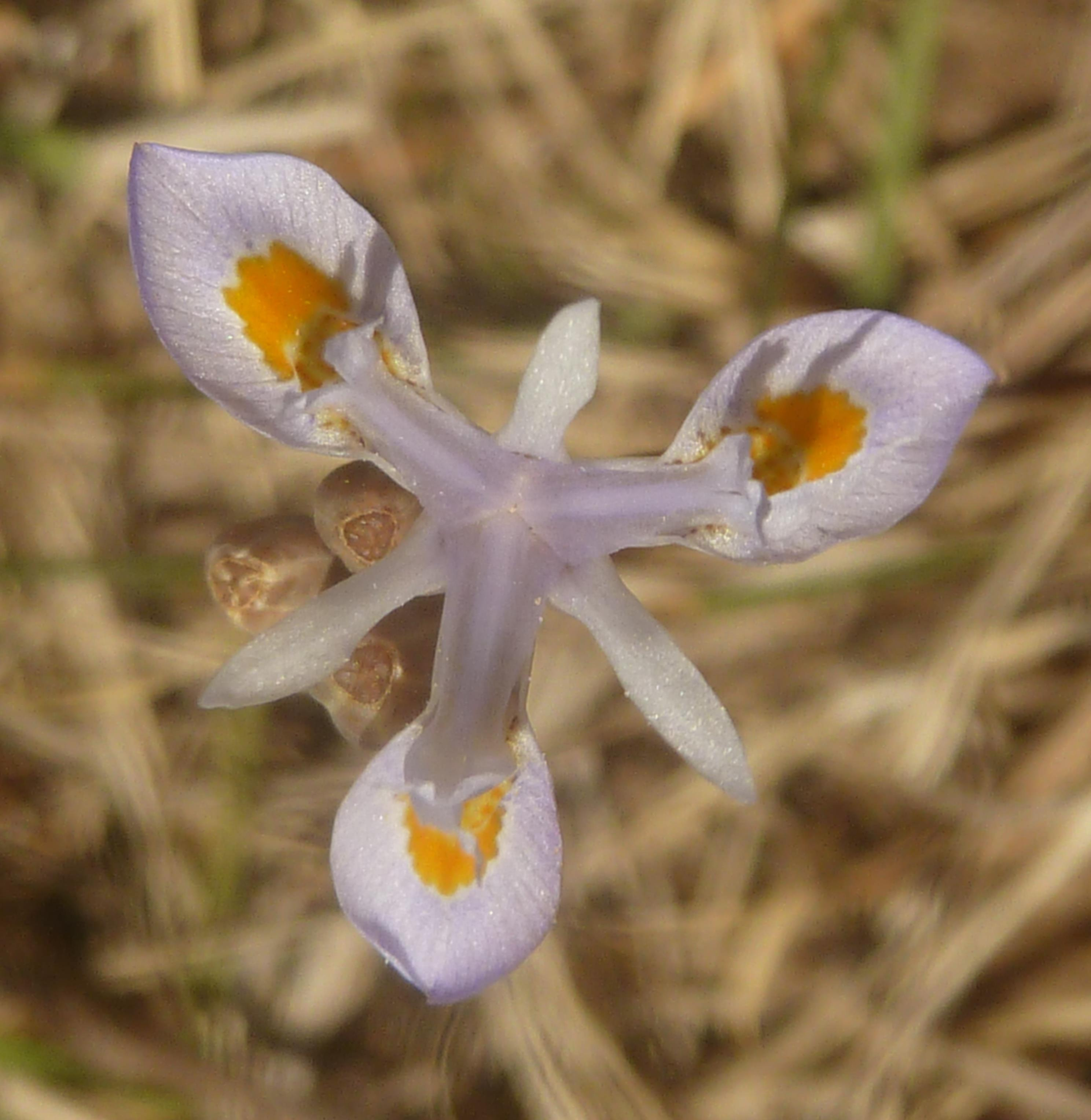
Untergattung Polyanthes Sektion Pseudospicatae: Moraea callista in Gauteng

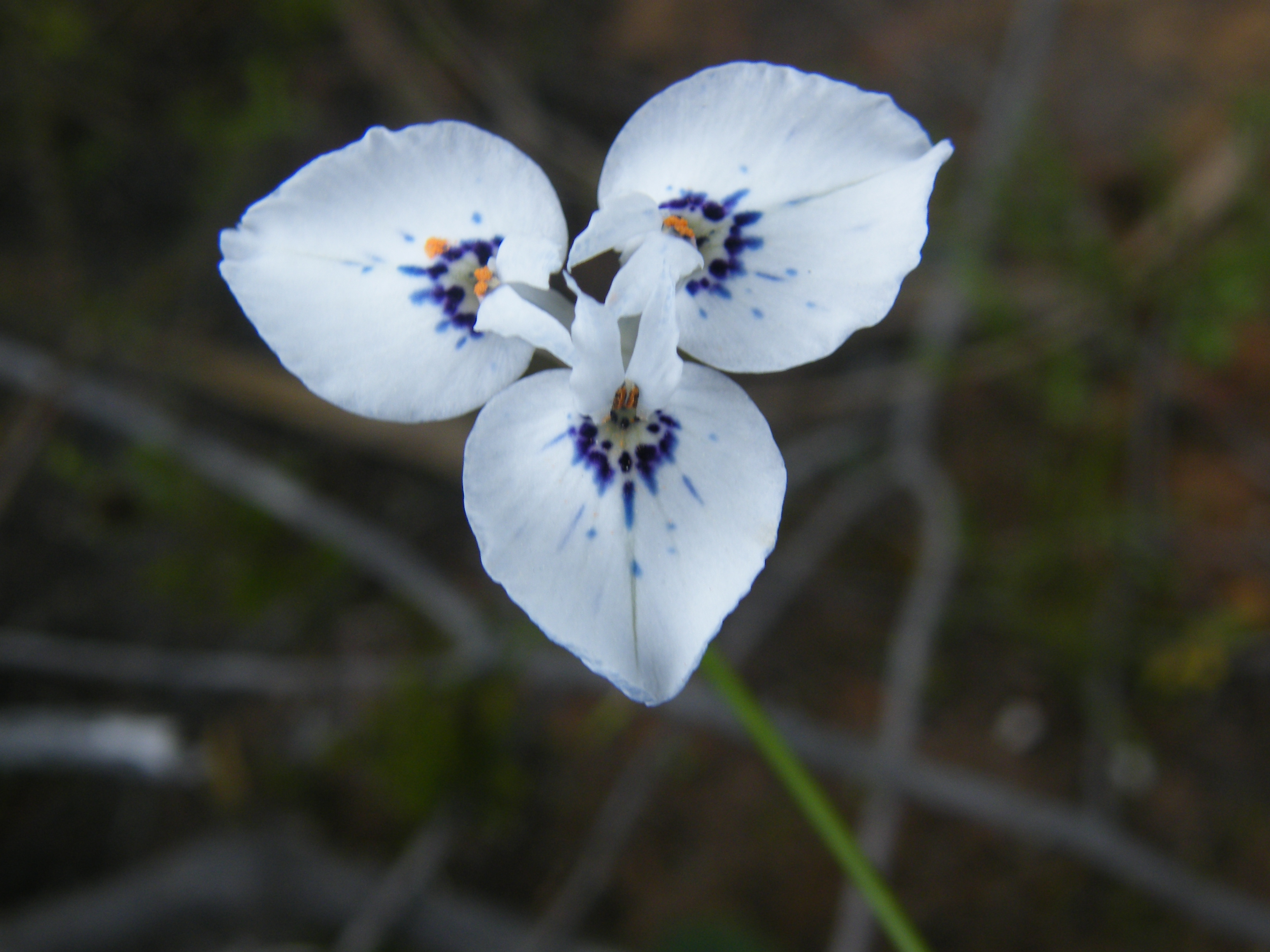
Untergattung Vieusseuxia Sektion Vieusseuxia: Moraea barnardii

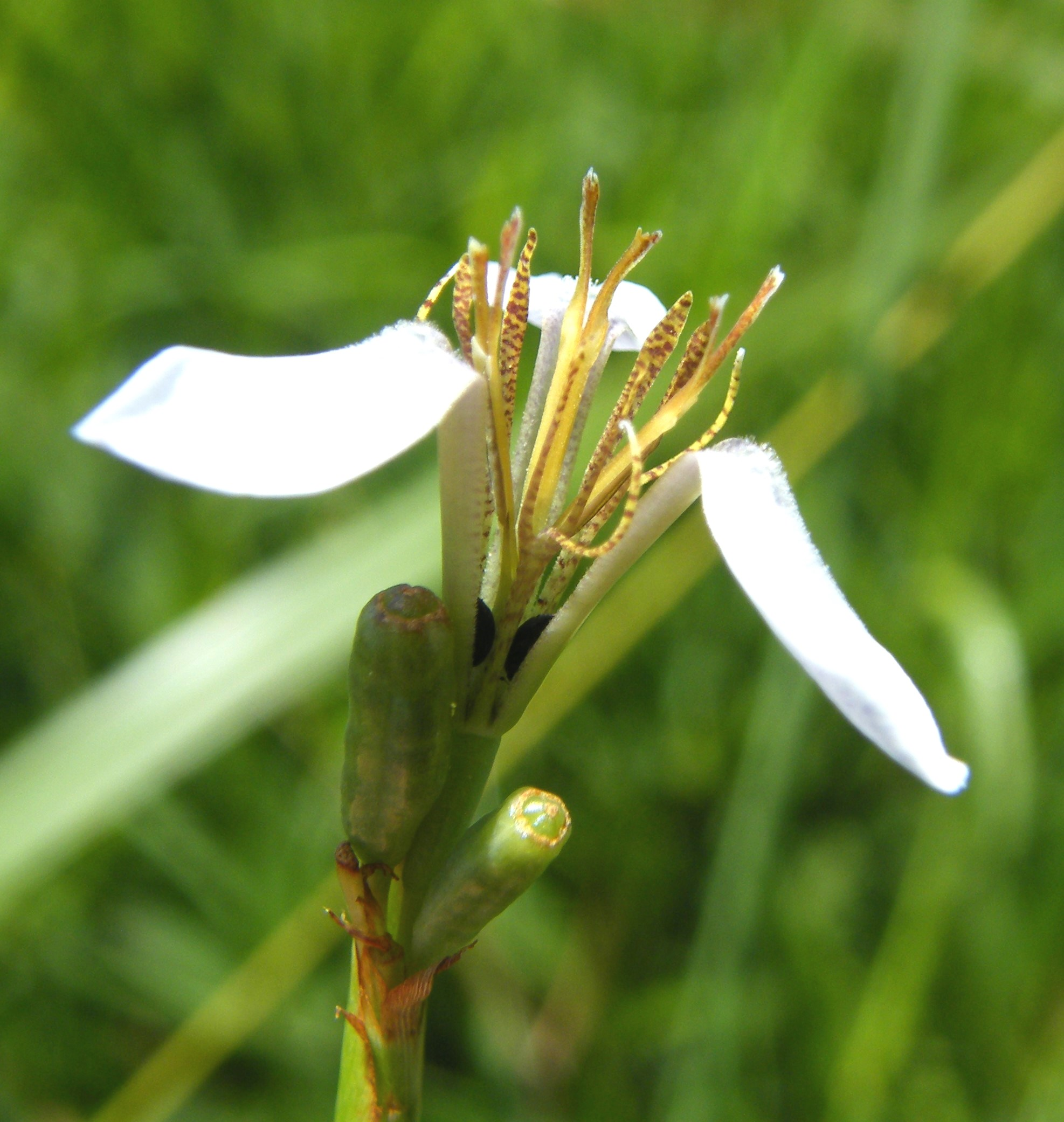
Untergattung Vieusseuxia Sektion Vieusseuxia: Moraea brevistyla

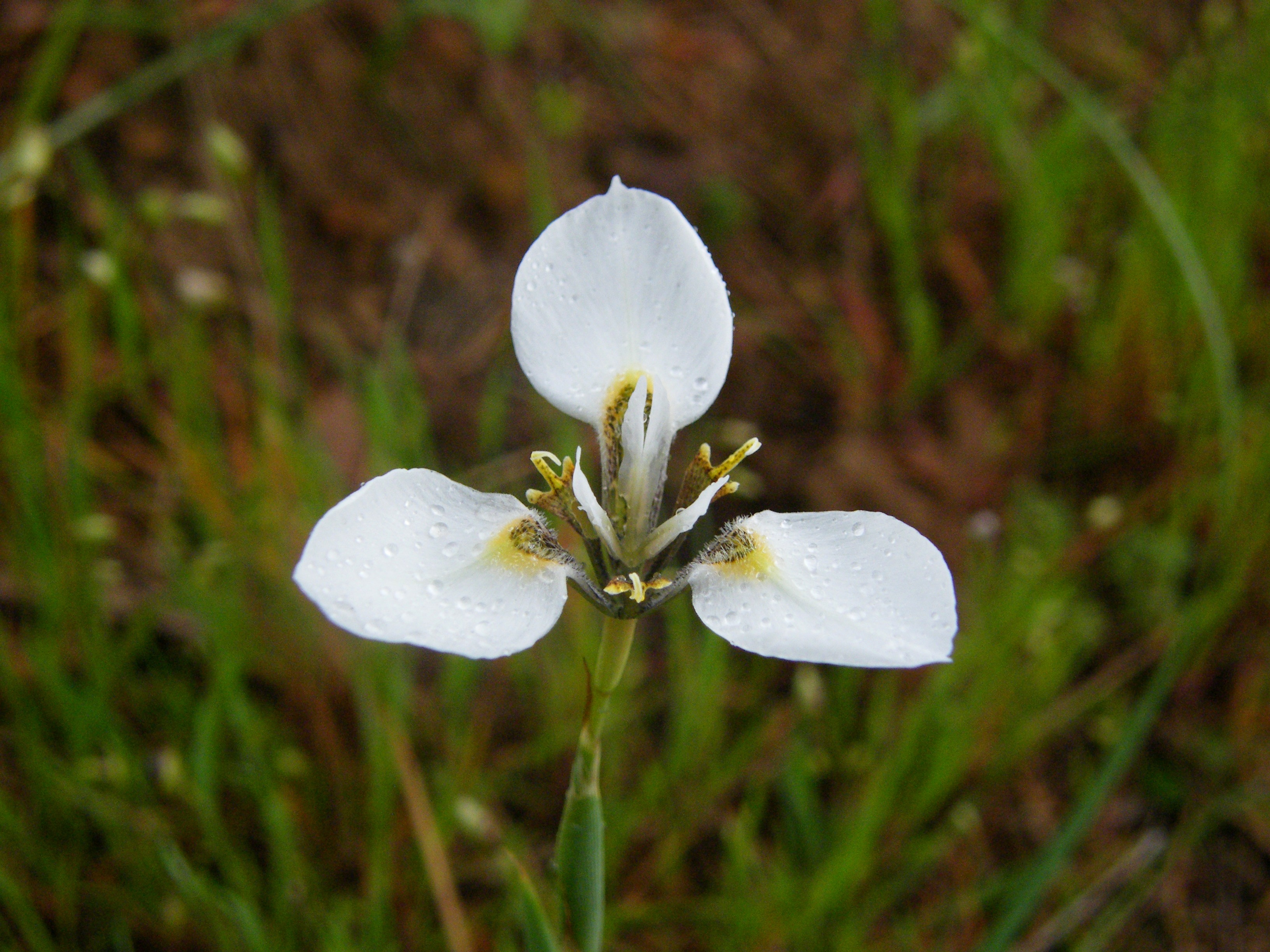
Untergattung Vieusseuxia Sektion Vieusseuxia: Moraea tricuspidata

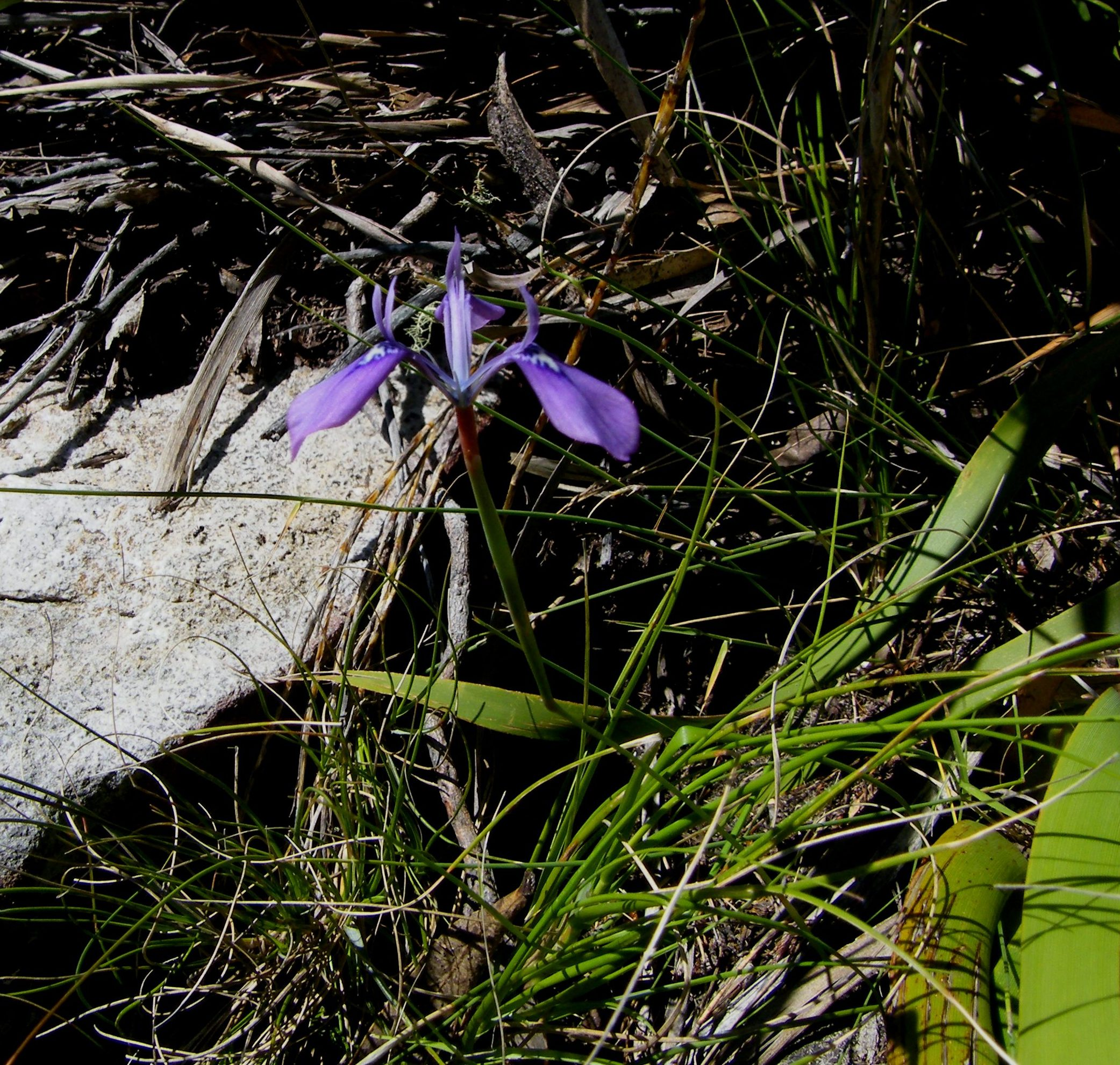
Untergattung Vieusseuxia Sektion Vieusseuxia: Moraea tripetala

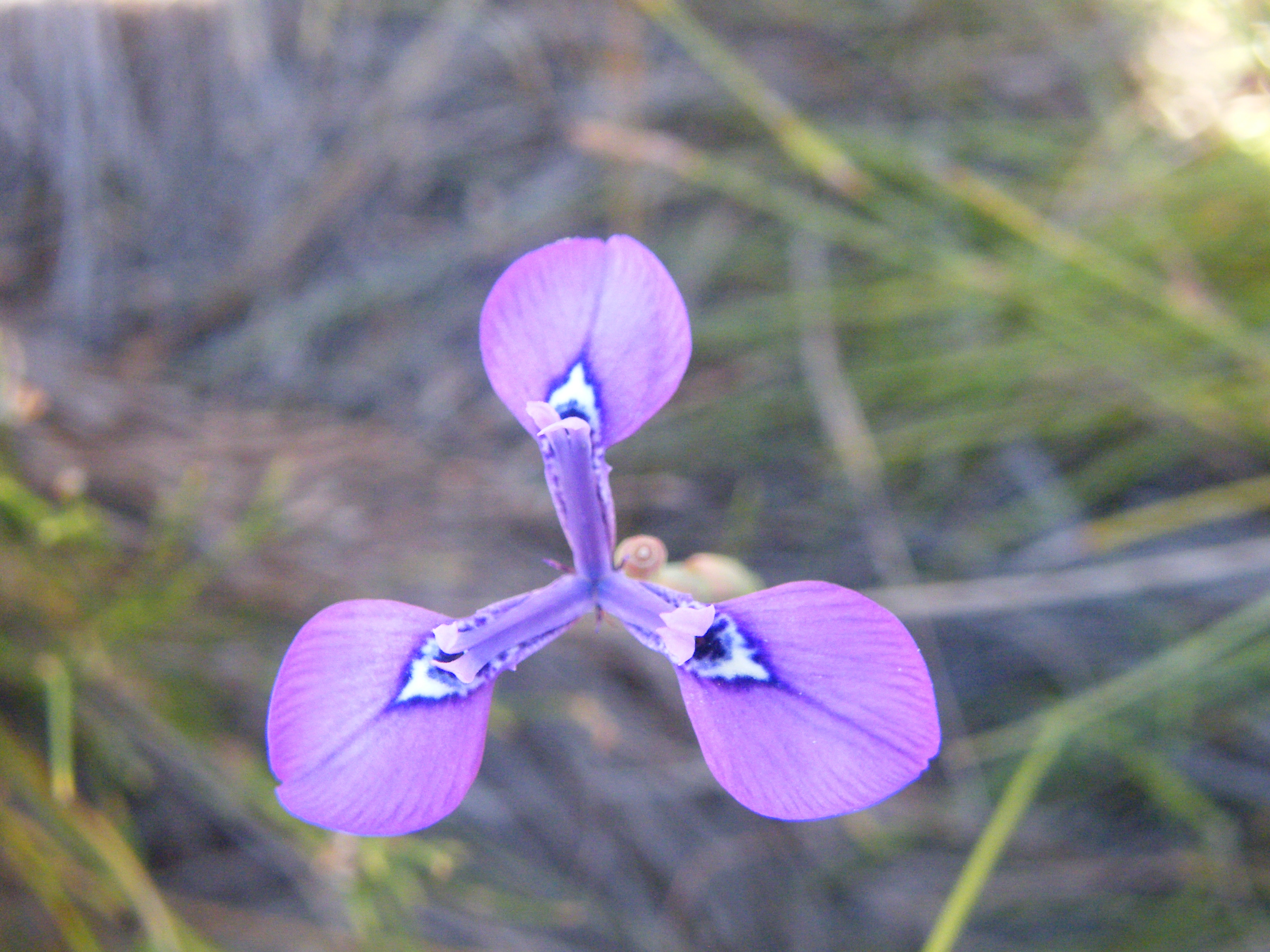
Untergattung Vieusseuxia Sektion Vieusseuxia: Moraea tripetala

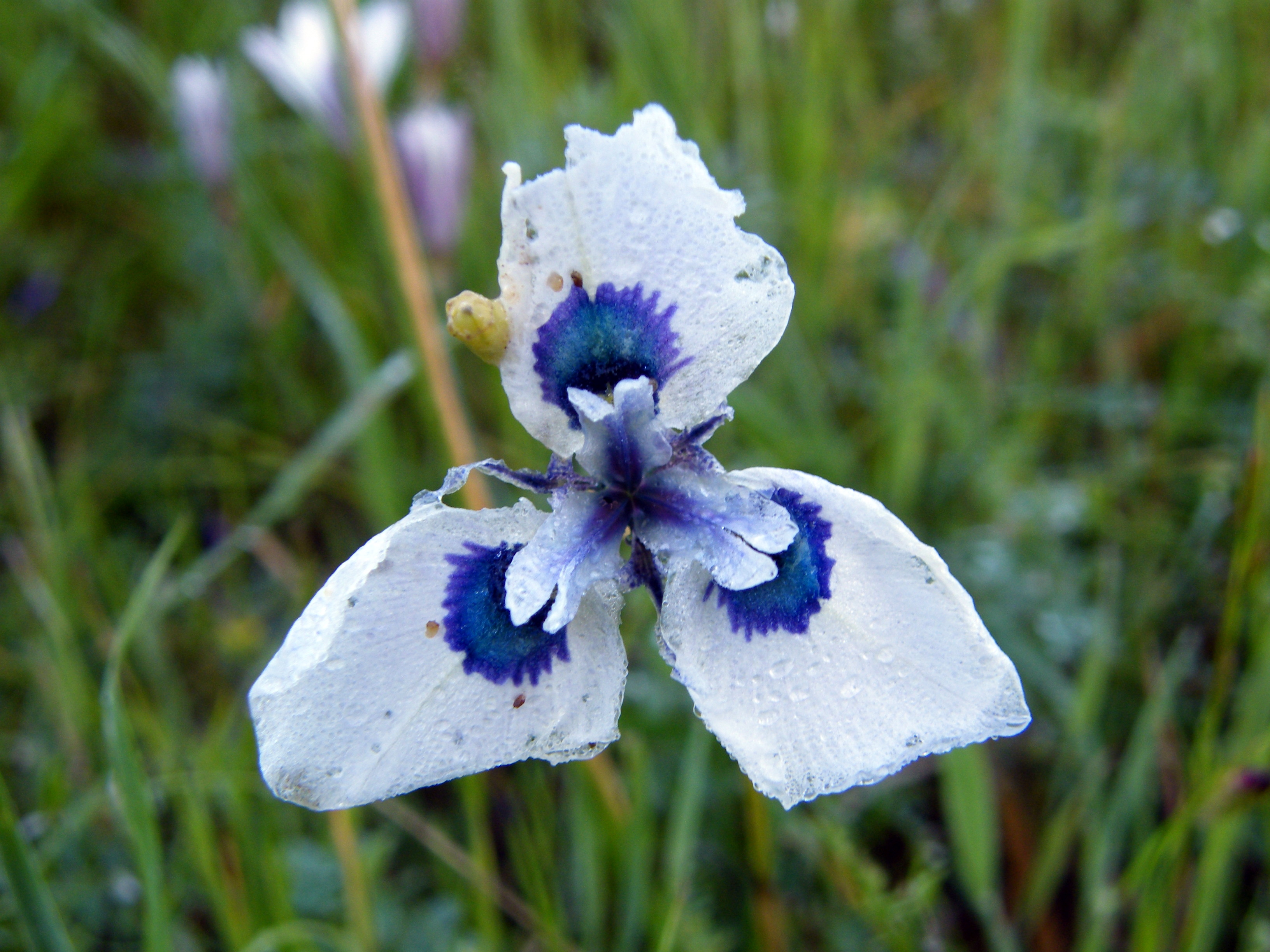
Untergattung Vieusseuxia Sektion Villosae: Blüte von Moraea aristata

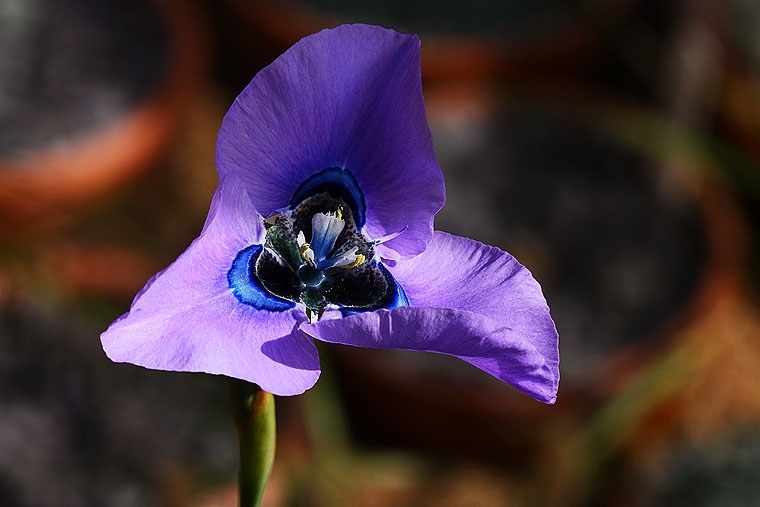
Untergattung Vieusseuxia Sektion Villosae: Blüte von Moraea gigandra

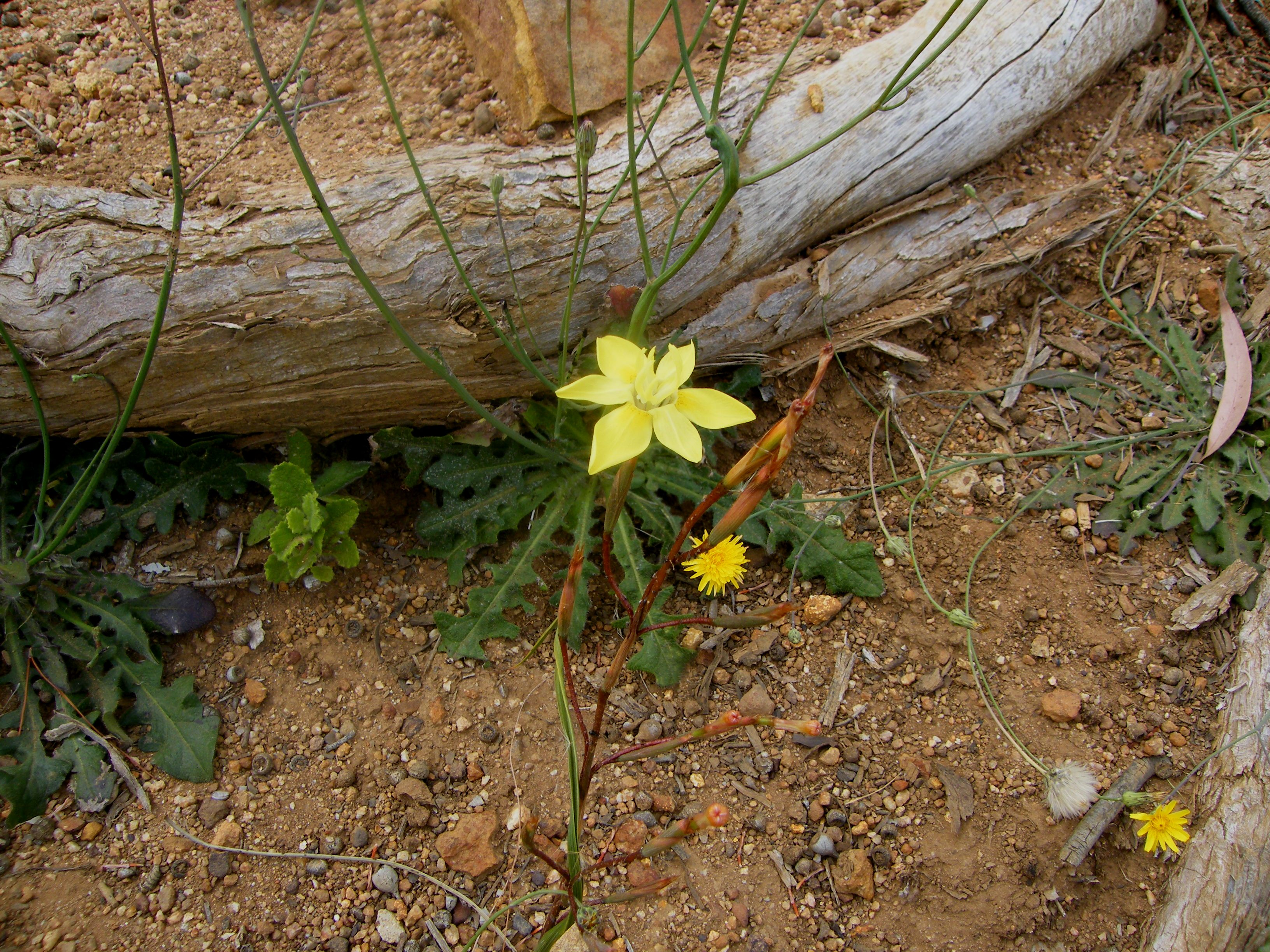
Untergattung Visciramosae Sektion Visciramosae: Moraea bituminosa

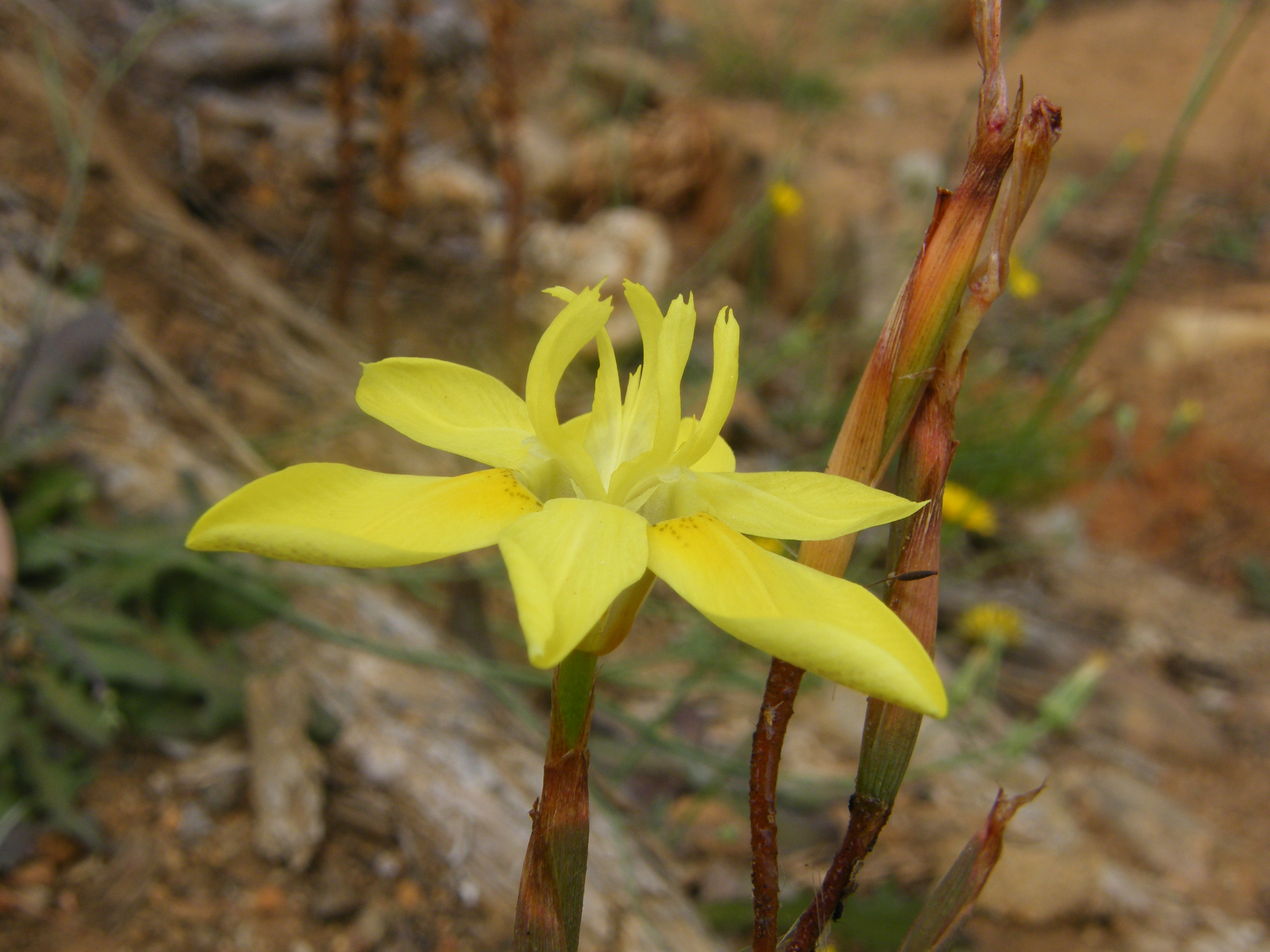
Untergattung Visciramosae Sektion Visciramosae: Moraea bituminosa

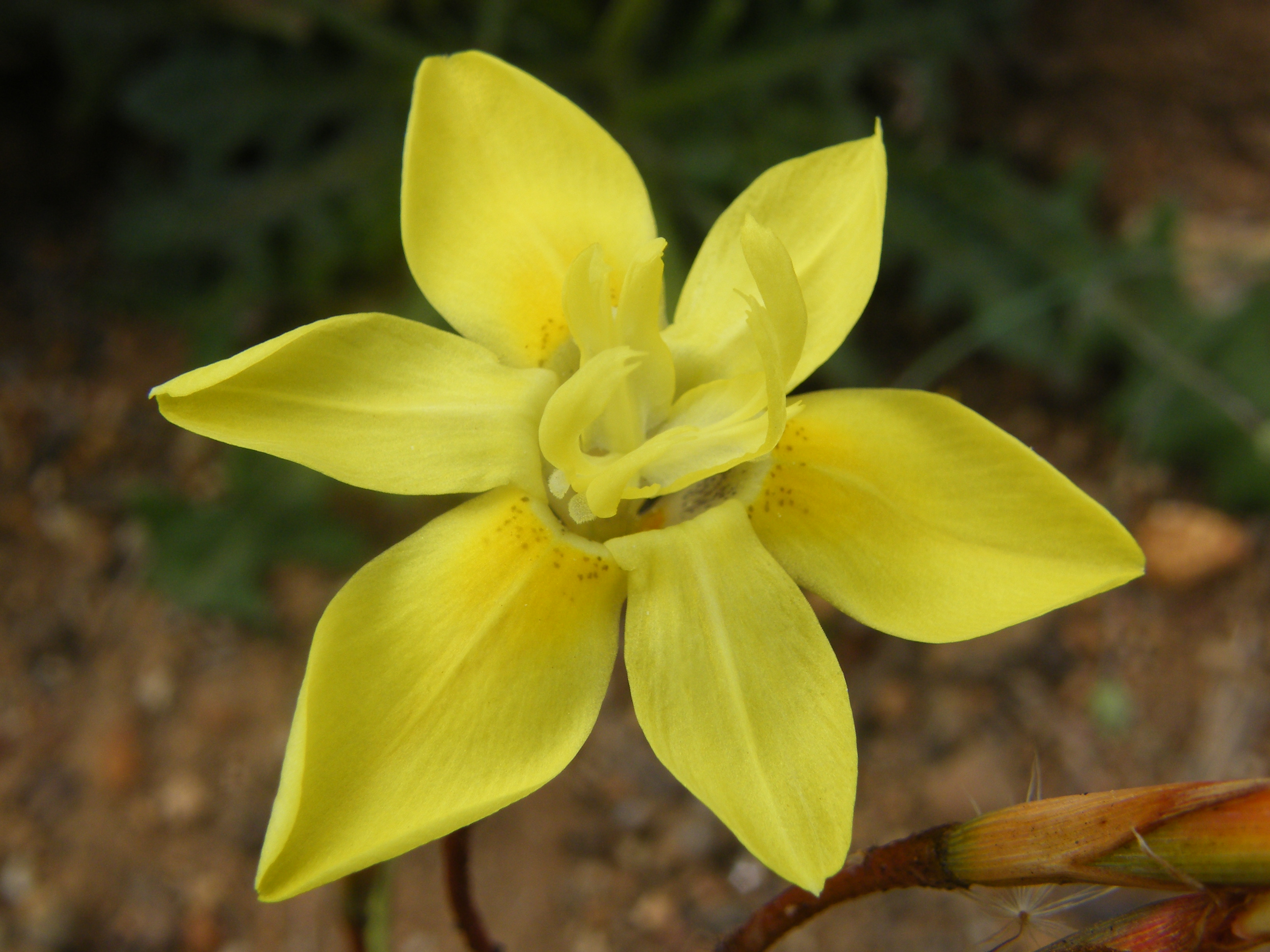
Untergattung Visciramosae Sektion Visciramosae: Moraea bituminosa

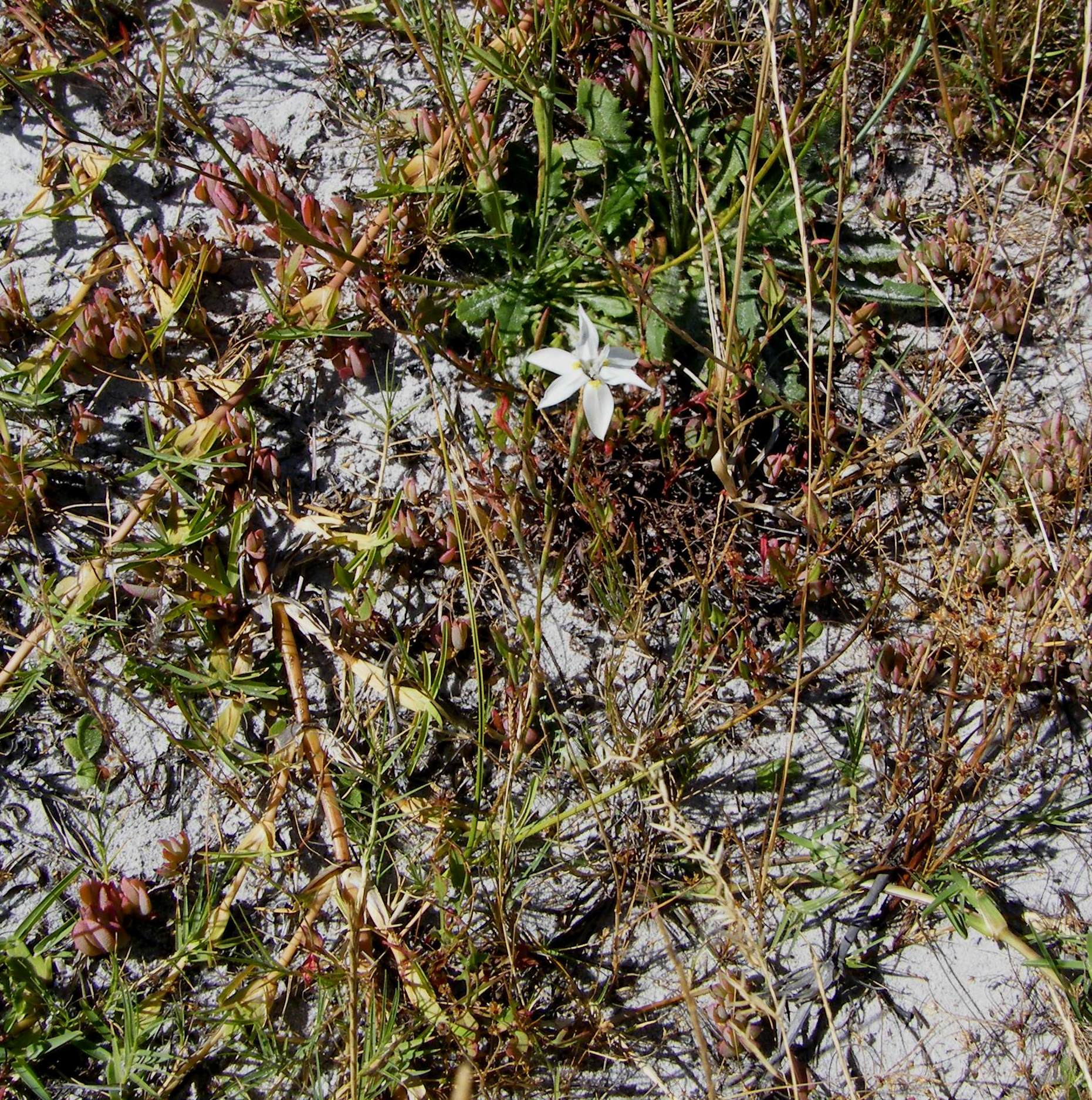
Untergattung Visciramosae Sektion Visciramosae: Moraea viscaria

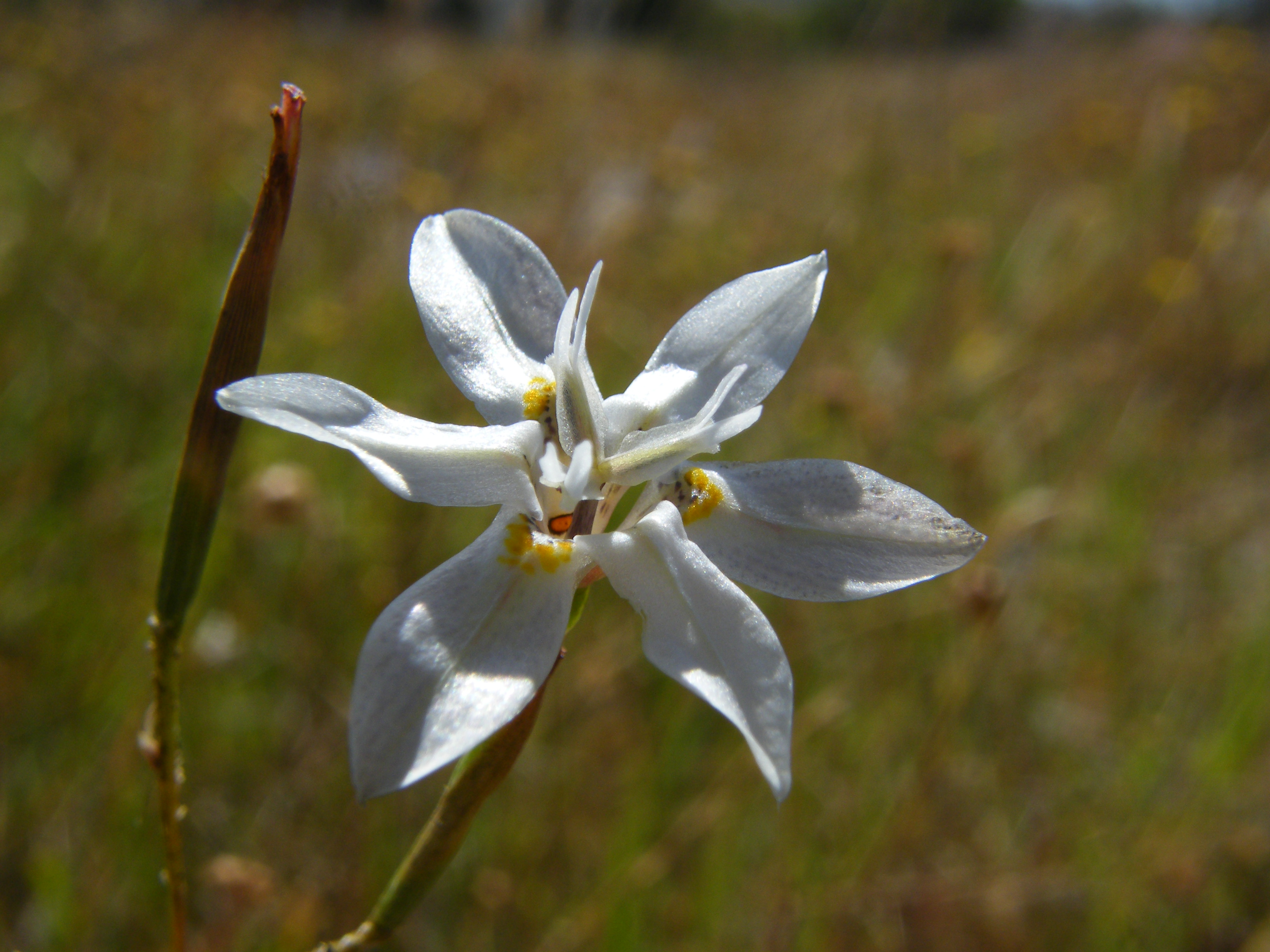
Untergattung Visciramosae Sektion Visciramosae: Moraea viscaria

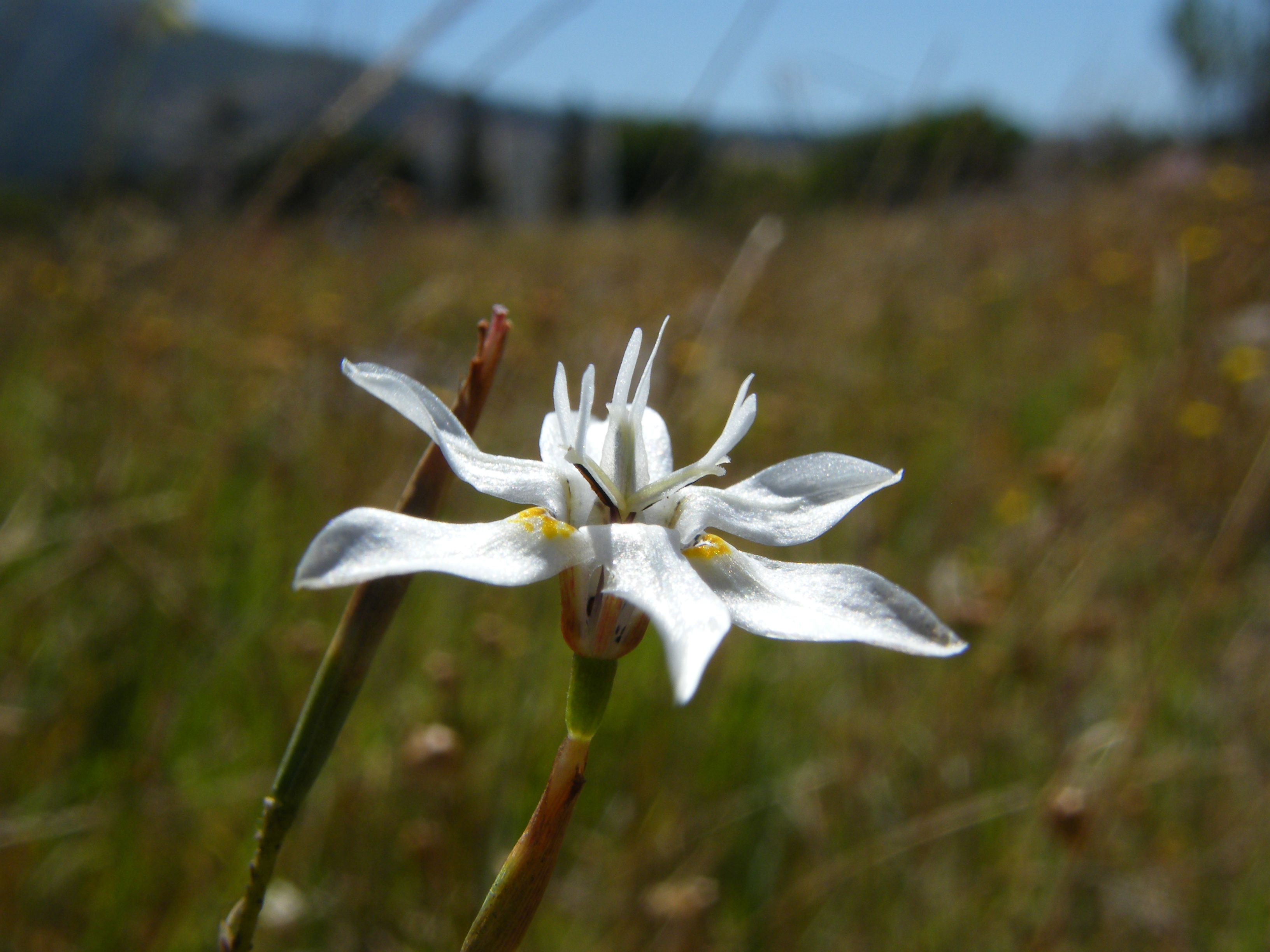
Untergattung Visciramosae Sektion Visciramosae: Moraea viscaria

Die Gattung Moraea hat ihr Mannigfaltigkeitszentrum in der Capensis mit mindestens 150 Arten. Einige Arten kommen auch in anderen Teilen des südlichen Afrikas vor. Beispielsweise gibt es in Simbabwe etwa 8 Arten. Im montanen Gebieten des tropischen Afrika gedeihen etwa 25 Arten (Stand 2014). Nur zwei Arten kommen nördlich der Sahara im Mittelmeerraum und im Nahen bis Mittleren Osten vor.
Es gab 2013 etwa 214 Arten in der Gattung Moraea, bis Ende 2015 sind mindestens 17 weitere Arten erstbeschrieben worden (im Folgenden sind die Arten Stand 2015 vollständig aufgelistet):
Die Gattungen Moraea wurde durch die Revision von Goldblatt, Manning und Schnitzler 2013 in elf Untergattungen mit insgesamt 15 Sektionen und drei Serien gegliedert:
- Untergattung Acaules (Baker) Goldblatt & J.C.Manning: Sie wurde 2013 aufgestellt. Typusart ist Moraea ciliata (L. f.) Ker Gawl.: Die Chromosomengrundzahl beträgt x = 10.[2]

  - Es gibt nur die einzige Sektion Acaules Baker:[2] Sie enthält seit 2015 sieben Arten im südlichen Afrika:
    - Moraea ciliata (L. f.) Ker Gawl.: Seit 2015 gibt es drei Unterarten:[6][8]
      - Moraea ciliata (L. f.) Ker Gawl. subsp. ciliata: Sie kommt im Westkap vor.[7]
      - Moraea ciliata subsp. cuprina Goldblatt & J.C.Manning: Sie kommt im Westkap vor.[6][8]
      - Moraea ciliata subsp. lutescens Goldblatt & J.C.Manning: Sie kommt im Westkap vor.[6][8]

    - Moraea falcifolia Klatt: Sie ist in ariden bis semiariden Gebieten im südlichen Afrika weitverbreitet.[9]
    - Moraea filamentosa Goldblatt & J.C.Manning: Sie wurde 2013 aus dem Nordkap erstbeschrieben. Sie ist nur von einer Aufsammlung nördlich von Loeriesfontein bekannt.[9]
    - Moraea flava Goldblatt & J.C.Manning: Sie wurde 2015 aus dem Nordkap erstbeschrieben.[6][8]
    - Moraea longipes Goldblatt & J.C.Manning: Diese seltene Art ist Springbok bis Citrusdal im Nord- sowie Westkap für diese Gattung relativ weitverbreitet.[7]
    - Moraea macronyx G.J.Lewis Sie ist von Cold Bokkeveld bis Avontuur im Westkap verbreitet.[7]
    - Moraea tricolor Andrews (Syn.: Iris fugax Pers., Moraea barbigera Salisb., Moraea ciliata var. barbigera (Salisb.) Baker, Moraea ciliata var. tricolor (Andrews) Baker, Moraea duthieana L.Bolus): Es sind noch sechs bis zwölf Fundorte bekannt. Sie ist in der Kapebene ausgestorben. Sie kommt noch von Citrusdal bis Caledon und ostwärts bis Stilbaai im Westkap vor.[7]

- Untergattung Galaxia (Thunb.) Goldblatt & J.C.Manning (Syn.: Gattung Galaxia (Thunb.), Sektion Galaxia (Thunb.) Goldblatt & J.C.Manning): Sie wurde 2013 aufgestellt. Typusart ist Galaxia graminea (Thunb.), ein Synonym von Moraea fugacissima (L. f.) Goldblatt: Die Chromosomengrundzahl beträgt x = 9. Die Arten kommen nur in Südafrika vor. Sie enthält drei Serien:[2]

  - Serie Unguiculatae Goldblatt & J.C.Manning: Sie wurde 2013 aufgestellt. Typusart ist Moraea kamiesmontana (Goldblatt) Goldblatt. Sie enthält nur eine Art:

    - Moraea kamiesmontana (Goldblatt) Goldblatt: Sie ist von nur von vier Fundorten im Namaqualand sowie Kamiesberg im Nordkap bekannt.[7]

  - Serie Eurystigma (Goldblatt) Goldblatt (Syn: Galaxia subg. Eurystigma Goldblatt, Galaxia ser. Eurystigma (Goldblatt) Goldblatt): Typusart ist Galaxia versicolor Salisb. ex Klatt, ein Synonym von Moraea versicolor (Salisb. ex Klatt) Goldblatt.[2] Sie enthält etwa sieben Arten:

    - Moraea barnardiella Goldblatt: Es sind nur noch vier Fundorte von Villiersdorp bis Caledon im Westkap bekannt. An allen Fundorten zusammen gibt es höchstens 1000 blühfähige Exemplare und die Bestände gehen fortlaufend zurück.[7]
    - Moraea citrina (G.J.Lewis) Goldblatt: Sie ist für diese Gattung von den Bokkeveld-Bergen bis zu Gydo-Pass in den südafrikanischen Provinzen Nord- sowie Westkap relativ weit verbreitet.[7]
    - Moraea fenestralis (Goldblatt & E.G.H.Oliver) Goldblatt: Dieser Habitatspezialist kommt von Springbok bis zur Tanqua-Karoo im Nordkap vor.[7]
    - Moraea melanops Goldblatt & J.C.Manning: Durch Habitatverlust sind nur noch drei Fundorte in Caledon sowie Bredasdorp im Westkap verblieben. Die Bestände nehmen durch Landwirtschaft und invasive Pflanzenarten fortlaufend ab.[7]
    - Moraea minima Goldblatt: Es ist nur ein Fundort in Bredasdorp im Westkap bekannt. Sie wurde trotz intensiver Suche 1981 das letzte Mal gefunden.[7]
    - Moraea variabilis (G.J.Lewis) Goldblatt: Besonders durch die Landwirtschaft sind weniger als 50 % des Areals verblieben. Es sind nur noch drei Fundorte von Koue Bokkeveld bis Ceres im Westkap bekannt.[7]
    - Moraea versicolor (Salisb. ex Klatt) Goldblatt: Über 80 % des Areales gingen verloren. Es sind nur noch 11 bis 20 isolierte Fundorte von Tulbagh bis zur Kap-Halbinsel und Houwhoek im Westkap bekannt. Die Bestände nehmen fortlaufend ab.[7]

  - Serie Galaxia (Thunb.) Goldblatt (Syn.: Gattung Galaxia Thunb.): Typusart ist Moraea versicolor (Salisb. ex Klatt) Goldblatt.[2] Sie enthält etwa neun Arten:

    - Moraea albiflora (G.J.Lewis) Goldblatt: Sie ist für diese Gattung von der Küste von St. Helena Bay bis Agulhas im Westkap relativ weit verbreitet.[7]
    - Moraea angulata Goldblatt: 2006 konnte diese Art nur noch an vier isolierten Fundorten von Malmesbury bis Gordon's Bay nachgewiesen werden; in den 20 Jahren davor hat diese Art etwa 90 % ihres Areales im Westkap verloren.[7]
    - Moraea fugacissima (L. f.) Goldblatt: Sie ist für diese Gattung von Namaqualand bis Humansdorp in den südafrikanischen Provinzen Nord-, Ost- sowie Westkap relativ weit verbreitet.[7]
    - Moraea galaxia (L. f.) Goldblatt & J.C.Manning: Sie wurde 2000 erstbeschrieben. Sie kommt von den Cederbergen bis Bredasdorp im Nord- sowie Westkap vor.[7]
    - Moraea kamisensis Goldblatt: Sie hat seit den 1930er Jahren etwa 70 % ihres Areales an landwirtschaftlichen Flächen verloren. Es sind nur noch drei Fundorte im Namaqualand und Kamiesberg im Nordkap verblieben. Die Bestände nehmen fortlaufend ab.[7]
    - Moraea luteoalba (Goldblatt) Goldblatt: Sie gedeiht in größeren Höhenlagen von Matsikamma bis zu den Cederbergen im Westkap.[7]
    - Moraea pilifolia Goldblatt: Sie ist für diese Gattung von Namaqualand bis Gifberg in den südafrikanischen Provinzen Nord- sowie Westkap relativ weit verbreitet.[7]
    - Moraea stagnalis (Goldblatt) Goldblatt: Große Teile des Areales dieser Art gingen an landwirtschaftliche Flächen verloren. Sie ist noch von sieben bis zehn Fundorten in den nördlichen Cederbergen, Nieuwoudtville, Nardous-Bergen und nordwärts bis Garies im Nord- sowie Westkap bekannt. Die Bestände nehmen fortlaufend ab.[7]
    - Moraea vuvuzela J.C.Manning & Goldblatt: Es sind nur noch drei Fundorte in Worcester und nahe Brandvlei im Westkap bekannt. Besonders durch Erosion sind die Bestände gefährdet.[7]

- Untergattung Grandiflorae Goldblatt (Syn.: Hymenostigma Hochst., Iridopsis Welw. ex Baker): Typusart ist Moraea spathulata (L. f.) Klatt. Die Arten sind in weiten Teilen Afrikas südlich der Sahara verbreitet. Die Chromosomengrundzahl beträgt x = 6.

  - Sie ist nicht in Sektionen oder Serien gegliedert und enthält etwa 27 Arten,[2] die im tropischen, aber hauptsächlich südlichen Afrika verbreitet sind:
    - Moraea alticola Goldblatt: Sie gedeiht in den Drakensbergen in Lesotho und in den südafrikanischen Provinzen Ostkap, Free State, KwaZulu-Natal.[7][6]
    - Moraea angolensis Goldblatt: Sie kommt im südöstlichen Angola vor.[6]
    - Moraea ardesiaca Goldblatt: Sie kommt von den Drakensbergen bis Utrecht in KwaZulu-Natal vor.[7]
    - Moraea balundana Chiov.: Sie kommt in Zaire vor.[6]
    - Moraea bella Harms: Sie kommt im südwestlichen Tansania, in Zaire, Malawi, Mosambik und Malawi vor.[6]
    - Moraea bovonei R.C.Foster: Sie kommt in Zaire vor.[6]
    - Moraea brevifolia Goldblatt: Sie kommt im nördlichen und nordwestlichen Sambia vor.[6]
    - Moraea carnea Goldblatt: Sie gedeiht nur in großen Höhenlagen in den Drakensbergen in den südafrikanischen Provinzen Free State sowie KwaZulu-Natal. Sie ist an manchen Standorten häufig und ist vielleicht bisher zu wenig gesammelt worden; sie kommt vielleicht auch in Lesotho vor.[7]
    - Moraea clavata Goldblatt (Syn.: Moraea gracilis Baker nom. illeg., Moraea schaijesiorum Geerinck): Sie kommt im südwestlichen Angola, im südlichen Zaire sowie in Sambia vor.[6]
    - Moraea galpinii (Baker) N.E.Br. (Syn.: Moraea spathacea var. galpinii Baker): Sie kommt in Eswatini, KwaZulu-Natal sowie Mpumalanga vor.[7][6]
    - Moraea graminicola Oberm.: Es gibt zwei Unterarten:[7]
      - Moraea graminicola Oberm. subsp. graminicola: Sie hat seit den 1950er Jahren etwa 31 % ihres ursprünglichen Areales verloren. Sie gedeiht in Höhenlagen von 900 bis 1500 Metern nur im zentralen Gebiet und Ngome in KwaZulu-Natal.[7]
      - Moraea graminicola subsp. notata Goldblatt: Sie kommt im Ostkap vor.[7]

    - Moraea hiemalis Goldblatt: Dieser Endemit kommt nur im Binnenland von KwaZulu-Natal von Pietermaritzburg, Richmond bis Kamberg vor. Mindestens 50 % des ursprünglichen Habitates sind beispielsweise durch Aufforstung und landwirtschaftliche Flächen verloren gegangen; es sind nur noch fünf bis zehn isolierte Fundorte verblieben. Die Bestände sind fortlaufend gefährdet.[7]
    - Moraea huttonii (Baker) Oberm. (Syn.: Moraea rivularis Schltr.): Sie kommt im südlichen Afrika in Lesotho und weiten Teilen Südafrikas vor.[6][7]
    - Moraea inyangani Goldblatt: Sie ist ein Endemit des Mount Inyangani im östlichen Simbabwe.[6][1]
    - Moraea macrantha Baker (Syn.: Moraea ventricosa var. macrantha (Baker) Geerinck, Moraea arnoldiana De Wild.): Sie ist vom südwestlichen Tansania über Malawi sowie Zaire bis zum östlichen Sambia verbreitet.[6]
    - Moraea moggii N.E.Br.: Es gibt zwei Unterarten:[7]
      - Moraea moggii subsp. albescens Goldblatt: Sie kommt in KwaZulu-Natal sowie Mpumalanga vor.[7]
      - Moraea moggii N.E.Br. subsp. moggii: Sie kommt in Limpopo sowie Mpumalanga vor.[7]

    - Moraea muddii N.E.Br.: Sie ist in Simbabwe[1], Mosambik und in den südafrikanischen Provinzen Ostkap, KwaZulu-Natal, Limpopo sowie Mpumalanga verbreitet.[7][6]
    - Moraea niassensis Goldblatt & J.C.Manning: Sie wurde 2014 erstbeschrieben. Sie ist eine montane Art im nördlichen Teil der Provinz Niassa in Mosambik.[10]
    - Moraea reticulata Goldblatt: Sie kommt nur in größeren Höhenlagen der Berge südlich von Queenstown im Ostkap vor.[7]
    - Moraea robusta (Goldblatt) Goldblatt: Sie gedeiht auf Bergwiesen von Mpumalanga in der Nähe von Machadodorp über das nördliche KwaZulu-Natal und dem östlichen Teil von Free State bis in den nördlichen Transkei (dies ist ein Teil des Ostkap); ist also für diese Gattung relativ weitverbreitet.[7]
    - Moraea schimperi (Hochst.) Pic. Serm. (Syn.: Moraea diversifolia (Klatt) Baker nom. illeg., Moraea hockii De Wild., Moraea welwitschii Baker, Moraea zambesiaca Baker): Sie ist in größeren Höhenlagen im östlichen sowie westlichen, aber nicht im zentralen tropischen Afrika in Zaire, Burundi, Sudan, Angola, Nigeria, Kamerun, Äthiopien, Tansania, Malawi, Mosambik, Sambia sowie Simbabwe[1] weitverbreitet. Sie besitzt ein disjunktes Areal.[6]
    - Moraea spathulata (L. f.) Klatt (Syn.: Moraea spathacea (Thunb.) Ker Gawl. nom. illeg., Moraea longispatha Klatt, Moraea balenii Stent, Moraea spathacea var. natalensis Baker, Moraea spathulata subsp. autumnalis Goldblatt, Moraea spathulata subsp. saxosa Goldblatt, Moraea spathulata subsp. transvaalensis Goldblatt): Ihr Verbreitungsgebiet reicht vom östlichen tropischen Afrika, Mosambik sowie östliches Simbabwe[1] bis ins südliche Afrika mit Swaziland, Lesotho und weite Teile Südafrikas.[7][6]
    - Moraea tanzanica Goldblatt: Sie kommt im südwestlichen Tansania sowie nördlichen Malawi vor.[6]
    - Moraea textilis Baker (Syn.: Moraea mechowii Pax, Moraea revoluta C.H.Wright): Sie kommt in Angola sowie im westlichen Sambia vor.[6]
    - Moraea unibracteata Goldblatt: Sie kommt nur in den Vorbergen der Drakensberge und im zentralen Gebiet KwaZulu-Natals vor. Sie ist nur noch von sieben Fundorten bekannt und die Bestände nehmen fortlaufend ab.[7]
    - Moraea unifoliata Goldblatt (Syn.: Moraea aphylla De Wild. nom. illeg.): Sie kommt nur im südlichen Teil der Demokratischen Republik Kongo vor.[6]
    - Moraea upembana Goldblatt: Sie kommt nur im südlichen Teil der Demokratischen Republik Kongo vor.[6]
    - Moraea ventricosa Baker (Syn.: Moraea bequaertii De Wild.): Sie kommt vom westlichen Tansania über Burundi und Zaire bis Sambia vor.[6]
    - Moraea verdickii De Wild.: Sie ist im südlichen tropischen Afrika vom südwestlichen Tansania und Angola über Malawi sowie Zaire bis Sambia und Mosambik verbreitet.[6]

- Untergattung Homeria (Vent.) Goldblatt & J.C.Manning (Syn.: Gattung Homeria Vent., Sessilistigma Goldblatt): Diesen Rang hat sie 2013 erhalten. Typusart ist Homeria collina (Thunb.) Salisb., ein Synonym von Moraea collina Thunb.: Die Chromosomengrundzahl beträgt x = 6. Sie enthält vier Sektionen:[2]

  - Sektion Conantherae (Goldblatt) Goldblatt & J.C.Manning (Syn.: Homeria sect. Conantherae Goldblatt): Typusart ist Homeria miniata (Andrews) Sweet, ein Synonym von Moraea miniata Andrews.[2] Sie enthält etwa neun Arten nur in den südafrikanischen Provinzen Nord- sowie Westkap:

    - Moraea aspera Goldblatt: Sie ist nur von drei Fundorten im Bokkeveld Schichtstufenland im Nordkap bekannt.[7]
    - Moraea bifida (L.Bolus) Goldblatt: Sie ist für diese Gattung im östlichen Namaqualand und von der westlichen Karoo bis zum Pakhuis Pass im Nord- sowie Westkap relativ weit verbreitet.[7]
    - Moraea brachygyne (Schltr.) Goldblatt: Sie kommt von den Bokkeveld Bergen bis Clanwilliam und in der nördlichen Tanqua-Karoo im Nord- sowie Westkap vor.[7]
    - Moraea fenestrata Goldblatt: Diese seltene Art ist ein Habitatspezialist, der von Springbok bis zur Tanqua-Karoo im Nordkap vorkommt.[7]
    - Moraea fragrans Goldblatt: Dieser Endemit ist nur von sieben Fundorten nördlich von Nieuwoudtville im Nordkap bekannt.[7]
    - Moraea fuscomontana (Goldblatt) Goldblatt: Dieser Endemit ist nur von vier Fundorten in den Swartruggens Bergen im Westkap bekannt.[7]
    - Moraea karooica Goldblatt: Sie ist für diese Gattung von Ceres bis Barrydale und in der westlichen Karoo im Nord- sowie Westkap relativ weit verbreitet.[7]
    - Moraea miniata Andrews: Sie ist für diese Gattung vom Namaqualand bis Riversdale und in der Karoo im Nord- sowie Westkap relativ weit verbreitet.[7]
    - Moraea pendula (Goldblatt) Goldblatt: von diesem Endemiten der Kamiesberge sind nur fünf bis zehn Fundorte im Westkap bekannt.[7]

  - Sektion Flexuosae Goldblatt: Typusart ist Moraea flexuosa Goldblatt (Syn.: Moraea flexicaulis Goldblatt, Homeria sect. Namaquanae Goldblatt): Die etwa drei Arten kommen nur in den südafrikanischen Provinzen Nord- sowie Westkap vor:[2]

    - Moraea flexicaulis Goldblatt: Sie wurde 2002 erstbeschrieben. Sie kommt nur in Richtersveld im Nordkap vor.[7]
    - Moraea knersvlaktensis Goldblatt: Dieser Endemit kommt nur in Knersvlakte im Westkap vor. Diese Art ist an manchen Standorten häufig.[7]
    - Moraea schlechteri (L.Bolus) Goldblatt: Sie kommt von Steinkopf to Bitterfontein im Nordkap vor.[7]

  - Sektion Homeria (Vent.) Goldblatt: Typusart ist Homeria collina (Thunb.) Salisb., ein Synonym von Moraea collina Thunb.[2]: Die etwa 18 Arten kommen nur in den südafrikanischen Provinzen Nord- sowie Westkap vor:

    - Moraea autumnalis (Goldblatt) Goldblatt: Dieser seltene Endemit ist nur von zwei Fundorten in Koue Bokkeveld sowie Elandskloof im Westkap bekannt. Diese Art blüht nur nach Buschbränden.[7]
    - Moraea bulbillifera (G.J.Lewis) Goldblatt: Es gibt zwei Unterarten:
      - Moraea bulbillifera subsp. anomala (Goldblatt) Goldblatt: Sie kommt im Westkap vor.[7]
      - Moraea bulbillifera (G.J.Lewis) Goldblatt subsp. bulbillifera: Sie kommt im Ost- sowie Westkap vor.[7]

    - Moraea cedarmonticola Goldblatt: Dieser seltene Endemit ist nur von vier Fundorten in den Cederbergen im Westkap bekannt. Diese Art blüht nur nach Buschbränden.[7]
    - Moraea collina Thunb.: Sie kommt von Bain's Kloof bis Caledon im Westkap vor. Sie ist an manchen Fundorten häufig.[7]
    - Moraea comptonii (L.Bolus) Goldblatt: Sie hat seit den 1930er Jahren etwa 80 % ihres ursprünglichen Areales an Getreidefelder verloren. Sie ist nur noch von fünf Fundorten von Villiersdorp bis Stanford im Westkap bekannt. Die Bestände nehmen fortlaufend ab.[7]
    - Moraea demissa Goldblatt: Sie kommt von Gifberg bis Citrusdal im Westkap vor und ist in den Cederbergen häufig.[7]
    - Moraea elegans Jacq.: Sie hat 60 bis 80 % ihres ursprünglichen Areales an Felder verloren. Sie kommt nur von Stellenbosch bis Bredasdorp im Westkap vor. Die verbliebenen Fundorte sind stark voneinander isoliert. Die Bestände nehmen beispielsweise durch invasive Pflanzenarten fortlaufend ab.[7]
    - Moraea flaccida Sweet: Sie kommt von den Bokkeveld Bergen bis Caledon im Westkap vor. Sie ist an manchen Standorten häufig.[7]
    - Moraea flavescens (Goldblatt) Goldblatt: Sie kommt von den Bokkeveld Bergen bis zu den Cederbergen im Westkap vor.[7]
    - Moraea longistyla (Goldblatt) Goldblatt: Sie kommt von Ceres bis Montagu und Caledon im Westkap vor.[7]
    - Moraea louisabolusiae Goldblatt: Dieser Habitatspezialist auf Sandstein kommt von Namaqualand bis zu den Nardous Bergen im Nord- sowie Westkap vor. Es gibt nur vier Aufsammlungen, aber es kann sein, dass es mehr Standorte gibt.[7]
    - Moraea minor Eckl.: Sie kommt von Gifberg bis zur Kap-Halbinsel im Westkap vor.[7]
    - Moraea ochroleuca (Salisb.) Drapiez: Sie kommt von Citrusdal bis Caledon im Westkap vor. Diese Art blüht hauptsächlich nach Buschbränden.[7]
    - Moraea patens (Goldblatt) Goldblatt: Dieser Endemit kommt nur noch im Biedouw-Tal und im Nadouskloof-Gebiet im Westkap vor. Diese Art gedeiht in tiefer liegenden Flächen und hat etwa 50 % ihres ursprünglichen Areals an landwirtschaftliche Flächen verloren. Die Bestände nehmen fortlaufend ab.[7]
    - Moraea pyrophila Goldblatt: Sie kommt von Piketberg bis Bredasdorp im Westkap vor. Diese Art blüht nur nach Buschbränden, daher das Artepitheton.[7]
    - Moraea radians (Goldblatt) Goldblatt: Dieser Endemit kommt nur von Robertson bis McGregor im Westkap vor. Es sind nur vier Fundorte bekannt und in drei davon gibt es weniger als 50 blühfähige Exemplare. Insgesamt gibt es an Naturstandorten weniger als 450 blühfähige Exemplare. Die Bestände nehmen fortlaufend ab.[7]
    - Moraea serratostyla (Goldblatt) Goldblatt: Dieser Endemit kommt nur in den zentralen Bergen des Richtersveld im Nordkap vor.[7]
    - Moraea vallisbelli (Goldblatt) Goldblatt: Sie kommt von den Bokkeveld Bergen bis zum Botterkloof-Pass im Nordkap vor.[7]

  - Sektion Stipanthera (Goldblatt) Goldblatt & J.C.Manning (Syn.: Homeria sect. Stipantherae Goldblatt): Typusart ist Moraea pallida Baker.[2] Die etwa sieben Arten sind im südlichen Afrika verbreitet:

    - Moraea britteniae (L.Bolus) Goldblatt: Sie kommt von Knysna bis Makhanda im Ostkap vor.[7]
    - Moraea cookii L.Bolus: Sie ist in Lesotho und in den südafrikanischen Provinzen Nord-, Ost- sowie Westkap verbreitet.[7]
    - Moraea doleritica Goldblatt & J.C.Manning: Sie wurde 2013 erstbeschrieben. Sie ist im südlichen Africa weitverbreitet von den Cedarbergen im Westkap über die Berge der Karoo über Free State und Mpumalanga bis Lesotho.[9]
    - Moraea eburnea Goldblatt & J.C.Manning: Sie wurde 2013 erstbeschrieben. Sie ist bisher nur von der Farm Vleiland nördlich der Klein Swartberge im Westkap bekannt.[9]
    - Moraea marlothii L.Bolus: Sie kommt von den Bokkeveld Bergen bis zur westlichen Karoo im Nordkap vor.[7]
    - Moraea pallida Baker: Sie ist in Namibia, Botswana, Lesotho[6] und in den südafrikanischen Provinzen Free State, Gauteng, KwaZulu-Natal, Mpumalanga, North West sowie Nordkap verbreitet.[7]
    - Moraea reflexa Goldblatt: Sie kommt im Nordkap vor.[7]

- Untergattung Monocephalae (Baker) Goldblatt (Syn.: ohne Rang Monocephalae Baker): Typusart ist Moraea angusta (Thunb.) Ker Gawl.: Die Chromosomengrundzahl beträgt x = 10.[2]

  - Sie ist nicht in Sektionen oder Serien gegliedert und enthält etwa vier Arten, die nur in den südafrikanischen Provinzen Nord- sowie Westkap vorkommen:[2]
    - Moraea angusta (Thunb.) Ker Gawl. (Syn.: Moraea obtusa N.E.Br.): Sie kommt von den Cederbergen bis Knysna im Westkap vor.[7]
    - Moraea anomala G.J.Lewis: Sie kommt vom Pakhuis Pass bis zur Kap-Halbinsel und Caledon im Westkap vor.[7]
    - Moraea neglecta G.J.Lewis: Sie ist von den Bokkeveld-Bergen bis zur Agulhas-Küste im Nord- sowie Westkap verbreitet.[7]
    - Moraea vallisavium Goldblatt: Sie ist nur von zwei Fundorten in Kleinrivier und in den Langebergen im Westkap bekannt. Sie blüht nur nach Buschbränden und scheint sehr selten zu sein.[7]

- Untergattung Moraea: Typusart ist Moraea juncea L., ein Synonym von Moraea vegeta L.: Die Chromosomengrundzahl beträgt x = 10. Sie enthält zwei Sektionen:[2]

  - Sektion Moraea: Die etwa fünf Arten kommen nur in Südafrika vor:[2]

    - Moraea gawleri Spreng. (Syn.: Moraea crispa (L. f.) Ker Gawl., Moraea decussata Klatt, Moraea sulphurea Baker, Moraea undulata Ker Gawl.): Sie ist von Namaqualand bis Humansdorp in den südafrikanischen Provinzen Nord-, Ost- sowie Westkap verbreitet.[7]
    - Moraea indecora Goldblatt: Sie ist nur von vier Fundorten in Springbok im Nordkap bekannt. Es gibt insgesamt an Naturstandorten weniger als 1000 blühfähige Exemplare.[7]
    - Moraea namaquamontana Goldblatt Dieser Endemit gedeiht nur in den Stinkfontein Bergen im Richtersveld im Nordkap. Es gibt nur wenige Berichte, das liegt wohl daran, dass sie nur nach heftigen Regenfällen blüht.[7]
    - Moraea vegeta L. (Syn.: Moraea iriopetala L. f., Moraea sordescens Jacq., Moraea tristis (L. f.) Ker Gawl.): Sie kommt im Westkap vor.[7]
    - Moraea vlokii Goldblatt: Diese seltene Art gedeiht nur in größeren Höhenlagen von Montagu bis zu den Swartbergen im Westkap.[7]

  - Sektion Polyphyllae Goldblatt & J.C.Manning: Typusart ist Moraea ramosissima (L. f.) Ker Gawl. Sie wurde 2013 aufgestellt und enthält etwa zwei Arten nur im Ost- sowie Westkap:[2]

    - Moraea gariepensis Goldblatt: Sie kommt in Namibia vor.[6]
    - Moraea ramosissima (L. f.) Druce (Syn.: Moraea bulbifera Jacq., Moraea ramosa (Thunb.) Ker Gawl.): Sie kommt vom Ostkap bis Gifberg im Westkap vor.[7]

  - Unklare Position und vorläufig hier eingeordnet:[2]
    - Moraea nubigena Goldblatt: Auch nach intensiven Suchen in geeigneten Habitaten kennt man nur einen Fundort in Fonteintjiesberg im Westkap. Der Bestand mit 500 bis 800 blühfähigen Exemplaren ist nicht bedroht.[7]
    - Moraea papilionacea (L. f.) Ker Gawl.: Sie kommt im Westkap vor. Es gibt seit 2015 zwei Unterarten:[11]
      - Moraea papilionacea subsp. glabrescens Goldblatt & J.C.Manning: Sie kommt in Cedarberg sowie Cold Bokkeveld vor.[11]
      - Moraea papilionacea (L. f.) Ker Gawl. subsp. papilionacea: Sie kommt von den Cederbergen bis Bredasdorp vor.[7]
- Untergattung Plumariae Goldblatt & J.C.Manning: Sie wurde 2013 aufgestellt. Typusart ist Moraea lugubris (Salisb.) Goldblatt: Die Chromosomengrundzahl beträgt x = 10.[2]

  - Sie enthält nur eine Art:
    - Moraea lugubris (Salisb.) Goldblatt: Sie kommt von den Bokkeveld Bergen bis Bredasdorp im Nord- sowie Westkap vor.[7]

- Untergattung Polyanthes (Goldblatt) Goldblatt & J.C.Manning (Syn.: Moraea sect. Polyanthes Goldblatt): Sie hat 2013 den Rang einer Untergattung erhalten. Typusart ist Moraea polystachya (L. f.) Ker Gawl.: Die Chromosomengrundzahl beträgt x = 10, aber bei vier Sektionen x = 6. Es gibt sechs Sektionen:[2]

  - Sektion Deserticola Goldblatt (Syn.: Moraea ohne Rang Subracemosae Baker, Barnardiella Goldblatt): Typusart ist Moraea bolusii Baker.[2] Die etwa 16 Arten kommen in Namibia und Südafrika vor:

    - Moraea acocksii Goldblatt & J.C.Manning: Sie wurde 2014 aus dem nördlichen Namaqualand in der südafrikanischen Provinz Nordkap erstbeschrieben.[12]
    - Moraea bolusii Baker: Sie kommt im nördlichen Namaqualand im Nordkap vor.[7]
    - Moraea filicaulis Baker (Syn.: Moraea diphylla Baker, Moraea fugax subsp. filicaulis (Baker) Goldblatt): Sie ist für diese Gattung relativ weit verbreitet von Namaqualand, Knersvlakte, Tal des Olifants River und an der Westküste im Nord- sowie Westkap.[7]
    - Moraea fugax (D.Delaroche) Ker Gawl. (Syn.: Iris edulis L. f., Iris longifolia Schneev., Moraea corniculata Lam., Moraea edulis (L. f.) Ker Gawl., Moraea fugax (D.Delaroche) Jacq. subsp. fugax, Moraea longifolia (Schneev.) Sweet, Moraea odora Salisb., Vieusseuxia edulis (L. f.) Link, Vieusseuxia fugax D.Delaroche): Sie kommt vom Namaqualand südwärts bis zur Kaphalbinsel und östlich über das südliche Kap bis Swellendam im Nord- sowie Westkap vor.[7]
    - Moraea geminifolia Goldblatt & J.C.Manning: Sie wurde 2014 aus dem nördlichen Namaqualand in der südafrikanischen Provinz Nordkap erstbeschrieben.[12]
    - Moraea gracilenta Goldblatt (Syn.: Moraea ciliata var. gracilis Baker, Moraea edulis L. f., Moraea edulis var. gracilis Baker): Sie kommt von Clanwilliam bis Tulbagh im Westkap vor.[7]
    - Moraea graniticola Goldblatt: Sie kommt in Namibia vor.[6]
    - Moraea herrei (L.Bolus) Goldblatt: Sie kommt von Richtersveld bis Garies im Nordkap vor.[7]
    - Moraea hexaglottis Goldblatt: Sie kommt in Namibia vor.[6]
    - Moraea macgregorii Goldblatt: Dieser Endemit ist nur von einem Fundort im Bokkeveld Schichtstufenland im Nordkap bekannt. Sie ist in diesem ariden Habitat nicht bedroht.[7]
    - Moraea macrocarpa Goldblatt: Sie ist von Nieuwoudtville bis Worcester im Nord- sowie Westkap verbreitet.[7]
    - Moraea namibensis Goldblatt: Dieser Endemit kommt nur vom südlichen Namibia bis Port Nolloth im Nordkap vor. In Südafrika ist nur ein Fundort bekannt. Alle Bestände sind fortlaufend bedroht.[7]
    - Moraea quartzicola Goldblatt & J.C.Manning: Sie wurde 2014 vom südlichen Knersvlakte im Westkap erstbeschrieben.[12]
    - Moraea rigidifolia Goldblatt: Sie kommt in Namibia vor.[6]
    - Moraea saxicola Goldblatt: Sie kommt in Namibia und im südlichen Namaqualand, Knersvlakte sowie im Richtersveld im West- sowie Nordkap vor.[12][7]
    - Moraea teretifolia Goldblatt & J.C.Manning: Sie wurde 2014 aus dem nördlichen Namaqualand in der südafrikanischen Provinz Nordkap erstbeschrieben.[12]

  - Sektion Gynandriris (Parl.) Goldblatt (Syn.: Gynandriris Parl., Iris subg. Gynandriris (Parl.) Baker, Iris sect. Gynandriris (Parl.) Dykes, Moraea sect. Gynandriris (Parl.) Goldblatt, Helixyra Salisb. ex N.E.Br., Helixyra Salisb. nom. nud., Moraea subg. Helixyra Salisb. ex Baker, Helixyra Salisb. nom. inval.). Typusart ist Moraea sisyrinchium (L.) Ker Gawl.: Sie enthält etwa neun Arten:[2]

    - Moraea australis Goldblatt: Sie gedeiht nur in Küstendünen von Mossel Bay bis Port Elizabeth im Ost- sowie Westkap. Es sind weniger als zehn Fundorte bekannt und die Bestände nehmen fortlaufend ab.[7]
    - Moraea cedarmontana (Goldblatt) Goldblatt: Dieser Endemit kommt nur Cederbergen im Westkap vor. Es sind nur vier Fundorte bekannt und diese Art blüht wohl nur nach Buschbränden.[7]
    - Moraea contorta Goldblatt: Diese seltene Art ist von drei Fundorten von den Hantamsbergen bis zum Roggeveld Schichtstufenland im Nordkap bekannt.[7]
    - Moraea hesperantha (Goldblatt) Goldblatt: Sie ist nur von weniger als zehn Fundorten nur im Bokkeveld-Plateau im Nordkap bekannt.[7]
    - Moraea mediterranea Goldblatt (Syn.: Gynandriris monophylla Klatt, Gynandriris sisyrinchium var. monophylla (Klatt) Halácsy): Sie ist im östlichen Mittelmeerraum verbreitet.[6]
    - Moraea pritzeliana Diels: Sie kommt im Bokkeveld Plateau und in der westlichen Karoo im Nord- sowie Westkap vor.[7]
    - Moraea setifolia (L. f.) Druce: Sie ist von Namaqualand bis Grahamstown im Nord-, Ost- sowie Westkap verbreitet.[7]
    - Moraea simulans Baker (Syn.: Moraea burchellii Baker, Moraea cladostachya Baker): Sie ist in Namibia und in den südafrikanischen Provinzen Free State, Gauteng, Mpumalanga, North West sowie Westkap verbreitet.[7]
    - Mittags-Schwertlilie[13] (Moraea sisyrinchium (L.) Ker Gawl., Syn.: Iris sisyrinchium L., Gynandriris sisyrinchium (L.) Parl., Moraea tenoreana Sweet, Moraea sicula Tod.): Sie ist vom Mittelmeerraum über Vorderasien bis zum westlichen Himalaja weitverbreitet.[6]

  - Sektion Hexaglottis (Vent.) Goldblatt (Syn.: Hexaglottis Vent., Plantia Herbert): Typusart ist Hexaglottis longifolia (Jacq.) G.J.Lewis, ein Synonym von Moraea longifolia (Jacq.) Pers.:[2] Die etwa sechs Arten kommen vom südlichen Namibia und in den südafrikanischen Provinzen von Nord- über Ost- bis Westkap vor:

    - Moraea brevituba (Goldblatt) Goldblatt: Dieser Endemit des „Gariep Centre“ kommt im südlichen Namibia und Richtersveld im Nordkap vor. Auf den einzigen noch in Südafrika bekannten vier Fundorten gehen die Bestände durch Schäden, die von Weidevieh verursacht werden, zurück.[7]
    - Moraea lewisiae (Goldblatt) Goldblatt: Es gibt zwei Unterarten:
      - Moraea lewisiae (Goldblatt) Goldblatt subsp. lewisiae: Sie ist in den südafrikanischen Provinzen Nord-, Ost- sowie Westkap verbreitet.[7]
      - Moraea lewisiae subsp. secunda (Goldblatt) Goldblatt: Sie ist in den südafrikanischen Provinzen Nord- sowie Westkap verbreitet.[7]

    - Moraea longifolia (Jacq.) Pers.: Sie ist in den südafrikanischen Provinzen Nord-, Ost- sowie Westkap verbreitet.[7]
    - Moraea namaquana (Goldblatt) Goldblatt: Diese sehr seltene Art ist nur von einem Fundort in den Spektakel Bergen im Nordkap bekannt.[7]
    - Moraea riparia (Goldblatt) Goldblatt: Sie gedeiht in größeren Höhenlagen von Clanwilliam bis Tulbagh im Westkap.[7]
    - Moraea thermarum Goldblatt & J.C.Manning: Sie wurde 2013 aus dem südlichen Namibia erstbeschrieben. Sie ist nur von zwei Aufsammlungen beim Huib Hoch Plateau bekannt.[9]
    - Moraea virgata Jacq.: Es gibt zwei Unterarten:
      - Moraea virgata subsp. karooica (Goldblatt) Goldblatt: Dieser seltene Endemit ist nur von zwei Fundorten im Roggeveld-Schichtstufenland im Nordkap bekannt.[7]
      - Moraea virgata Jacq. subsp. virgata: Sie ist vom südlichen Namaqualand bis Port Elizabeth in den südafrikanischen Provinzen Ost- sowie Nordkap verbreitet.[7]

  - Sektion Polyanthes Goldblatt: Typusart ist Moraea polystachya (L. f.) Ker Gawl.: Es gibt etwa acht Arten im Afrika südlich der Sahara:[2]

    - Moraea bipartita L.Bolus: Sie ist von Ladismith im Westkap und der südlichen Karoo bis zum Ostkap für diese Gattung relativ weit verbreitet.[7]
    - Moraea carsonii Baker (Syn.: Moraea homblei De Wild.): Sie ist im tropischen bis südlichen Afrika in Zaire, Burundi, Sudan, Tansania, Malawi, Sambia sowie Simbabwe bis Namibia und im nördlichen Botswana weitverbreitet.[6]
    - Moraea deserticola Goldblatt: Dieser Endemit kommt nur an vier Fundorten in Knersvlakte im Westkap vor.[7]
    - Moraea polyanthos Thunb.: Sie ist, obwohl sie viele Standorte verloren hat, an über 50 Fundorten in den südafrikanischen Provinzen von Worcester im Westkap bis zum Ostkap für diese Gattung relativ weit verbreitet.[7]
    - Moraea polystachya (L. f.) Ker Gawl. (Syn.: Moraea multiflora Sol. ex Baker nom. illeg.): Sie kommt in Namibia und in den südafrikanischen Provinzen Nord-, Ost- sowie Westkap vor.[7][6]
    - Moraea speciosa (L.Bolus) Goldblatt: Sie kommt in den Cederbergen und von der Tanqua-Karoo bis Prince Albert im Nord- sowie Westkap vor.[7]
    - Moraea tanquana Goldblatt & J.C.Manning: Dieser Endemit kommt nur in der Tanqua-Karoo im Nordkap vor.[7]
    - Moraea venenata Dinter (Syn.: Moraea toxicaria Dinter, Moraea polystachya var. brevicaulis E.Phillips): Sie kommt in Namibia und in der südafrikanischen Provinz Nordkap vor.[7][6]

  - Sektion Pseudospicatae Goldblatt & J.C.Manning (Syn.: Roggeveldia Goldblatt): Sie wurde 2013 aufgestellt. Typusart ist Moraea pseudospicata Goldblatt.[2] Die seit 2013 etwa 18 Arten sind in Afrika verbreitet:

    - Moraea afro-orientale Goldblatt: Sie kommt im südlichen Sudan, in Kenia, Tansania und in Uganda vor.[6]
    - Moraea alpina Goldblatt: Sie kommt in Lesotho und in den südafrikanischen Provinzen Free State sowie KwaZulu-Natal vor.[7][6]
    - Moraea callista Goldblatt: Sie kommt nur in den Uluguru-Bergen und Njombe in Tansania vor.[6]
    - Moraea crispa Thunb.: Sie ist von den Cederbergen bis Baviaanskloof, südlichen und westlichen Karoo in den südafrikanischen Provinzen Free State, Nord-, Ost- sowie Westkap verbreitet.[7]
    - Moraea elliotii Baker (Syn.: Moraea juncifolia N.E.Br., Moraea macra Schltr., Moraea stewartae N.E.Br., Moraea violacea Baker): Sie ist im zentralen Malawi, Lesotho, Eswatini und in den südafrikanischen Provinzen Ost-, Westkap, Free State, KwaZulu-Natal, Limpopo sowie Mpumalanga verbreitet.[7][6]
    - Moraea exiliflora Goldblatt: Diese seltene Art ist nur von einem Fundort in Höhenlagen von 1000 bis 1500 Metern in den Klein Swartbergen im Westkap bekannt.[7]
    - Moraea fistulosa (Goldblatt) Goldblatt: Diese seltene Art ist nur von einem Fundort im Roggeveld Schichtstufenland im Nordkap bekannt.[7]
    - Moraea inclinata Goldblatt: Sie kommt in Lesotho und in den südafrikanischen Provinzen Ostkap, Free State sowie KwaZulu-Natal vor.[7][6]
    - Moraea iringensis Goldblatt: Sie kommt nur im südlichen Tansania vor.[6]
    - Moraea lazulina Goldblatt & J.C.Manning: Sie wurde 2013 aus dem Westkap erstbeschrieben. Sie ist für diese Gattung relativ weitverbreitet in der Kleinen Karoo. Das Areal reicht von der Nähe von Barrydale sowie Rooiberg südlich von Calitzdorp bis De Rust, östlich von Oudtshoorn sowie Perdepoort im oberen Long Kloof. Sie gedeiht auf steinigen Böden über Sandstein und Kalkhängen in der Nähe der Cango-Höhlen an den unteren Südhängen der Great Swartberge.[9]
    - Moraea marginata J.C.Manning & Goldblatt Von dieser seltenen Art ist nur ein Fundort in einer Höhenlage von etwa 1550 Metern in Sutherland im Nordkap bekannt.[7]
    - Moraea monticola Goldblatt: Es sind nur zwei stark voneinander isolierte Fundorte in Kamiesberg und den Swartbergen im Nord- sowie Westkap bekannt. Insgesamt gibt es weniger als 1000 blühfähige Exemplare.[7]
    - Moraea natalensis Baker (Syn.: Moraea erici-rosenii R.E.Fr., Moraea parviflora N.E.Br.): Sie ist in südlichen Zaire, Malawi, Mosambik, Sambia, Simbabwe[1] und den südafrikanischen Provinzen KwaZulu-Natal, Limpopo sowie Mpumalanga verbreitet.[7][6]
    - Moraea pearsonii Goldblatt & J.C.Manning: Dieser Endemit kommt in Karoopoort von Ceres bis Touwsrivier im Westkap vor und ist ein Habitatspezialist.[7]
    - Moraea pseudospicata Goldblatt: Dieser Endemit kommt vom Bokkeveld Schichtstufenland bis Calvinia im Nordkap vor.[7]
    - Moraea stricta Baker (Syn.: Moraea curtisae R.C.Foster, Moraea mossii N.E.Br., Moraea parva N.E.Br., Moraea tellinii Chiov., Moraea trita N.E.Br.): Sie ist in Afrika von Äthiopien über Kenia, Tansania, Uganda, Malawi, Mosambik, Sambia, Simbabwe, Lesotho und Swaziland bis zu den südafrikanischen Provinzen Free State, Gauteng, KwaZulu-Natal, Limpopo sowie Mpumalanga weitverbreitet.[7][6]
    - Moraea thomsonii Baker: Sie kommt vom westlichen Tansania, Malawi und Simbabwe[1] bis Mpumalanga vor.[6]
    - Moraea verecunda Goldblatt: Diese seltene Art kommt nur im Bokkeveld Schichtstufenland und im Biedouw-Tal im Nord- sowie Westkap vor.[7]

  - Sektion Serpentinae Goldblatt & J.C.Manning: Sie wurde 2013 aufgestellt. Typusart ist Moraea serpentina Baker. Die nur zwei Arten kommen in den südafrikanischen Provinzen Nord- sowie Westkap vor:[2]

    - Moraea serpentina Baker (Syn.: Moraea arenaria Baker, Moraea framesii L.Bolus): Sie kommt von Namaqualand bis zum Olifants River Tal im Nord- sowie Westkap vor.[7]
    - Moraea tortilis Goldblatt: Sie kommt vom südlichen Richtersveld bis Knersvlakte im Nordkap vor.[7]

- Untergattung Vieusseuxia (D.Delaroche) Baker (Syn.: Vieusseuxia D.Delaroche, Phaianthes Raf.): Typusart ist Vieusseuxia spiralis D.Delaroche, ein Synonym von Moraea bellendenii (Sweet) N.E.Br.: Die Chromosomengrundzahl beträgt x = 6. Es gibt drei Sektionen:[2]

  - Sektion Integres Goldblatt & J.C.Manning: Sie wurde 2013 aufgestellt: Typusart ist Moraea thomasiae Goldblatt. Es gibt nur eine Art:[2]

    - Moraea thomasiae Goldblatt: Sie kommt von Worcester bis Ladismith und Barrydale im Westkap vor.[7]

  - Sektion Vieusseuxia (D.Delaroche) Goldblatt & J.C.Manning (Syn.: Gattung Vieusseuxia D.Delaroche): Diesen Rang hat sie im Jahr 2013 erhalten. Typusart ist Moraea bellendenii (Sweet) N.E.Br.[2] Die etwa 35 Arten kommen in Swaziland, Lesotho und in Südafrika vor:

    - Moraea albicuspa Goldblatt (Syn.: Moraea jarmilae Halda): Sie kommt in Lesotho[6] und in den südafrikanischen Provinzen Ostkap sowie KwaZulu-Natal vor.[7]
    - Moraea algoensis Goldblatt: Sie ist für diese Gattung von Worcester bis Port Elizabeth in den südafrikanischen Provinzen Ost- sowie Westkap relativ weit verbreitet.[7]
    - Moraea amabilis Diels: Sie ist für diese Gattung vom Bokkeveld Schichtstufenland und dem Olifants River Tal über das Roggeveld Schichtstufenland bis Worcester sowie Barrydale im Nord- sowie Westkap relativ weit verbreitet.[7]
    - Moraea barkerae Goldblatt: Diese selten gesammelte Art kommt nur in den Cederbergen, Cold Bokkeveld und Piketbergen im Westkap vor. Da diese Art wohl nur nach Buschfeuern blüht, kommt sie vielleicht an mehr Standorten vor als bisher bekannt.[7]
    - Moraea barnardii L.Bolus: Dieser seltene Endemit ist nur von zwei isolierten Fundorten in Caledon im Westkap bekannt. An einem Standort gab es 2006 etwa 10 und an dem anderen etwa 150 blühfähige Exemplare.[7]
    - Moraea bellendenii Ker Gawl. (Syn.: Moraea pavonia var. lutea (Ker Gawl.) Baker, Moraea tricuspis var. lutea Ker Gawl.): Sie ist für diese Gattung von Darling bis Plettenberg Bay im Ost- sowie Westkap relativ weit verbreitet. Sie ist an einigen Standorten häufig und die Bestände gelten als stabil.[7]
    - Moraea brevistyla (Goldblatt) Goldblatt (Syn.: Moraea pubiflora subsp. brevistyla Goldblatt): Sie kommt in Lesotho[6] und in den südafrikanischen Provinzen Free State, Mpumalanga sowie KwaZulu-Natal vor.[7]
    - Moraea cantharophila Goldblatt & J.C.Manning: Sie wurde 2002 erstbeschrieben. Sie blüht nur nach Buschfeuern und wird deshalb nicht oft gefunden. Sie wurde bisher nur fünfmal gesammelt und kommt vom Sir Lowry's Pass bis Sandy's Glen im Westkap vor.[7]
    - Moraea cuspidata Goldblatt & J.C.Manning: Sie wurde 2012 erstbeschrieben. Sie kommt in der Roggeveld-Schichtstufenlandschaft, in Klein Roggeveld und den Hügeln um Touwsrivier sowie Matjiesfontein, ostwärts bis Groot Swartberg sowie den Outeniqua Bergen im Nord- sowie Westkap vor.[7]
    - Moraea debilis Goldblatt: Sie ist nur noch von weniger als fünf Fundorten vom Bot River bis Bredasdorp und Swellendam im Westkap bekannt.[7]
    - Moraea decipiens Goldblatt & J.C.Manning: Sie wurde 2012 erstbeschrieben. Dieser Endemit wurde bisher nur in Piketberg im Westkap gefunden.[7]
    - Moraea deltoidea Goldblatt & J.C.Manning: Sie wurde 2000 erstbeschrieben. Dieser Endemit kommt nur an sechs bis acht Fundorten von Kleinmond bis Hermanus im Westkap vor.[7]
    - Moraea dracomontana Goldblatt: Sie gedeiht in den Drakensbergen in Lesotho[6] und in KwaZulu-Natal[7].
    - Moraea fergusoniae L.Bolus (Syn.: Moraea fimbriata Klatt): Sie kommt vom Bot River bis Mossel Bay im Westkap vor.[7]
    - Moraea grandis Goldblatt & J.C.Manning: Sie wurde 2012 erstbeschrieben. Sie kommt nur von Loeriesfontein bis Nieuwoudtville und der Roggeveld-Schichtstufenlandschaft im Nordkap vor.[7]
    - Moraea hainebachiana Goldblatt & J.C.Manning: Sie wurde 2012 aus dem Westkap erstbeschrieben.[7]
    - Moraea helmei Goldblatt & J.C.Manning: Sie wurde 2012 aus dem Nordkap erstbeschrieben.[7]
    - Moraea incurva G.J.Lewis: Von diesem Endemiten sind nur fünf Fundorte in Tulbagh im Westkap bekannt. Die höher in den Groot-Winterhoek-Bergen gelegenen Fundorte sind nicht gefährdet, aber die tiefer im Tulbagh-Tal gelegenen Fundorte sind durch Weingärten gefährdet.[7]
    - Moraea insolens Goldblatt: Von diesem Endemiten sind 2006 nur noch drei isolierte Fundorte von Caledon bis Stanford im Westkap bekannt. Arealverlust erfolgte durch landwirtschaftliche Flächen und ein Fundort ist durch Straßenbau gefährdet.[7]
    - Moraea lilacina Goldblatt & J.C.Manning: Durch Landwirtschaft gingen mindestens 30 % des Areals verloren. Es sind nur noch drei Fundorte von Calitzdorp bis zu den nördlichen Vorbergen der Langeberge und Outeniqua-Berge im Westkap bekannt.[7]
    - Moraea longiaristata Goldblatt: Sie kommt nur in Caledon Swartberg im Westkap vor. Es sind nur zwei Fundorte bekannt, in denen 2005/2007 in dem einen 10 bis 50 und in dem anderen etwa 30 blühfähige Exemplare gefunden wurden.[7]
    - Moraea lurida Ker Gawl.: An Standorten nach Buschbränden ist sie häufig. Sie kommt nur von Kogelberg bis Bredasdorp im Westkap vor.[7]
    - Moraea marionae Baker (Syn.: Moraea exilis N.E.Br.): Sie kommt in Swaziland[6] und in den südafrikanischen Provinzen Limpopo sowie Mpumalanga vor.[7]
    - Moraea modesta Killick: Sie kommt in Lesotho[6] und in den südafrikanischen Provinzen Ostkap, Free State sowie KwaZulu-Natal vor.[7]
    - Moraea mutila (C.H.Bergius ex Eckl.) Goldblatt & J.C.Manning (Syn.: Moraea monophylla Baker, Moraea punctata Baker, Moraea tripetala var. mutila (Licht. ex Roem. & Schult.) Baker): Über 80 % des Areales dieser Art gingen an landwirtschaftliche Flächen verloren. Es sind noch sechs bis zwölf Fundorte von Tulbagh bis Piketberg und auf der Kap-Halbinsel im Westkap verblieben.[7]
    - Moraea ogamana Goldblatt & J.C.Manning: Weite Areale dieser seltenen Art sind aus vielfältigen Gründen verloren gegangen. Es sind nur noch drei Fundorte vom oberen Breede-River-Tal bis Strand im Westkap bekannt. Die Restbestände sind fortlaufend bedroht.[7]
    - Moraea pubiflora N.E.Br.: Sie kommt in Eswatini[6] und in den südafrikanischen Provinzen Mpumalanga sowie KwaZulu-Natal vor.[7]
    - Moraea regalis Goldblatt: Sie ist nur von einem Fundort in De Rust im Westkap bekannt. 50 % des Habitats sind verloren gegangen und es gibt nur noch weniger als 100 blühfähige Exemplare.[7]
    - Moraea rivulicola Goldblatt & J.C.Manning: Das Gesamtverbreitungsgebiet ist von Richtersveld bis Bitterfontein im Nord- sowie Westkap ist zwar groß, aber es handelt sich um einen Habitatspezialisten an Hängen mit Granitgestein nahe saisonaler Fließgewässer.[7]
    - Moraea tricuspidata Goldblatt: Seit 2015 gibt es drei Unterarten:[11]
      - Moraea tricuspidata subsp. cormifera (Goldblatt) Goldblatt & J.C.Manning: Sie wurde 2015 aus dem Westkap erstbeschrieben. Sie kommt nur in Kammanassie sowie Langkloof vor.[11]
      - Moraea tricuspidata subsp. parviflora Goldblatt & J.C.Manning: Sie wurde 2015 aus dem Westkap erstbeschrieben. Sie kommt nur in Cedarberg, Cold Bokkeveld sowie Piketberg vor.[11]
      - Moraea tricuspidata Goldblatt subsp. tricuspidata: Sie kommt von den Cederbergen bis Makhanda im West- sowie Ostkap vor.[7]

    - Moraea trifida R.C.Foster (Syn.: Moraea culmea Killick, Moraea rogersii N.E.Br.): Sie kommt in Lesotho[6] und in den südafrikanischen Provinzen Ostkap, Free State, Mpumalanga sowie KwaZulu-Natal vor.[7]
    - Moraea tripetala (L. f.) Ker Gawl.: Es gibt drei Unterarten:
      - Moraea tripetala subsp. jacquiniana (Schltr. ex G.J.Lewis) Goldblatt & J.C.Manning (Syn.: Moraea tripetala var. jacquinii Schltr. ex G.J.Lewis): Sie ist in größeren Höhenlagen vom Olifants-River-Tal und Piketberg bis zur Kap-Halbinsel und den Palmiet-Bergen im Westkap relativ weit verbreitet.[7]
      - Moraea tripetala (L. f.) Ker Gawl. subsp. tripetala: Sie ist von Piketberg bis zur Kap-Halbinsel und ostwärts entlang des Küstentieflandes bis Knysna im Westkap relativ weit verbreitet.[7]
      - Moraea tripetala subsp. violacea Goldblatt & J.C.Manning: Sie kommt von Ceres bis Worcester und Barrydale im Westkap vor. Die Bestände nehmen fortlaufend ab.[7]

    - Moraea unguiculata Ker Gawl. (Syn.: Moraea ceresiana G.J.Lewis, Moraea tenuis Ker Gawl., Moraea violacea L.Bolus): Sie ist für diese Gattung von Namaqualand bis Port Elizabeth und in den Karoo Bergen im Nord-, Ost- sowie Westkap relativ weit verbreitet.[7]
    - Moraea vigilans Goldblatt & J.C.Manning: Dieser Endemit kommt nur auf einer Bergspitze, dem Sentinel Peak in den KwaZulu-Natal Drakensbergen vor.[7]
    - Moraea worcesterensis Goldblatt: Dieser Endemit war nur vom Typusstandort in Worcester bekannt, dort ist diese Art durch Habitatverlust ausgestorben. Sie wurde an drei Fundorten wiederentdeckt. Diese Bestände sind fortlaufend bedroht.[7]

  - Sektion Villosae Goldblatt & J.C.Manning: Sie wurde 2013 aufgestellt. Typusart ist Moraea villosa (Ker Gawl.) Ker Gawl.:[2] Sie enthält etwa neun Arten:

    - Moraea amissa Goldblatt: Es ist nur ein Fundort in Malmesbury im Westkap bekannt. 2005 wurden nur noch 56 blühfähige Exemplare gezählt. Dieser Bestand ist fortlaufend bedroht.[7]
    - Moraea aristata (D.Delaroche) Asch. & Graeb. (Syn.: Ferraria ocellaris Salisb., Moraea candida Baker, Moraea glaucopis (DC.) Drapiez, Moraea tricuspis var. ocellata D.Don, Vieusseuxia aristata D.Delaroche, Vieusseuxia glaucopis DC.): Nach Habitatverlusten ist nur noch ein Fundort mit weniger als 50 Exemplaren in einem Vorort von Kapstadt im Westkap verblieben.[7]
    - Moraea atropunctata Goldblatt: Sie ist nur von einem Fundort am Eseljagberg nahe Villiersdorp im Westkap bekannt. 2003 wurden nur noch 540 blühfähige Exemplare gezählt. Dieser Bestand nimmt fortlaufend ab.[7]
    - Moraea caeca Goldblatt: Sie gedeiht nur in größeren Höhenlagen von den Piketbergen bis zu den Porterville Bergen im Westkap.[7]
    - Moraea calcicola Goldblatt: Sie gedeiht nur in größeren Höhenlagen Saldanha im Westkap. Es gibt nur drei Fundorte mit jeweils höchstens 200 blühfähigen Exemplaren. Die Bestände sind durch Kalksteinabbau für die Zementherstellung bedroht.[7]
    - Moraea gigandra L.Bolus: Über 90 % des ursprünglichen Areales dieser Art gingen an Weizenfelder verloren. Es sind nur noch sechs voneinander isolierte Fundorte von Piketberg bis Porterville im Westkap bekannt.[7]
    - Moraea loubseri Goldblatt: Die Bestände am einzigen Fundort in Langebaan in der Provinz Westkap gehen seit den 1970er Jahren dramatisch zurück. 1995 wurden weniger als zehn blühfähige Exemplare gefunden, 2004 sowie 2008 wurde keine Exemplar gefunden, doch 2011 wurden wieder 2 Exemplare an diesem Fundort gesichtet.[7]
    - Moraea tulbaghensis L.Bolus: Sie ist nur noch an sechs voneinander isolierten Fundorten von Piketberg bis Paarl im Westkap bekannt.[7]
    - Moraea villosa (Ker Gawl.) Ker Gawl.: Es gibt zwei Unterarten:
      - Moraea villosa subsp. elandsmontana Goldblatt: Es ist nur ein Fundort an der Basis der Elandskloof-Berge im Westkap bekannt. Dieser Fundort ist geschützt und enthält weniger als 350 blühfähige Exemplare.[7]
      - Moraea villosa (Ker Gawl.) Ker Gawl. subsp. villosa (Syn.: Moraea pavonia var. villosa (Ker Gawl.) Baker): Sie hat über 80 % vom ursprünglichen Areal verloren. Sie kommt von Piketberg bis Gordon's Bay und Ceres im Westkap vor. Große Bestände mit hunderttausenden Exemplaren kommen unterhalb des Gydo Pass und auf dem Piketberg vor. Doch die meisten voneinander isolierten Fundorte enthalten weniger als 20 blühfähige Exemplare.[7]

  - Nicht in eine Sektion eingeordnet:
    - Moraea helicoidea Goldblatt & J.C.Manning: Sie wurde 2015 aus Worcester im Westkap erstbeschrieben.[11]
    - Moraea petricola Goldblatt & J.C.Manning: Sie wurde 2013 aus dem Westkap erstbeschrieben. Sie ist nur von einer Aufsammlung in größeren Höhenlagen in den Bergen nördlich des Pakhuis Pass in den nördlichen Cedarbergen bekannt.[9]

- Untergattung Visciramosae Goldblatt: Typusart ist Moraea bituminosa (L. f.) Ker Gawl.: Die Chromosomengrundzahl beträgt x = 10. Die Arten kommen nur in Südafrika vor. Es gibt zwei Sektionen:[2]

  - Sektion Multifoliae Goldblatt & J.C.Manning: Sie wurde 2013 aufgestellt. Typusart ist Moraea vespertina Goldblatt & J.C.Manning:[2] Sie enthält nur drei Arten:

    - Moraea bubalina Goldblatt: Sie gedeiht im Winterregengebiet der Karoo. Sie kommt von Gifberg bis Botterkloof und in der West-Karoo im Nordkap vor.[11][7]
    - Moraea striata Goldblatt & J.C.Manning: Sie wurde 2013 aus dem Westkap erstbeschrieben. Sie wurde wohl 2012 erstmals entdeckt. Sie ist ein Endemit der Sektion Oudtshoorn der Great Swartberge.[9]
    - Moraea vespertina Goldblatt & J.C.Manning: Sie kommt nur vom Bokkeveld Schichtstufenland bis zur Tanqua-Karoo im Nordkap vor.[7]

  - Sektion Visciramosae Goldblatt & J.C.Manning: Sie wurde 2013 aufgestellt. Typusart ist Moraea bituminosa (L. f.) Ker Gawl.:[2] Sie enthält etwa sechs Arten:

    - Moraea bituminosa (L. f.) Ker Gawl. (Syn.: Iris bituminosa L. f., Moraea viscaria var. bituminosa (L. f.) Baker, Vieusseuxia bituminosa (L. f.) Eckl.): Sie ist von den Groot Winterhoek Bergen bis Agulhas im Westkap verbreitet.[7]
    - Moraea elsiae Goldblatt: Durch Habitatverlust gingen weite ursprüngliche Fundorte verloren, es sind noch 12 bis 15 vorhanden. Sie kommt von der Kap-Halbinsel bis Stilbaai im Westkap vor.[7]
    - Moraea inconspicua Goldblatt: Seit 2012 gibt es zwei Unterarten:[7]
      - Moraea inconspicua Goldblatt subsp. inconspicua: Sie ist für diese Gattung relativ weitverbreitet vom Bokkeveld-Schichtstufenland bis zur Kap-Halbinsel und ostwärts bis Port Elizabeth in den südafrikanischen Provinzen: Nord-, Ost- sowie Westkap.[7]
      - Moraea inconspicua subsp. namaquensis Goldblatt & J.C.Manning: Sie wurde 2012 erstbeschrieben. Sie kommt nur im Namaqualand, Steinkopf bis zu den Kamiesbergen im Nordkap vor.[7][14]

    - Moraea saldanhensis Goldblatt & J.C.Manning: Sie wurde 2012 erstbeschrieben. Diese seltene Art ist nur von zwei Fundorten auf der Vredenburg-Halbinsel von Vredenburg bis Jacobsbaai bekannt. Im größeren Fundort gibt es weniger als 30 und im kleineren weniger als 10 blühfähige Exemplare. Die Bestände sind durch Urbanisierung an der Küste fortlaufend bedroht.[7][14]
    - Moraea simplex Goldblatt & J.C.Manning: 2010 konnte noch ein letzter Fundort, der von Feldern umgeben an der östlichen Basis der Piketberge im Westkap liegt, entdeckt werden. Dieser letzte Bestand ist fortlaufend gefährdet.[7]
    - Moraea viscaria (L. f.) Ker Gawl.: Sie kommt im Westkap vor.[7]

- Untergattung Umbellatae Goldblatt & J.C.Manning (Syn.: Gattung Rheome Goldblatt): Sie wurde 2013 aufgestellt. Typusart ist Moraea margaretae Goldblatt.[2] Es handelt sich um eine ursprüngliche Verwandtschaftsgruppe.[15] Die Chromosomengrundzahl beträgt x = 10.[2]

  - Sie ist nicht in Sektionen oder Serien gegliedert und enthält seit 2013 etwa zehn Arten, die nur in den südafrikanischen Provinzen Nord- sowie Westkap vorkommen:
    - Moraea cooperi Baker (Syn.: Moraea apetala L.Bolus, Moraea stenocarpa Schltr.): Sie kommt von Tulbagh über Worcester bis Caledon und in Stanford im Westkap vor. Teile des ursprünglichen Areales gingen an landwirtschaftliche Flächen verloren, und die Bestände der verbliebenen isolierten Fundorte sind fortlaufend gefährdet.[7]
    - Moraea intermedia Goldblatt & J.C.Manning: Sie ist nur von einem Fundort im Namaqualand westlich von Springbok im Nordkap bekannt. 2012 waren nur noch weniger als 250 blühfähige Exemplare am Naturstandort vorhanden und der ist durch Beweidung gefährdet.[7]
    - Moraea linderi Goldblatt: Es sind nur noch zwei Fundorte in den Piketbergen und in Koue Bokkeveld im Westkap bekannt. 2006 gab es insgesamt weniger als 50 blühfähige Exemplare am Naturstandort.[7]
    - Moraea longiflora Ker Gawl.: Sie ist nur von zwei Fundorten im Namaqualand, Kamiesberg im Nordkap bekannt. 2006 gab es insgesamt weniger als 1000 blühfähige Exemplare am Naturstandort.[7]
    - Moraea margaretae Goldblatt: Sie kommt im zentralen sowie nördlichen Namaqualand from Garies im Süden bis zum Gebiet um den Steinkopf im Norden im Nordkap vor.[7]
    - Moraea maximiliani (Schltr.) Goldblatt: Dieser Endemit ist von weniger als zehn Fundorten von Clanwilliam bis zum Pakhuis Pass und im Biedouw-Tal im Westkap bekannt.[7]
    - Moraea nana (L.Bolus) Goldblatt: Sie ist für diese Gattung vom Namaqualand bis Citrusdal im Nord- sowie Westkap relativ weitverbreitet.[7]
    - Moraea orthrosantha Goldblatt & J.C.Manning: Im Frühling 2012/2013 wurde eine kleine Population dieser 2014 erstbeschriebenen Art entdeckt. Sie wurde bisher nur in einem kleinen Gebiet nördlich von Garies in einem höher gelegenen Bereich südlich von Garagams im Namaqualand im Nordkap gefunden.[15]
    - Moraea singularis Goldblatt & J.C.Manning: Sie wurde 2013 aus dem Nordkap erstbeschrieben. Sie ist bisher nur von den östlichen Vorbergen des Kamiesberg-Massives im zentralen Namaqualand bekannt.[9]
    - Moraea umbellata Thunb.: Sie kommt im Westkap vor.[7]

### Arten, die nicht mehr zu dieser Gattung gehören
Neotropische Arten und einige andere Arten, die früher in die Gattung Moraea eingeordnet waren, werden heute in andere Gattungen gestellt.
Nicht mehr zur Gattung Moraea gehören (Auswahl):
- Moraea aurantiaca Baker ⇒ Ferraria glutinosa (Baker) Rendle
- Moraea bicolor Steud. ⇒ Dietes bicolor (Steud.) Sweet ex Klatt
- Moraea chimboracensis Kunth ⇒ Orthrosanthus chimboracensis (Kunth) Baker
- Moraea glutinosa Baker ⇒ Ferraria glutinosa (Baker) Rendle
- Moraea iridioides L. ⇒ Dietes iridioides (L.) Sweet ex Klatt
- Moraea robinsoniana (F.Muell.) Benth. ⇒ Dietes robinsoniana (F.Muell.) Klatt

### Gefährdung und Schutz
Sehr viele Arten kommen jeweils nur in einem kleinen Verbreitungsgebiet vor. Bei einigen Arten ist ihr ursprüngliches Areal durch Landwirtschaft, Straßenbau und/oder Verstädterung reduziert worden. An manchen Standorten sind die Bestände durch invasive Pflanzenarten bedroht. Sowohl in den Listen der IUCN (7 Arten) als auch der des Staates Südafrika, South African National Biodiversity Institute = SANBI (189 Arten) sind viele Arten in unterschiedlichen Gefährdungsstufen bewertet. 16 Arten gelten als Critically Endangered = vom Aussterben bedroht. 17 Arten bezeichnet man als Endangered = stark gefährdet. 22 Arten sind Vulnerable = gefährdet. 4 Arten gelten als Near Threatened = potenziell gefährdet. Mindestens 110 Arten sind als Least Concern = nicht gefährdet eingestuft. In der Rote Liste der gefährdeten Pflanzenarten bezeichnet man 12 Arten als selten und 2 Arten als sehr selten (wenn eine seltene Art nur an einem Fundort vorkommt); beides sind Kriterien, die nicht in der IUCN verwendet werden. Von einigen Arten liegt kein Monitoring vor und in einigen Staaten stehen keine Roten Listen zur Verfügung.

## Giftigkeit
Moraea-Arten sind giftig. Sie enthalten Bufadienolide und herzwirksame Glykoside, die in Südafrika zu Erkrankungen und Tod von Weidetieren führten.